# Invalidenfriedhof

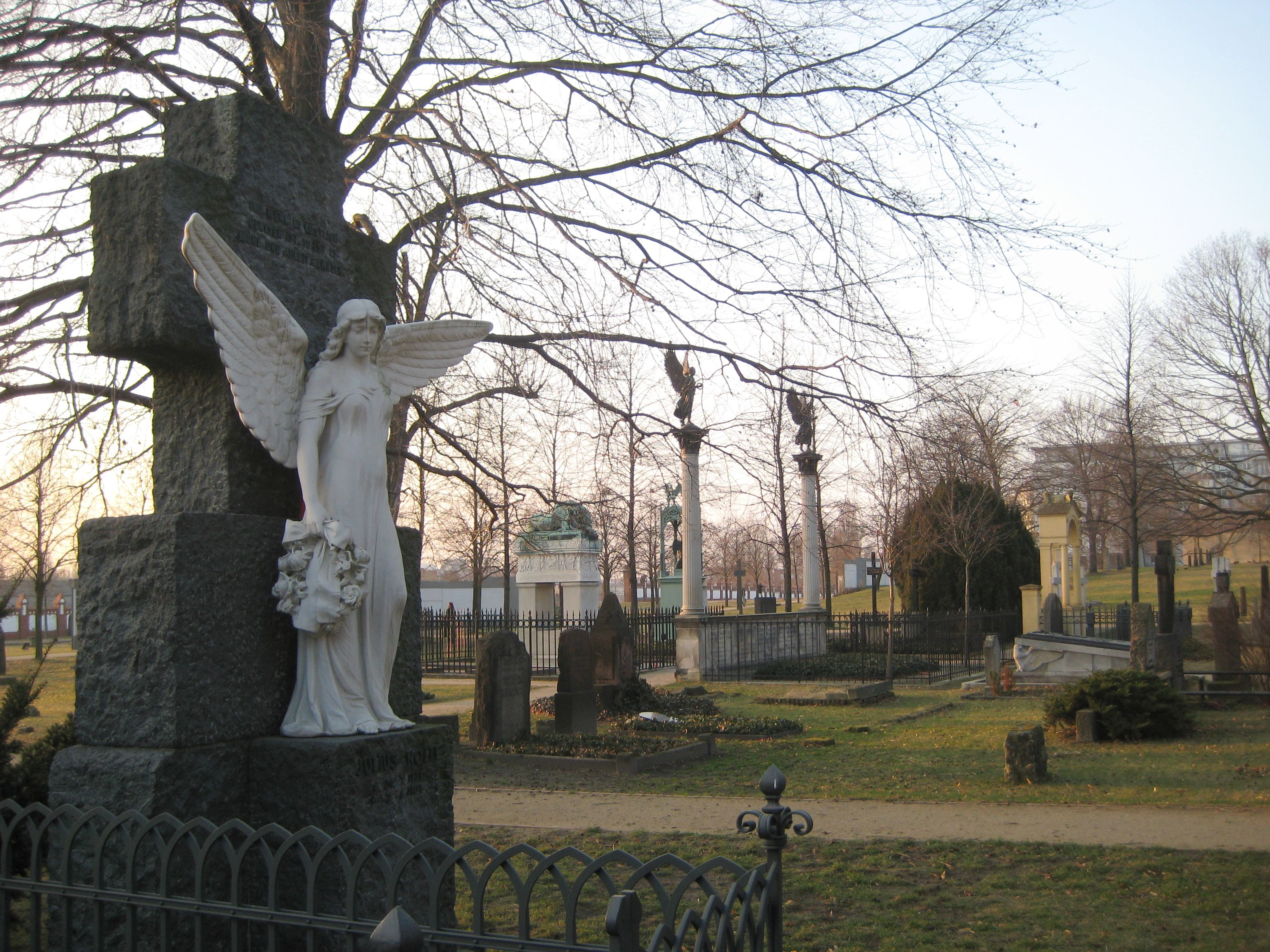
Invalidenfriedhof

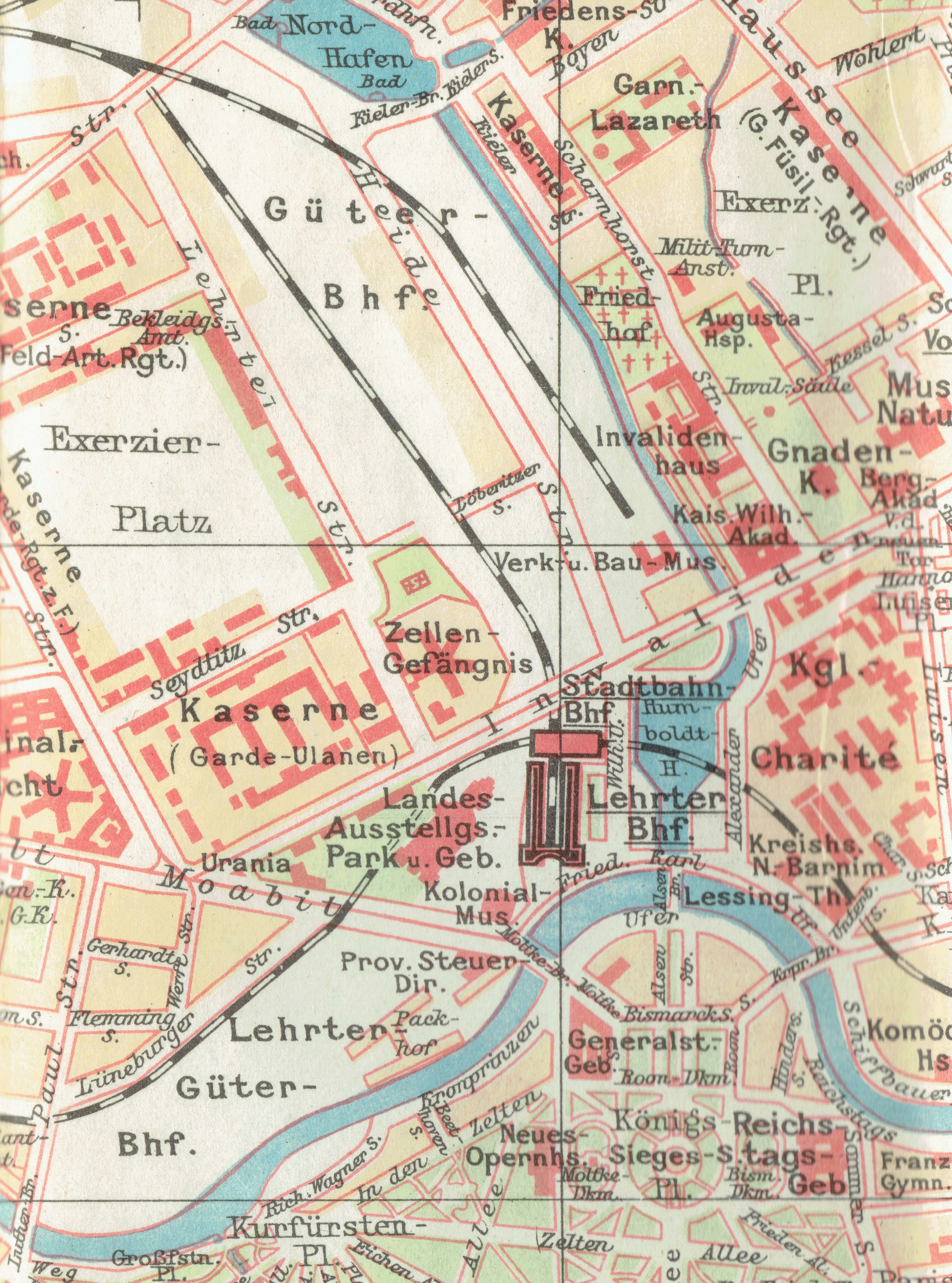
Kartenausschnitt in Berlin-Mitte (1915), Friedhof neben dem Invalidenhaus

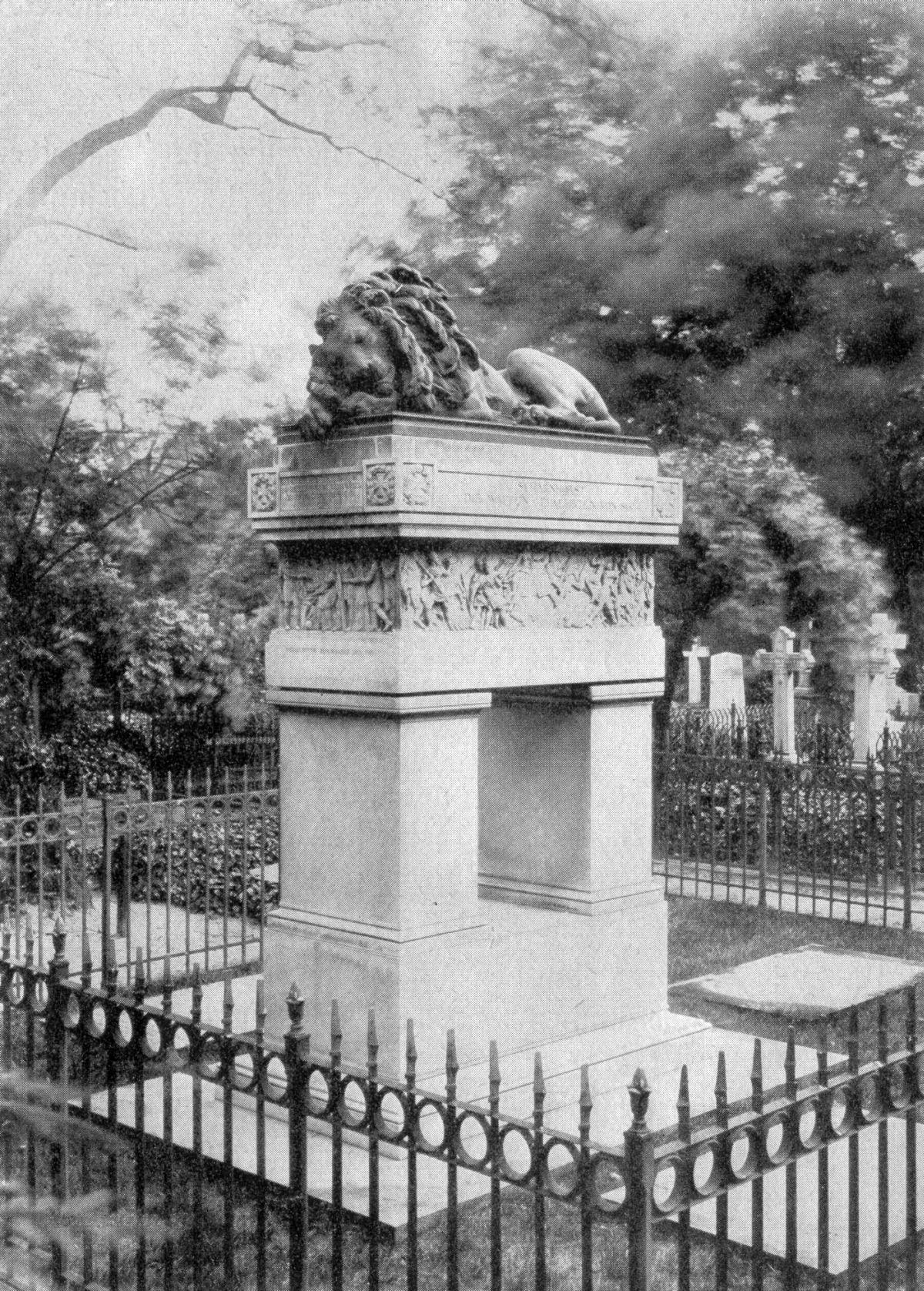
Grabdenkmal für Gerhard von Scharnhorst, 1925

Der Invalidenfriedhof (auch: Invaliden-Friedhof) ist ein historischer Friedhof und eine Gedenkstätte im Berliner Ortsteil Mitte des gleichnamigen Bezirks. Er liegt auf dem Gebiet der früheren Oranienburger Vorstadt zwischen Scharnhorststraße und Berlin-Spandauer Schifffahrtskanal, nördlich des Bundeswirtschaftsministeriums. Die Anlage gehört zu den ältesten Friedhöfen in Berlin und wird als Zeugnis der preußischen und deutschen Militärgeschichte sowie als Erinnerungsstätte an die deutschen Befreiungskriege der Jahre 1813–1815 angesehen.
Zerstörungen gegen Ende des Zweiten Weltkriegs und in der DDR-Zeit, als durch den Friedhof ein Teil der Berliner Mauer lief, haben dazu geführt, dass auf dem 2,54 Hektar großen Gelände nur etwa 230 Gräber erhalten sind. Ein Förderverein des Friedhofs bemüht sich seit 1992 um Bewahrung und Restaurierung der Anlage und Grabstätten.
Wegen der historischen und kulturellen Bedeutung der Gesamtanlage und einzelner Grabdenkmale steht der Invalidenfriedhof als Gartendenkmal unter Denkmalschutz.

## Der Friedhof im 18. Jahrhundert

### Entstehung

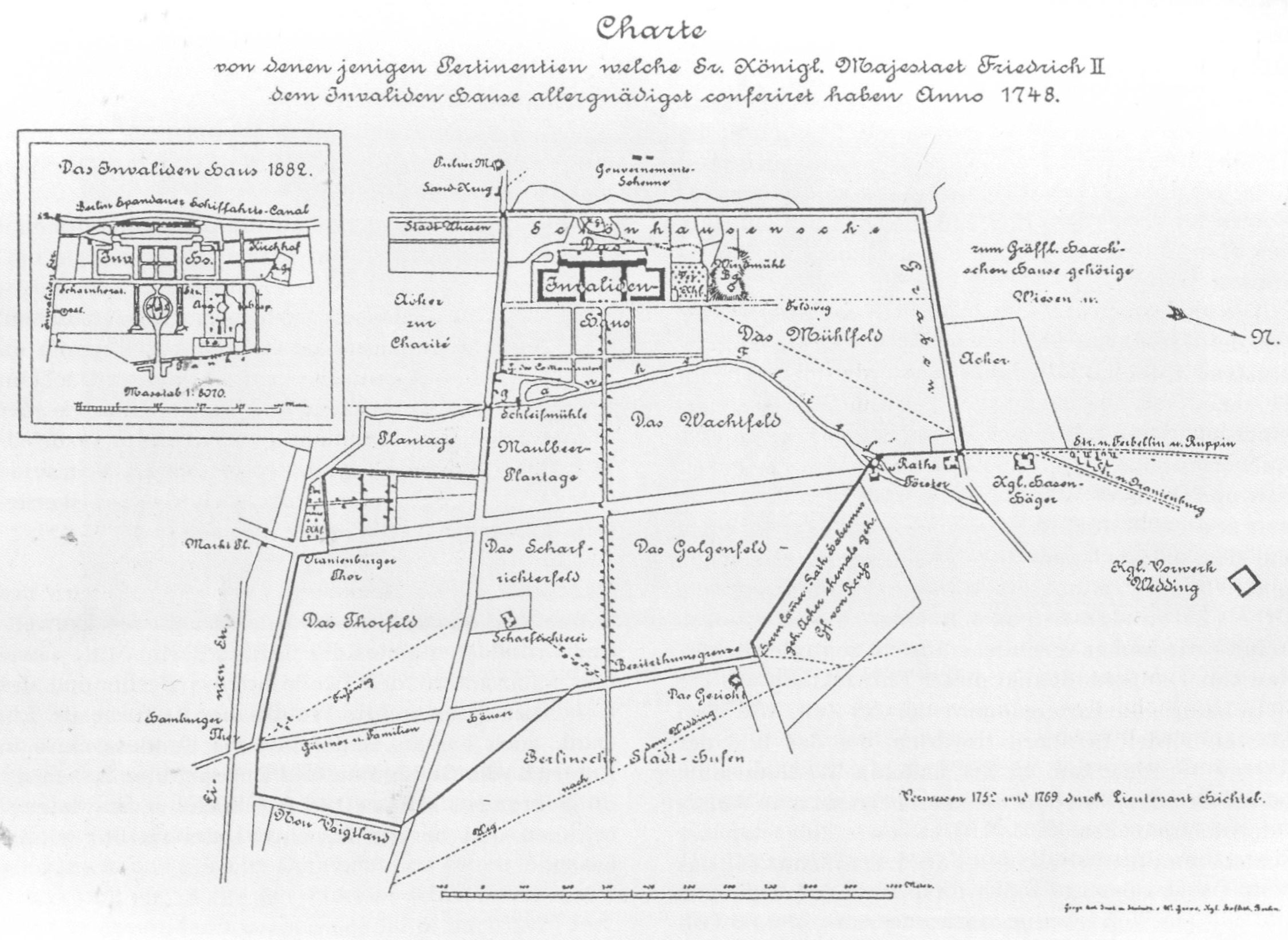
Karte von Invalidenhaus mit Ländereien 1748 bzw. 1882; Invalidenfriedhof jeweils rechts neben dem Invalidenhaus

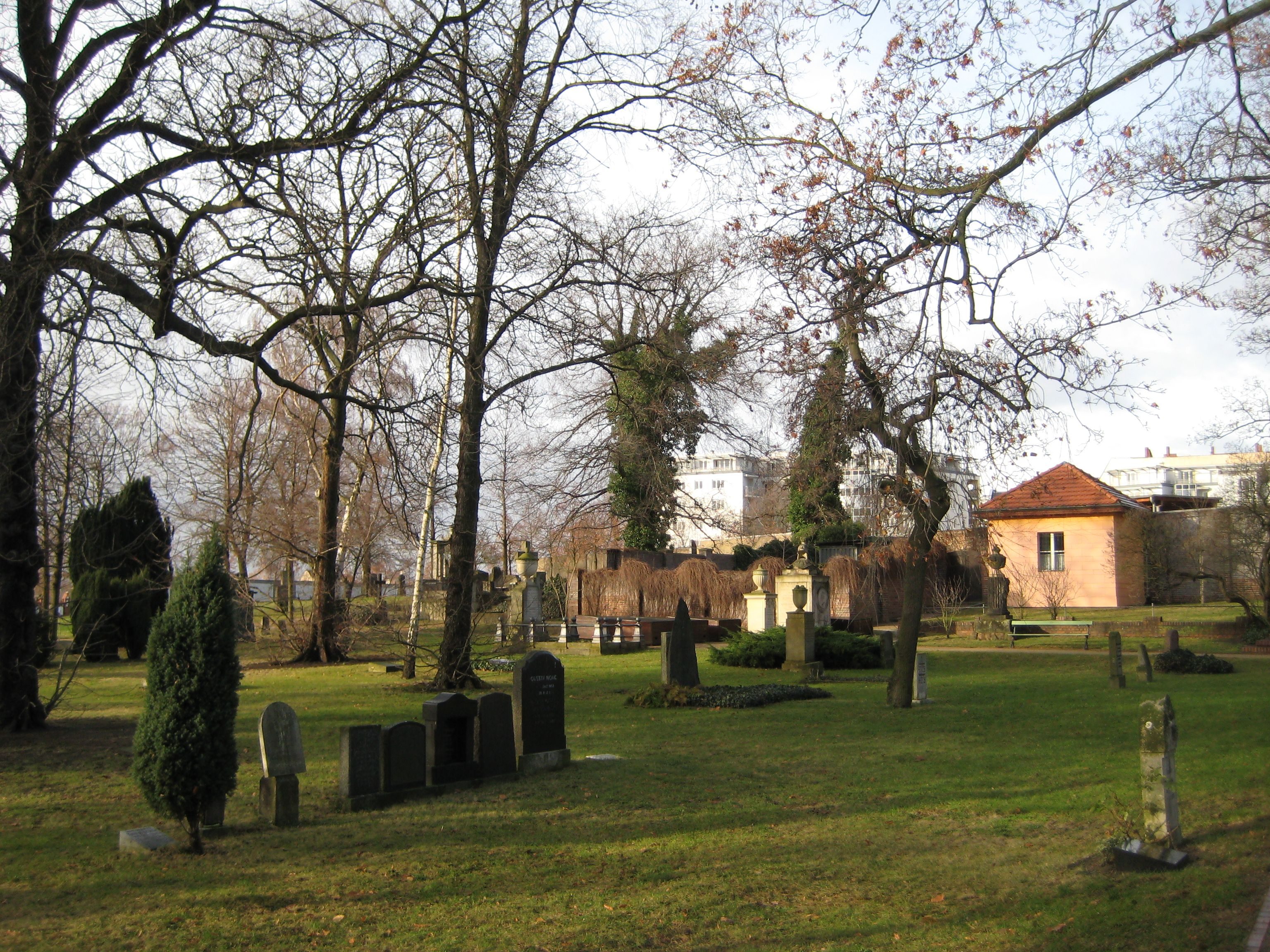
Ältester Teil (Grabfeld A), im Hintergrund der Bereich der „Kommandantengräber“

König Friedrich II. von Preußen ließ 1746 in der Nähe der Charité, in einem noch weitgehend unbewohnten und öden Gebiet nordöstlich des von der Berliner Zollmauer umgebenen Stadtgebiets, ein Invalidenhaus einrichten. In ihm wurden seit der Eröffnung am 15. November 1748 „lahme Kriegsleut“, also Kriegsversehrte, untergebracht. Sie sollten sich so weit wie möglich durch Landwirtschaft selbst versorgen, dadurch aber auch mithelfen, die im Volksmund als „Sahara“ bekannte Gegend zu kultivieren. Pläne für eine Wohnanlage für invalide Soldaten hatte es schon unter den Königen Friedrich I. und Friedrich Wilhelm I. gegeben. Aber erst die hohen Versehrtenzahlen der ersten beiden Schlesischen Kriege 1740–1742 und 1744/1745 veranlassten Friedrich den Großen, diese Pläne umzusetzen.
Zum königlichen Legat gehörte umfangreicher Landbesitz von 134 Hektar. Direkt nördlich vom Invalidenhaus, an einer zur Gesamtanlage gehörenden Windmühle an der Kirschallee (ab 1860: Scharnhorststraße), lag der Begräbnisplatz. Bei der ersten Beerdigung auf dem neuen Friedhof wurde am 20. Dezember 1748 der katholische Unteroffizier Hans Michael Neumann aus Bamberg beigesetzt; das Grab existiert nicht mehr.
Ursprünglich umfasste der „Kirchhof der Invalidengemeinde“ nur das heutige Grabfeld A im Nordosten des Areals, in dem später auch die Kommandanten des Invalidenhauses beigesetzt wurden („Kommandantengräber“). Es liegt nahe dem jetzigen Wirtschaftshof und Lapidarium. 1769 wurde westlich angrenzend ein zweiter Friedhofsteil erschlossen, das heutige Grabfeld B. Der Rest des heutigen Friedhofsgeländes wurde im 18. Jahrhundert noch landwirtschaftlich genutzt; im Gebiet bis zum östlich gelegenen Schönhauser Landwehrgraben (heute Berlin-Spandauer-Schifffahrtskanal) lagen Wiesen.
Der ursprüngliche Friedhof war wahrscheinlich eingefriedet, wies aber sonst wohl keinen Schmuck und keine Wegemarkierungen auf. Eine umfassende Gestaltung von Friedhöfen mit Ausbildung einer eigenen Friedhofskultur und parkähnlichen Anlagen setzte in Preußen erst 1794 ein. In diesem Jahr trat das Allgemeine Landrecht für die Preußischen Staaten in Kraft, das Bestattungen in Kirchen und bewohnten Stadtgegenden untersagte. Bis 1872 erfolgten 18.000 Beerdigungen auf dem Areal des heutigen Invalidenfriedhofs, in der ganzen Friedhofsgeschichte waren es etwa 30.000.

### Grabdenkmale des 18. Jahrhunderts
Aus der Frühzeit des Friedhofs existieren einige wertvolle Grabmale, die sowohl die Geschichte des Ortes wie auch die Entwicklung der Sepulkralkultur in Preußen bis zum Anfang des 19. Jahrhunderts widerspiegeln.

#### Spätbarocke Sarkophaggräber

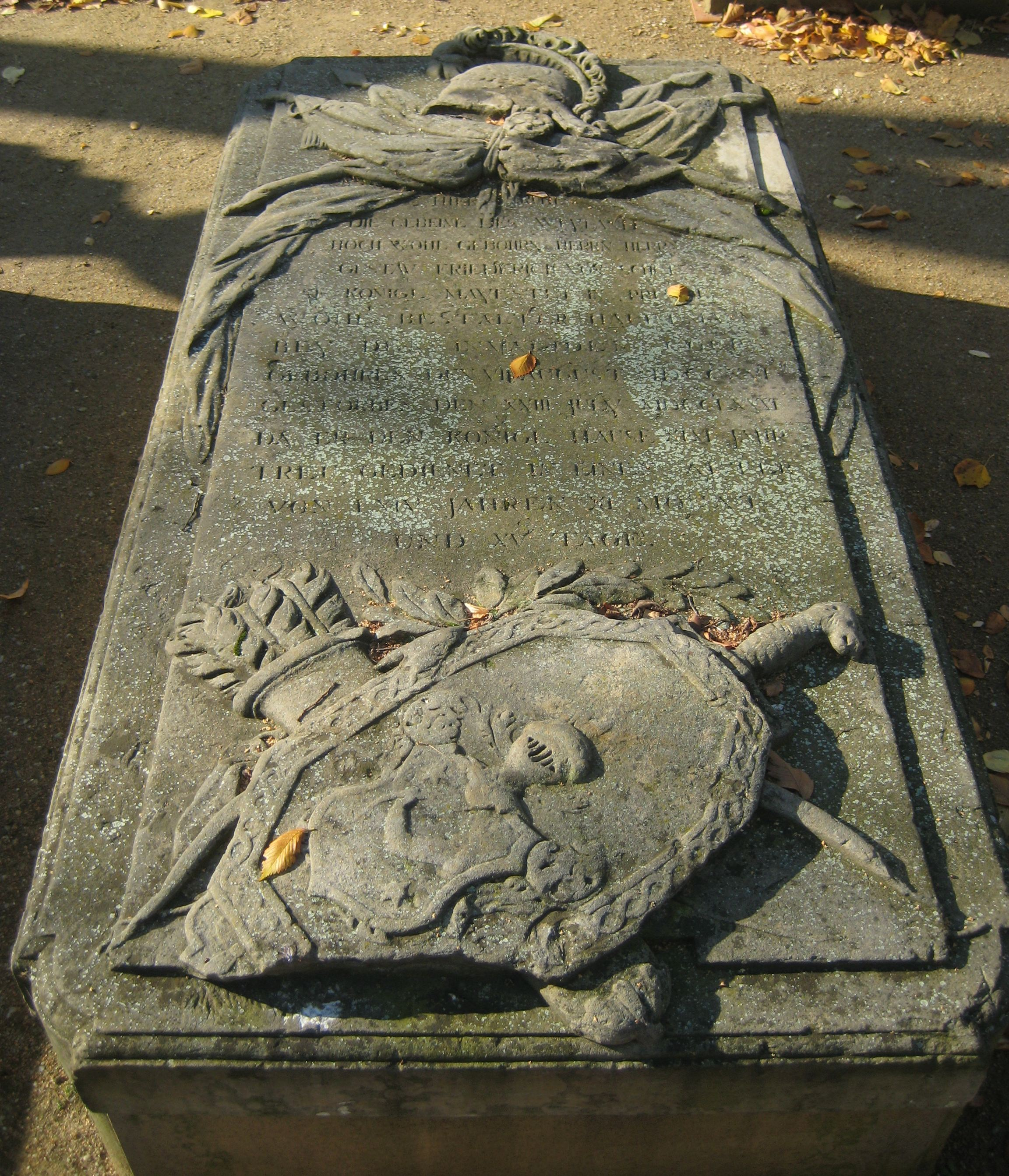
Grabmal von Gustav Friedrich von Schütz (1781), eines der sechs Sarkophaggräber

Einige der ältesten erhaltenen Grabmale des Invalidenfriedhofs wurden erst im Sommer 1998 bei Installations- und Wegearbeiten im Grabfeld A entdeckt. Sie liegen im Bereich der „Kommandantengräber“. Sechs spätbarocke Sarkophaggräber aus Sandstein aus der Zeit zwischen 1774 und 1790 kamen zum Vorschein, darunter das Grab des zweiten Kommandanten des Invalidenhauses, Georg Christoph von Daembke (1719–1775). Er war der erste von 21 Invalidenhaus-Kommandanten, die bis zum Zweiten Weltkrieg auf dem Friedhof bestattet wurden. Daembkes Vorgänger Heinrich von Feilitzsch war demgegenüber 1768 noch unter dem Altar der evangelischen Invalidenhauskirche beigesetzt worden. Die sechs Sarkophage sind reich verziert mit Inschriften, Ornamenten, Todessymbolen und zum Teil mit Wappen. Mit ihrer traditionellen Gestaltung in der Form hochbarocker Epitaphien stehen sie für eine Übergangsphase zwischen Kirchen- und Friedhofsbestattungen am Ende des 18. Jahrhunderts.

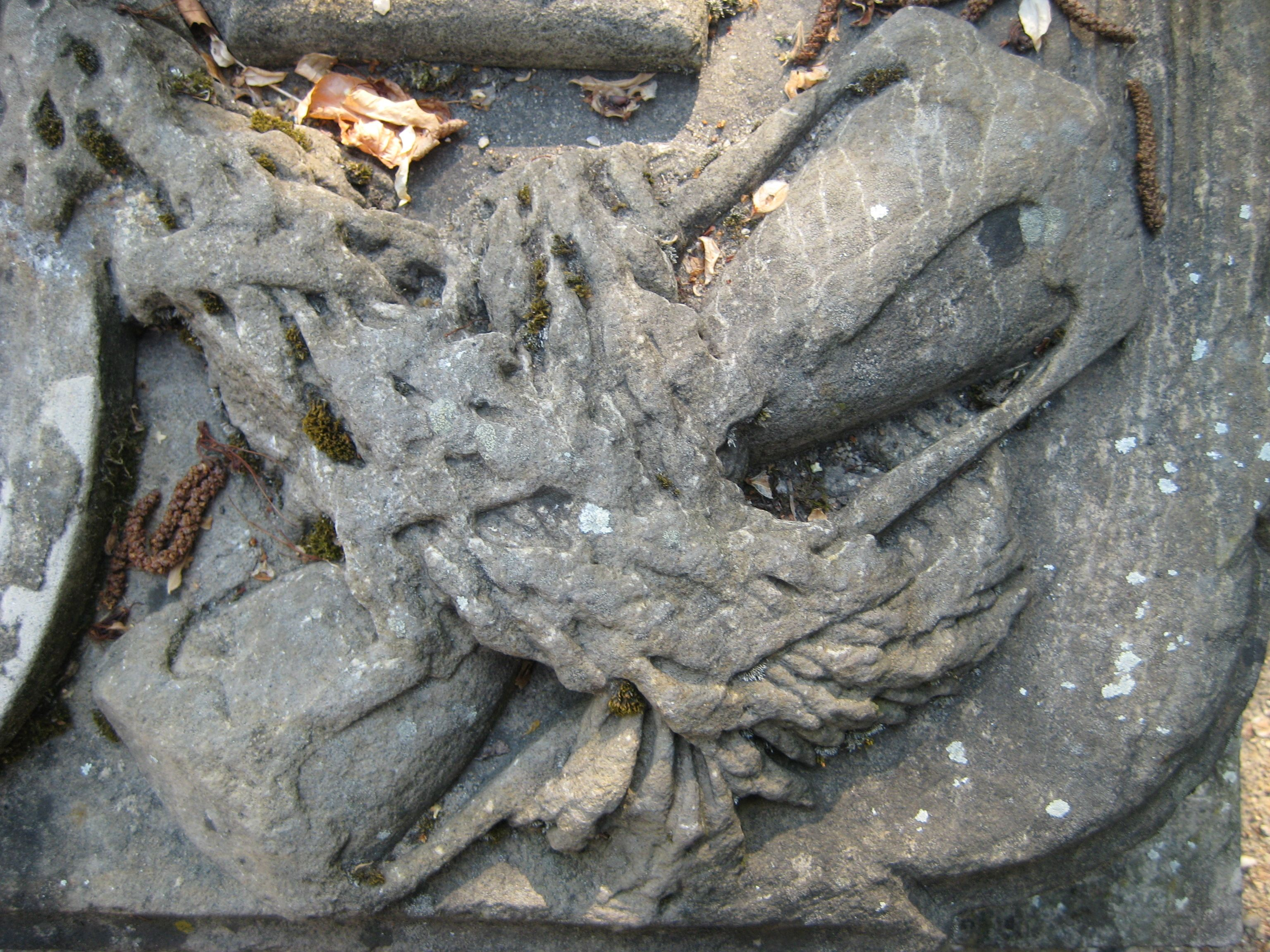
Sanduhr als Allegorie der Vergänglichkeit; Detail auf dem Sarkophag von Elisabeth von Kottulinsky, 1774

Anrührend und künstlerisch herausragend ist die Gestaltung des Grabmals von Elisabeth von Kottulinsky (1767–1774), der ältesten noch existierenden Grabstätte auf dem Friedhof. Eine (nicht ganz erhaltene) Inschrift spricht von einem „seelig verstorbenen Fräulein“, das „den 1 Junii 1774, an einer 18 stündigen Kriesel-Kranckheit“ (Tuberkulose) starb: „Ein Kind guter Hoffnung, ihre Seele gefiel Gott wohl, darum eilte er mit ihr aus diesem bösen Leben, und versetzte sie frühzeitig, in die ewige Freude, und Seeligkeit.“ Die Reliefs auf dem Sarkophag des Mädchens zeigen neben Lilien, Wicken und Rosen das von Puttenköpfen umgebene „Auge Gottes“, das über die Tote wacht, sowie Fackel und Sanduhr als Allegorien der Vergänglichkeit des menschlichen Lebens.
Vermutlich waren die sechs Sarkophaggräber nach einer Überflutung des Friedhofs durch den angrenzenden Schönhauser Landwehrgraben im Jahr 1829 zugeschüttet worden, um diesen Friedhofsbereich höher legen zu können. Gleichzeitig dürften die direkt benachbarten Grabstätten angehoben und untermauert worden sein. Das gilt etwa für die Denkmale Diezelsky, Rohdich und Reineck. Warum das Grabmal Daembkes im Gegensatz zu denen seiner Nachfolger Diezelsky und Reineck bei dieser Umgestaltung nicht erhaltenswert erschien, ist ungeklärt.
Die sechs Sarkophaggräber wurden nach der Wiederentdeckung bis 1999 restauriert und, bei sorgfältiger Konservierung der darunter liegenden Gruftgewölbe, auf das Niveau der umgebenden Grabstätten angehoben. Die sechs Grabdenkmale gehören zu den ältesten, am ursprünglichen Begräbnisort unter freiem Himmel erhaltenen, repräsentativen Grabmalen Berlins. Adel und wohlhabendes Bürgertum ließen sich noch bis 1794 in aller Regel in Kirchen und angefügten Grüften beisetzen. Wegen der Anfälligkeit des Sandsteins werden die sechs Sarkophaggräber in den Wintermonaten durch massive Holzabdeckungen geschützt und sind nur in der wärmeren Jahreshälfte zu besichtigen.

#### Kommandantengräber / Grabpostamente

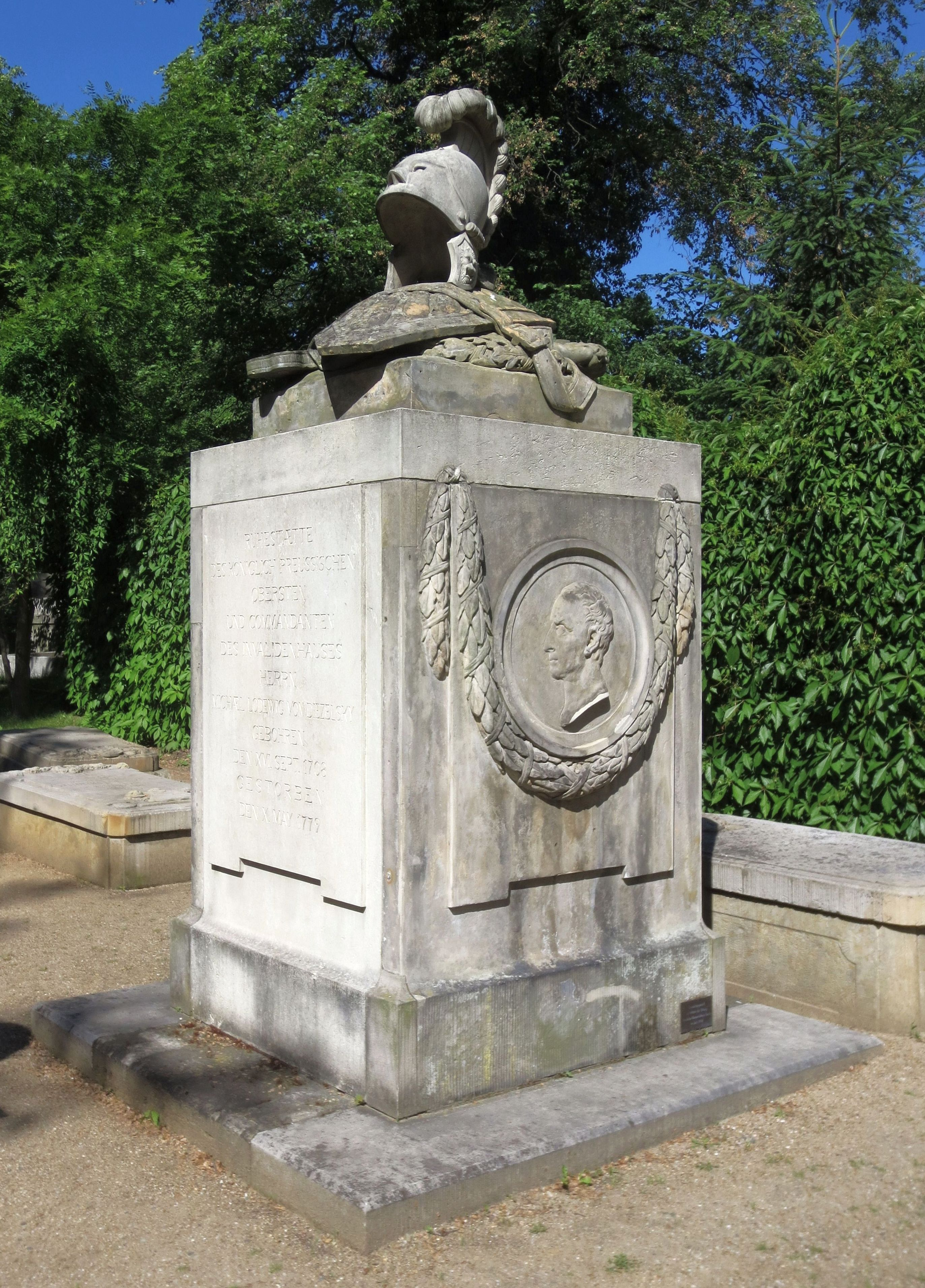
Grabdenkmal Diezelsky mit Porträtmedaillon

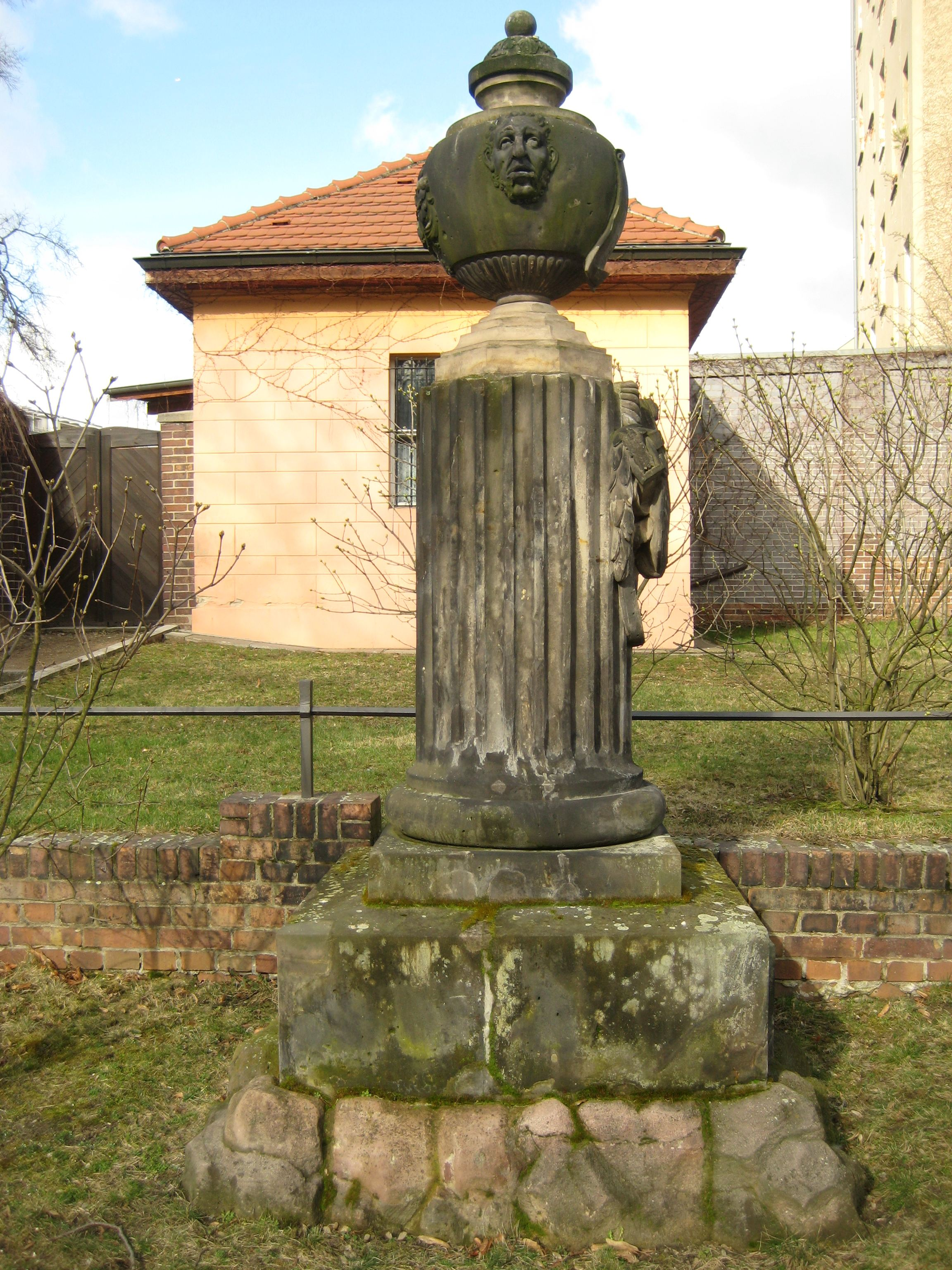
Grabdenkmal Reineck; dahinter der Wirtschaftshof mit Lapidarium

Zu den erhaltenen Denkmalen aus den ersten Jahrzehnten des Invalidenfriedhofs gehört das künstlerisch bedeutende Grabpostament für den Obersten und Kommandanten des Invalidenhauses Michael Ludwig von Diezelsky (1708–1779). Der Entwurf für das frühklassizistische Denkmal stammt von dem Maler Bernhard Rode. Es ist fast dreieinhalb Meter hoch. Das altarartige Sandstein-Postament zeigt auf einer Seite ein mit Lorbeer-Feston umranktes Medaillon mit einem Porträt des Toten sowie Inschriften auf den anderen Seiten. Es wird von Schild, Harnisch und Helm mit Federbusch in antikisierender Form bekrönt. Das im Zweiten Weltkrieg beschädigte Monument wurde inzwischen restauriert, fehlende Teile rekonstruierte man.
Der Denkmaltyp aus Postament mit aufgesetzter Schmuckbekrönung, zumeist in Form einer Urne, erfreute sich in der Frühzeit des Invalidenfriedhofs großer Beliebtheit. Ein eindrucksvolles Beispiel stellt das spätbarocke Monument für den Invalidenhaus-Kommandanten Oberst Ernst Otto von Reineck (1729–1791) im Grabfeld A dar. Auf den kannelierten Säulenstumpf auf hohem Unterbau ist eine Urne aufgesetzt, umgeben von den Köpfen zweier Sklaven sowie von Wappen und einer Widmung für den Toten in Reliefform. Auf einer Seite der Säule finden sich lorbeerumrankte Ruhmeszeichen wie Helm, Federbusch, Schild und Schwert, ebenfalls als Relief gearbeitet. Bei einer Restaurierung in den Jahren 2000–2003 wurden fehlende Teile des Denkmals wie der Urnendeckel rekonstruiert. In diesem Zusammenhang legte man ein Felssteinfundament wieder frei, mit dem das Grabdenkmal wahrscheinlich nach 1829 aufgesockelt worden war.
Auch das Grab des Generals und preußischen Kriegsministers Friedrich Wilhelm von Rohdich (1719–1796), ebenfalls in Grabfeld A, weist eine Schmuckurne auf. Der mehrfach gestufte, in einem Zwischenglied kannelierte Sandsteinsockel trägt auf Vorder- und Rückseite Inschriften. Sein Kopf wird von der ausladenden Urne überragt, die unterhalb der Kuppa eine weitere Inschrift führt. Eine massive Eisenumfassung umgibt das Grabmal. Sie entstand möglicherweise erst im 20. Jahrhundert. Das Denkmal wurde ursprünglich finanziert vom Rohdich’schen Legatenfonds, einer seit 1993 wieder existierenden Stiftung, die auf den Toten zurückgeht. Sie gab 1998 auch die aufwendige Rekonstruktion des stark beschädigten Originals in Auftrag.
Das in Grabfeld A gelegene Denkmal für Oberst Curt Heinrich Gottlieb von Arnim (1735–1800), Reinecks Nachfolger in der Invalidenhauskommandantur, ist weniger aufwendig gestaltet als die drei vorgenannten Postamentdenkmale und ein Beispiel für den frühklassizistischen Zopfstil. Das zeigt sich an den Lorbeergirlanden am Kopf des Sandsteinsockels, die statisch wirken, und an der Urne, an der die ausladenden Formen des Barock zurückgenommen sind. Auf der Vorderseite steht eine kalligraphische Widmung für den Toten mit Nennung von dessen Lebensdaten. Der stark beschädigte Originalsockel befindet sich heute im Lapidarium des Friedhofs. Er wurde bei der Restaurierung originalgetreu kopiert, die verschwundene Urne nach alten Fotos rekonstruiert.
Mit dem Grabdenkmal für den preußischen Oberst Johann Friedrich von Pelkowsky (1737–1803) setzte sich die Tradition der Postamentgräber im Grabfeld A im frühen 19. Jahrhundert fort. Allerdings ist die Schmuckurne hier bereits im Stil des französischen Empire der Napoleon-Zeit verfasst. Sie weist eine schlank-ovale Form auf, die durch die aufgesetzten Volutenhenkel weiter betont wird. Die Urne ruht auf einem vierkantigen, getreppten Sockel, der auf der Vorderseite die Widmungsinschrift trägt. Sein oberer Abschluss ist eingezogen und zeigt ein Blattfries. Bei dem Denkmal handelt es sich um eine Rekonstruktion aus jüngster Zeit. Der alte Sockel war für eine Restaurierung zu stark verwittert; er steht heute im Lapidarium. Die verloren gegangene Schmuckurne konnte auf der Basis alter Fotos nachgebildet werden.

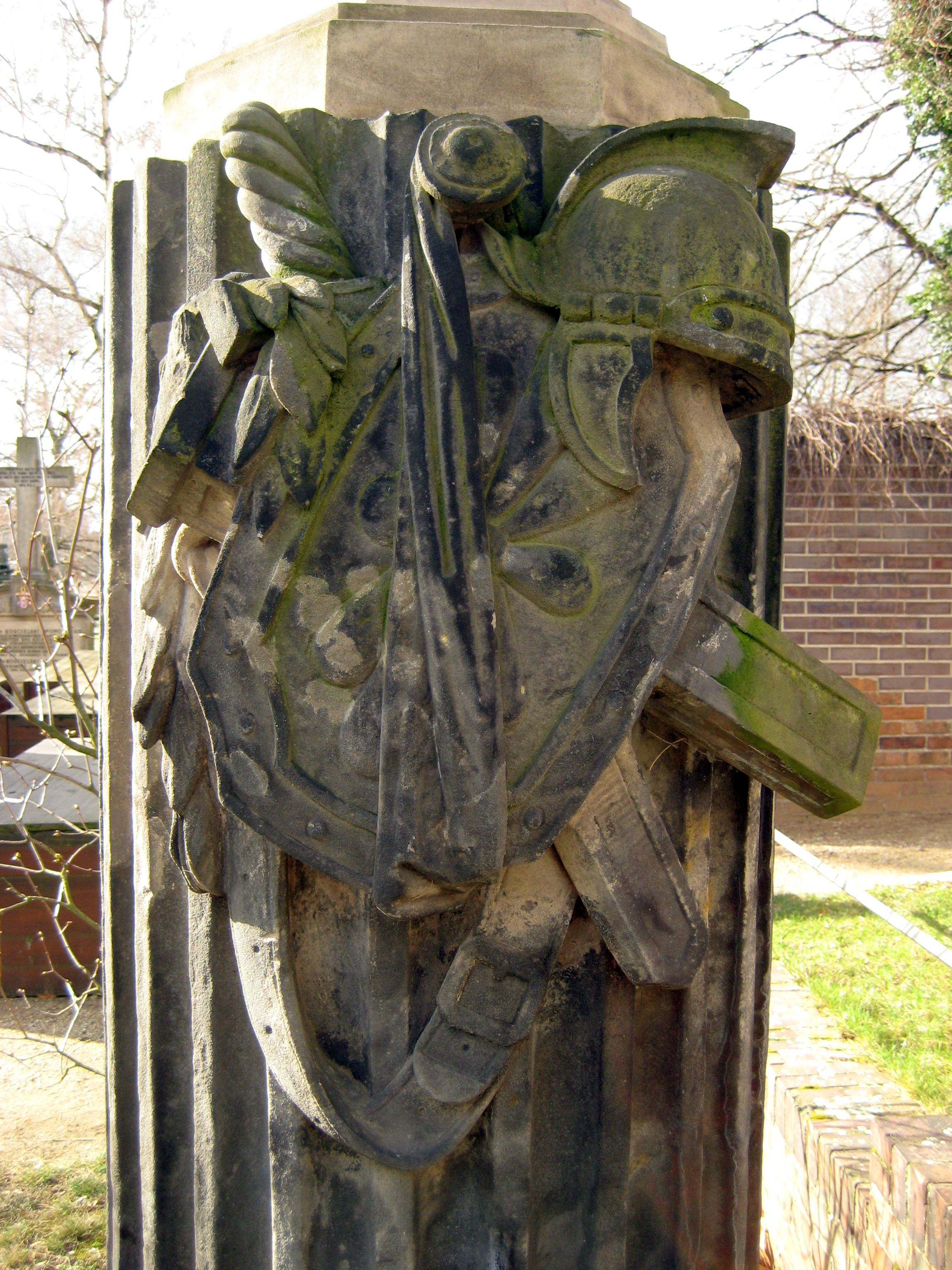
Grabdenkmal Reineck, Detail
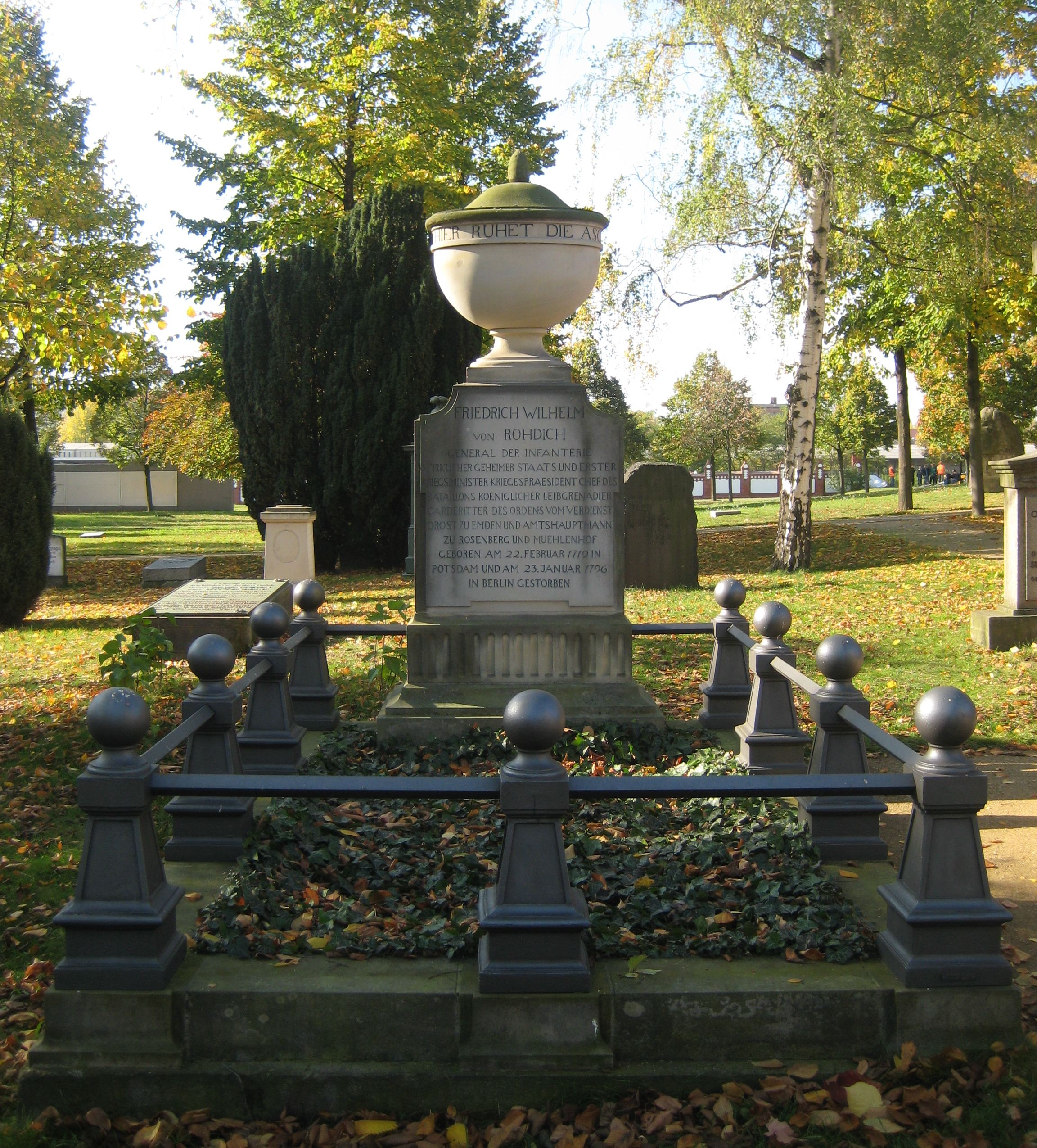
Grabdenkmal Rohdich
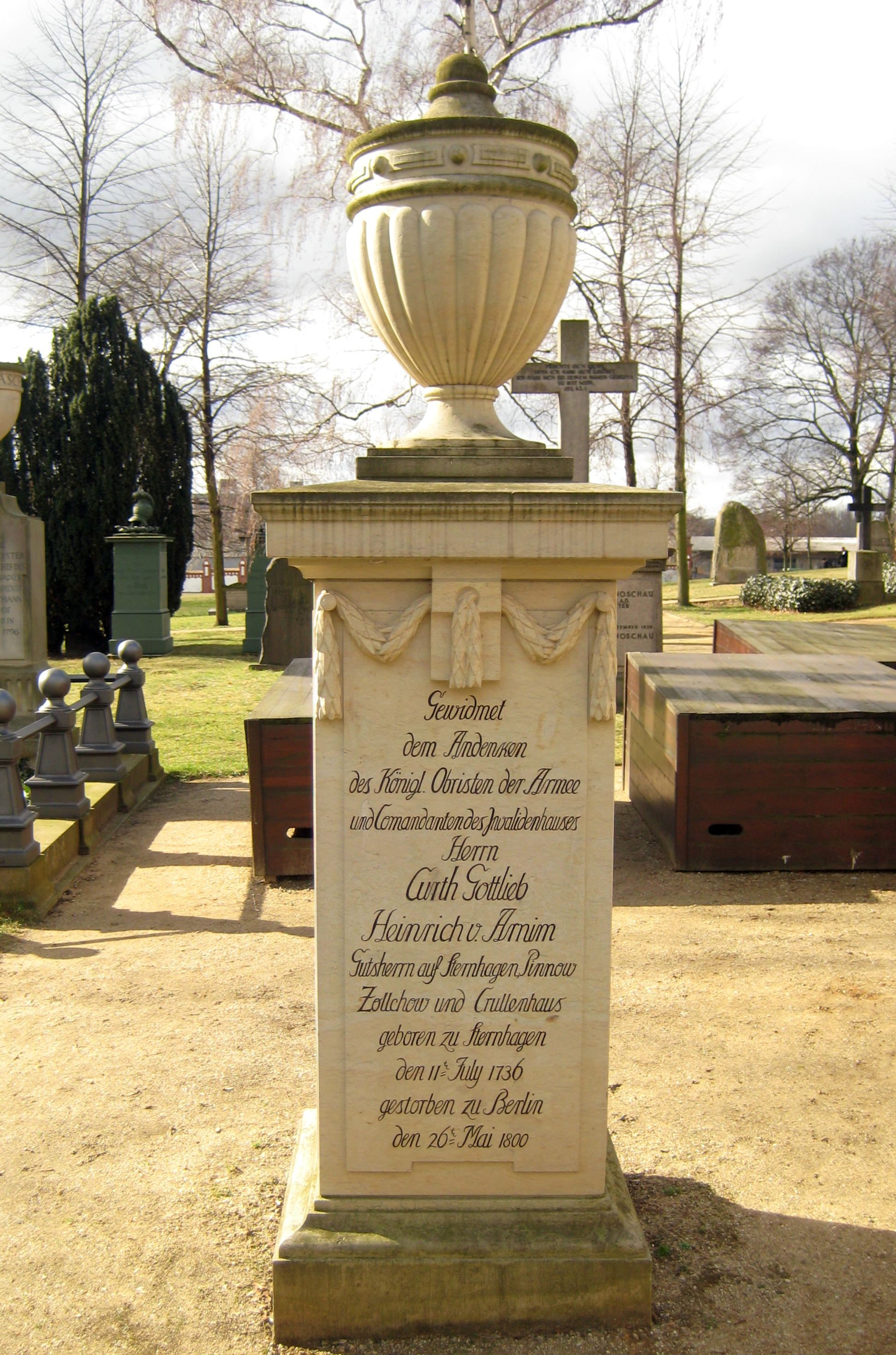
Grabdenkmal Arnim
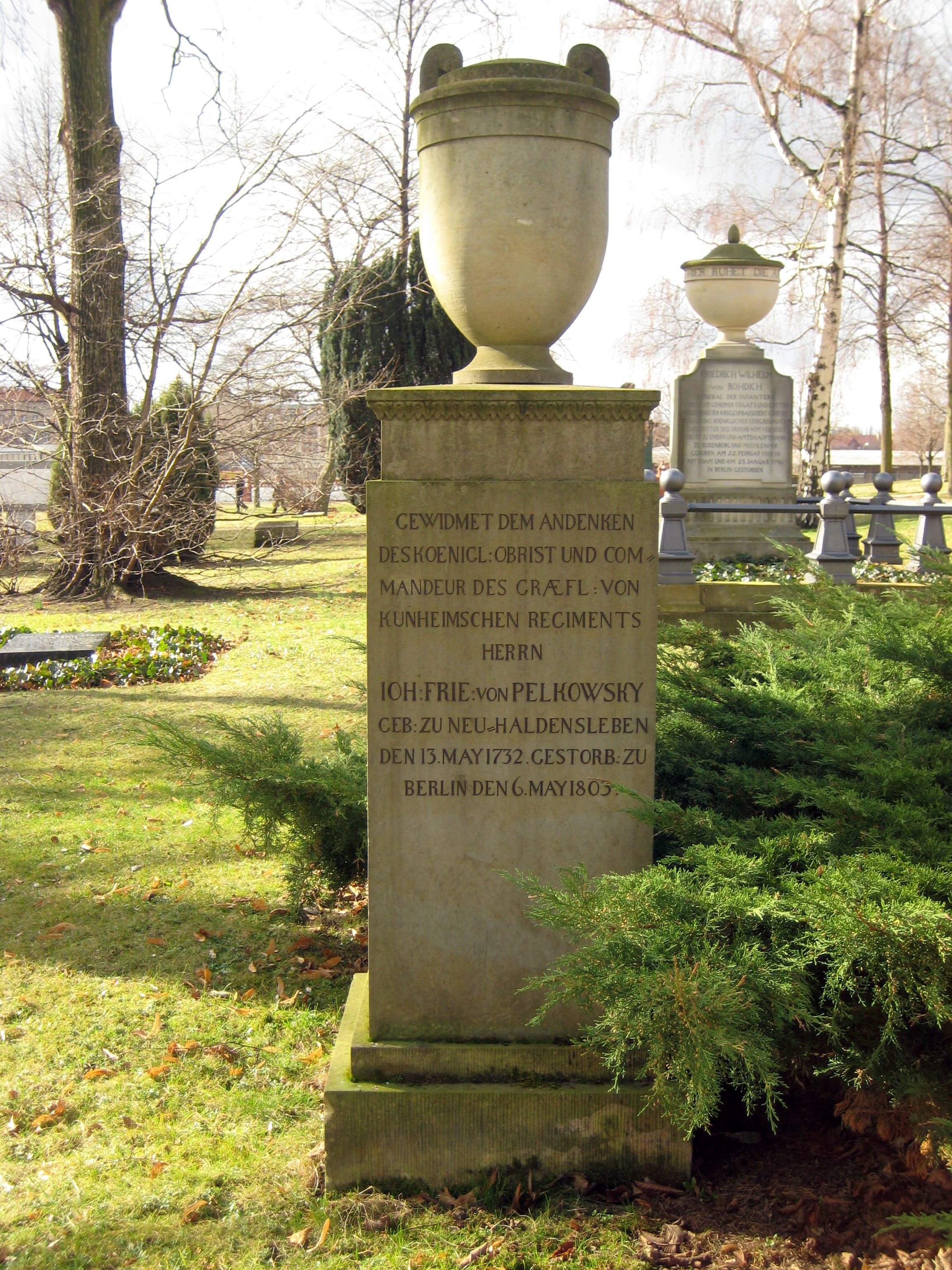
Grabdenkmal Pelkowsky

## Der Friedhof im 19. Jahrhundert

### Entwicklung der Gesamtanlage

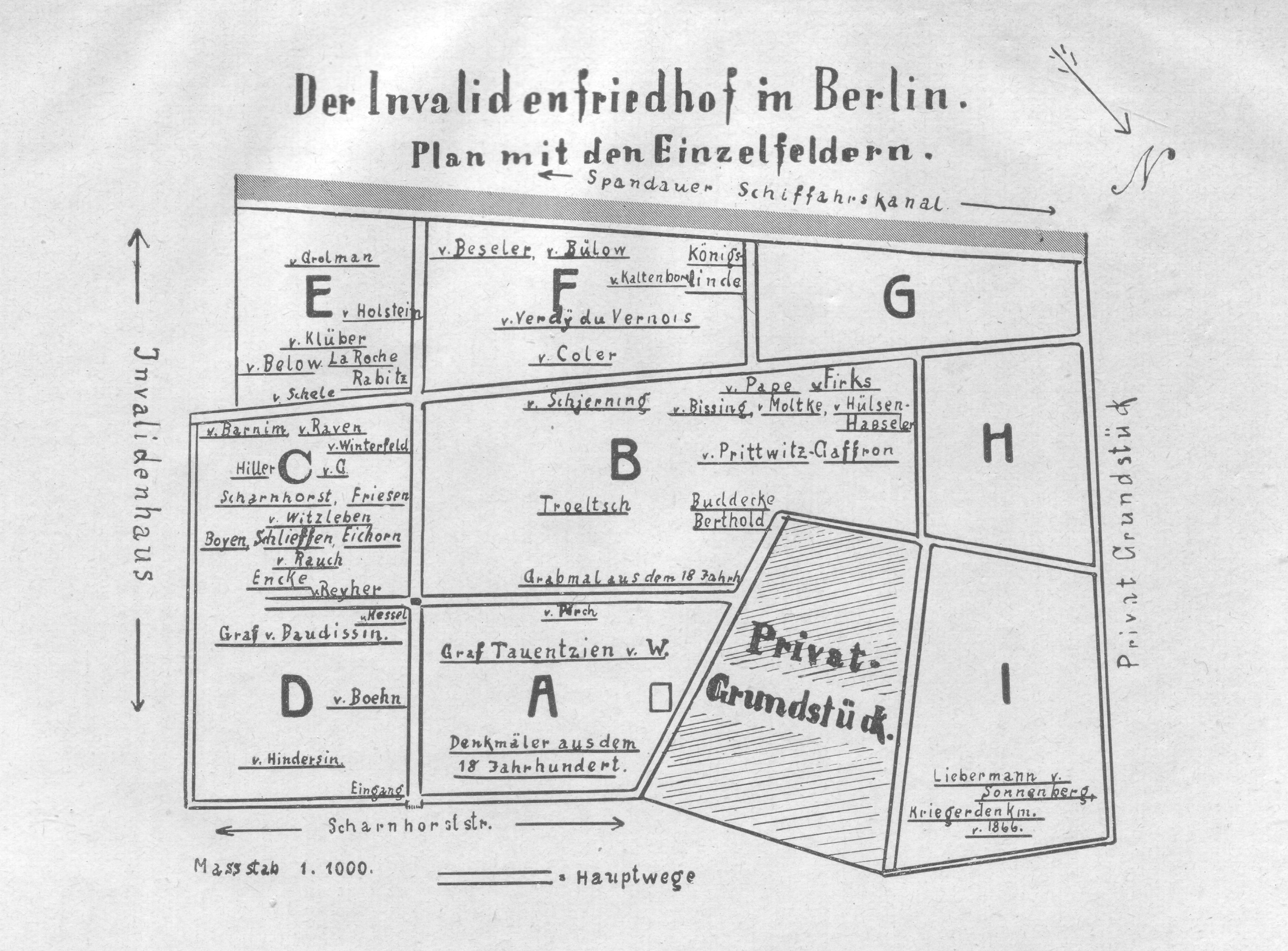
Historischer Friedhofsplan mit Grabfeldern und prominenten Grabanlagen (1925), Pfeil zeigt ungefähr NNO

Bis Anfang des 19. Jahrhunderts wuchs die „Invalidenhaus-Gemeinde“ (oder „Militär-Gemeinde“), deren Mitglieder auf dem Invalidenfriedhof bestattet wurden, kontinuierlich. Zu ihr gehörten neben den Einwohnern des Invalidenhauses und deren Familien auch zunehmend Zivilisten, die für das Invalidenhaus arbeiteten oder sich auf dessen weitläufigen Ländereien niedergelassen hatten. Darunter waren vor allem Vertreter niedriger Stände wie Handwerker, Händler, Gastwirte, später auch Fabrikarbeiter des nahegelegenen „Feuerland“. 1806 wurde für die Zivilisten formal eine eigene Gemeinde gegründet, die parochial aber weiterhin zum Invalidenhaus gehörte. Die Mitglieder der neuen evangelischen „Invalidenhaus-Zivilgemeinde“ wohnten in der Umgebung des Invalidenhauses im Bereich der heutigen Berliner Ortsteile Mitte und Moabit.
Die Gottesdienste dieser Gemeinde fanden in der evangelischen Kapelle des Invalidenhauses statt, waren aber von den militärischen Gottesdiensten getrennt. Die meisten Angehörigen der neuen Gemeinde, die bis zur Jahrhundertmitte auf 5000 Mitglieder wachsen sollte, wurden weiterhin auf dem Invalidenfriedhof beigesetzt. Analog entstand auch eine kleine römisch-katholische Zivilgemeinde, die an das Invalidenhaus angebunden war. Bis 1816 erfolgten die Bestattungen der Zivilisten in denselben Grabfeldern wie die der Militärs und ihrer Familien. Danach wurde getrennt, sodass die heutigen Grabfelder A und B hauptsächlich vom Invalidenhaus genutzt wurden, das heutige Grabfeld D von den beiden Zivilgemeinden. Erhaltene Sterbelisten zeigen, dass Mitte des 19. Jahrhunderts bereits deutlich mehr Zivilisten als Militärs bzw. deren Familienangehörige auf dem Invalidenfriedhof ihre letzte Ruhestätte fanden, im Jahr 1850 beispielsweise 236 Zivilisten gegenüber nur 20 Mitgliedern der Militärgemeinde.
1824 bestimmte eine Kabinettsorder von König Friedrich Wilhelm III., dass ein Großteil des Landbesitzes des Invalidenhauses zum freien Verkauf gelangen sollte. Gleichzeitig hielt ein Passus fest, dass der Invalidenfriedhof ein unteilbares Grundstück darstelle und in Gänze erhalten bleiben solle. Außerdem sei ein spezielles Feld (heutiges Grabfeld C) auf dem Friedhof auszuweisen, das den „Nobilitäten der Armee“ vorbehalten bleiben sollte, die „auf höheren Befehl“, das heißt auf Order des Königs, hier zu bestatten waren. Hintergrund waren längerfristige Bestrebungen von Künstlern wie Karl Friedrich Schinkel und Peter Joseph Lenné, einen Ehrenfriedhof (Camposanto) für die Gefallenen der Befreiungskriege gegen Napoleon anzulegen. Diese ambitionierten Pläne scheiterten aber an praktischen Hindernissen, unter anderem daran, dass viele dieser Militärs sich in den Familiengrüften bestatten ließen.

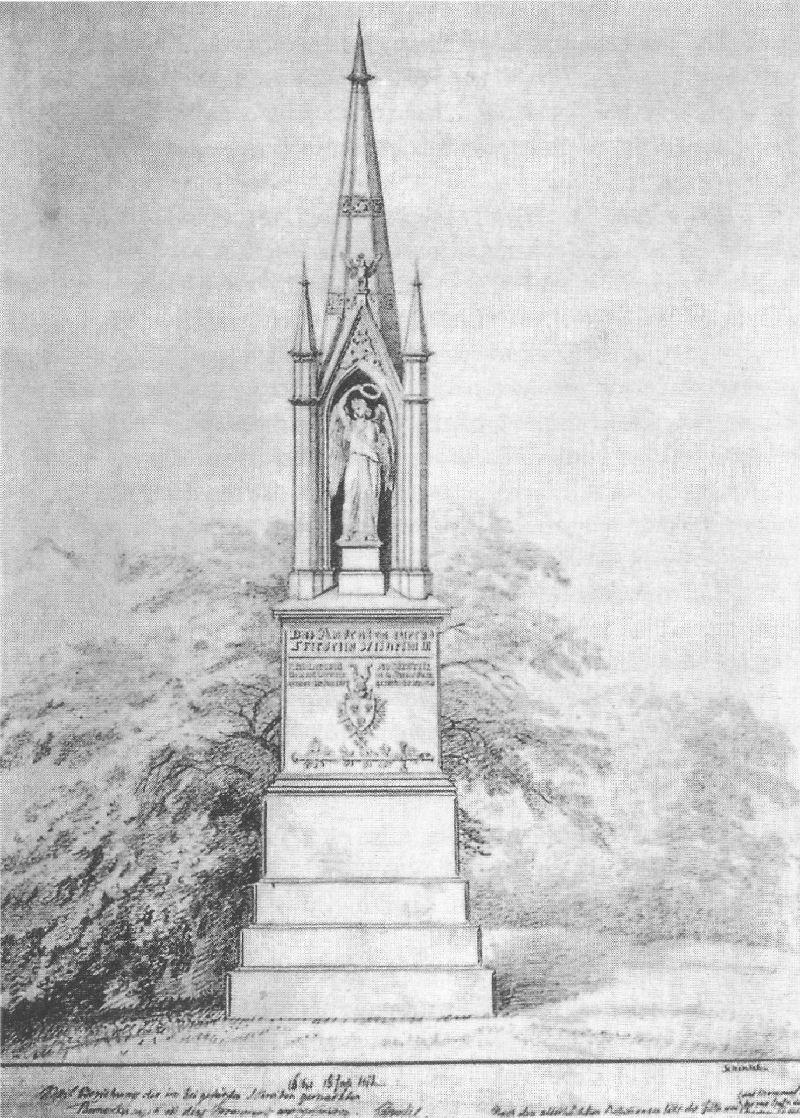
Schinkels Entwurf für das nicht erhaltene Köckritz-Grab (um 1822)

Als Ersatz sollten zumindest einzelne Gräber von Militärs auf dem Invalidenfriedhof schmuckreich gestaltet werden. Das galt vor allem für das geplante Grabmal von General Gerhard von Scharnhorst (1755–1813), dessen Freunde den Toten 1826 von dessen ursprünglichem Begräbnisort Prag nach Berlin überführen ließen. Außer dem eindrucksvollen Scharnhorst-Denkmal, das bis 1834 entstand, verantwortete Schinkel auf königliche Order hin noch die Grabstätten von Generalleutnant Karl Leopold von Köckritz (1744–1821), von General Friedrich Bogislav Emanuel Tauentzien von Wittenberg (1760–1824), von den Brüdern General Otto von Pirch (1765–1824) und Generalleutnant Georg Dubislav Ludwig von Pirch (1763–1838) sowie von Generalleutnant Job von Witzleben (1783–1837). Von diesen ist lediglich das Köckritz-Grabmal nicht erhalten.

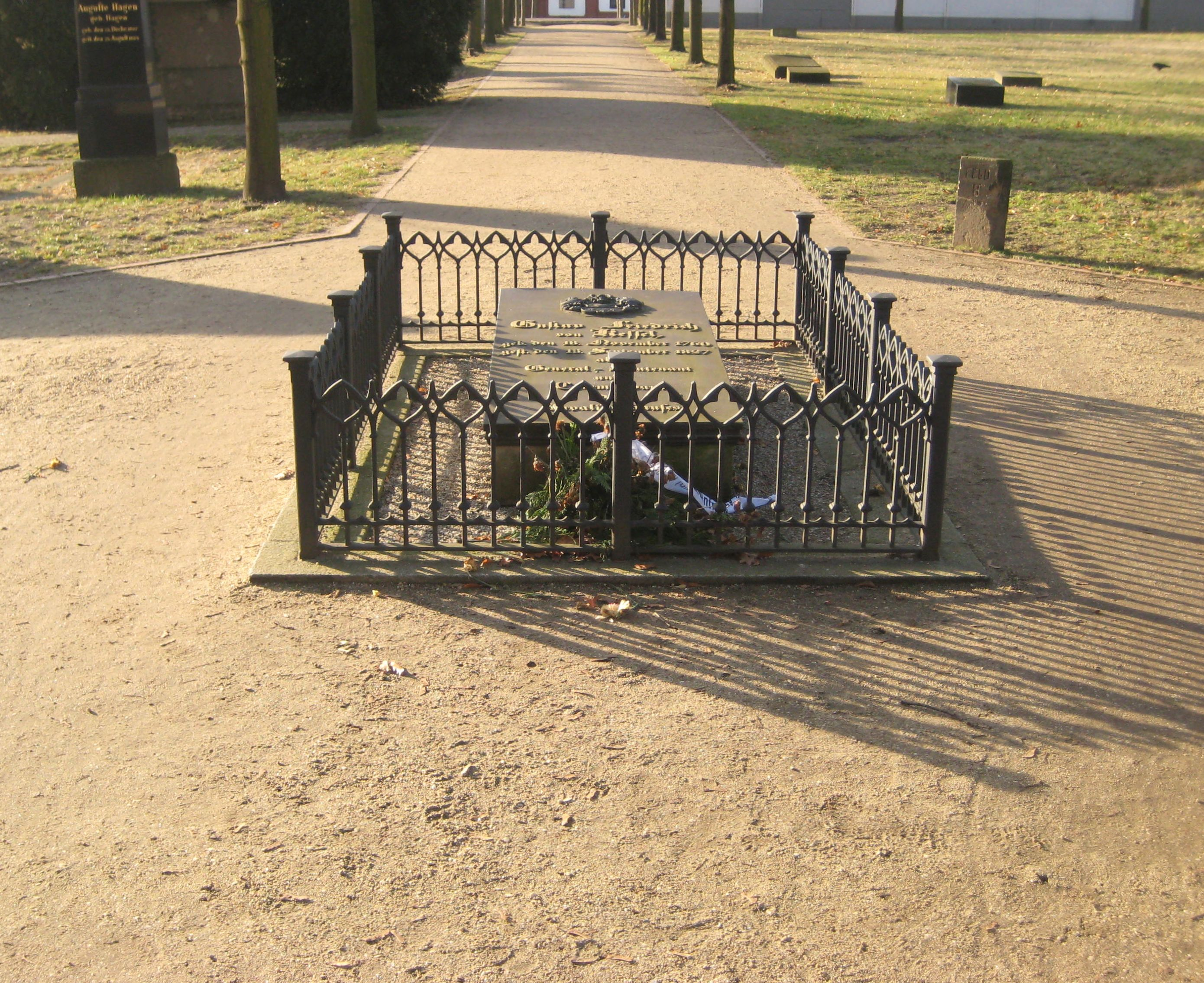
Grabmal von Kessel (1827) im Kreuz der Hauptwege

Wie von Schinkel und anderen gewünscht, stieg das Renommee des Invalidenfriedhofs durch diese Grabstätten. 1835 wurde der Friedhof durch Anlage eines kreuzförmigen Wegesystems völlig neu gestaltet. Gleichzeitig führte man die bis heute gebräuchliche Einteilung in alphabetisch geordnete Grabfelder ein. Lindenalleen durchzogen jetzt das Areal, seitlich wurde es durch Sträucher begrenzt. Das ungünstig gelegene Grab von Gustav Friedrich von Kessel (1760–1827), der einige Jahre zuvor als erster Invalidenhaus-Kommandant außerhalb des bis dahin bevorzugten Bereichs der „Kommandantengräber“ beigesetzt worden war, musste dabei in die Mitte des vorderen Wegekreuzes eingebunden werden. Der unbeliebte Verstorbene wollte mitten auf dem Kreuzweg begraben werden, „weil er auch zu seinen Lebzeiten niemandem aus dem Weg gegangen sei“.
Weitere Repräsentanten der Befreiungskriege wie der Pädagoge Friedrich Friesen (1784–1814), der General und Kriegsminister Gustav von Rauch (1774–1841) und der Generalfeldmarschall und Kriegsminister Hermann von Boyen (1771–1848) wurden in den 1840er-Jahren hier begraben. Allerdings erlangte der Invalidenfriedhof nie den Rang einer zentralen Gedenkstätte des preußischen oder später des reichsdeutschen Militärs. Bis ins 20. Jahrhundert hinein wurden viele Militärs hier vor allem bestattet, weil sie selbst eine Beziehung zum Invalidenhaus hatten oder dies der traditionelle Begräbnisort ihrer Familien war. Unter den Militärs der Befreiungskriege, die ihr Grab auf dem Invalidenfriedhof fanden, dominieren solche, die keinen eigenen Landbesitz in Preußen hatten und die daher auf einem öffentlichen Friedhof bestattet werden mussten. Der Historiker Laurenz Demps sieht die Umwandlung des Invalidenfriedhofs zur Begräbnisstätte wichtiger Militärs daher als „spontane Entwicklung“, die erst in der späten Kaiserzeit und nach dem Ersten Weltkrieg nachträglich eine propagandistische Überhöhung erfahren habe.

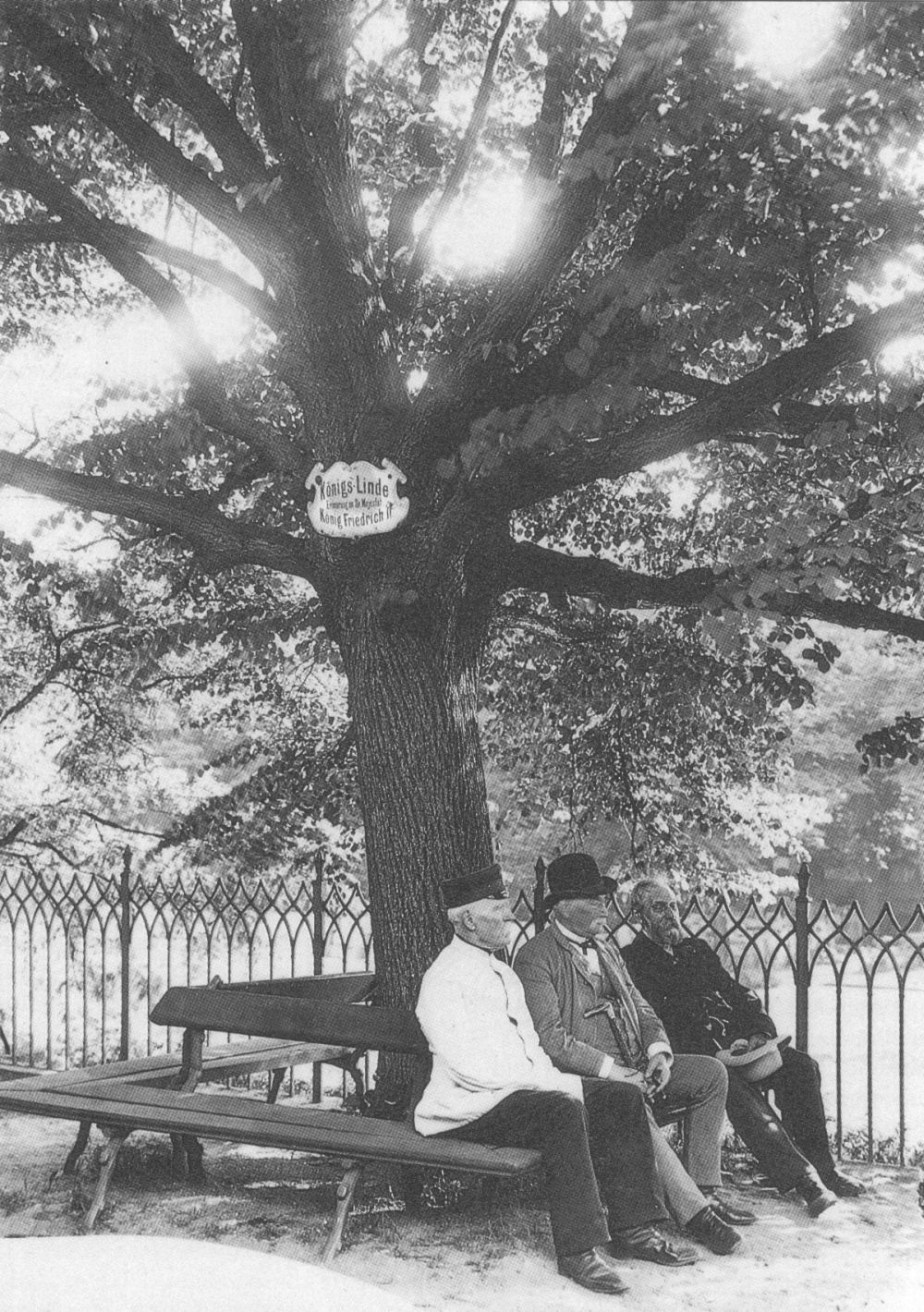
Friedhofsbesucher unter der Friedrich II. gewidmeten „Königslinde“ am Kanal, 1897

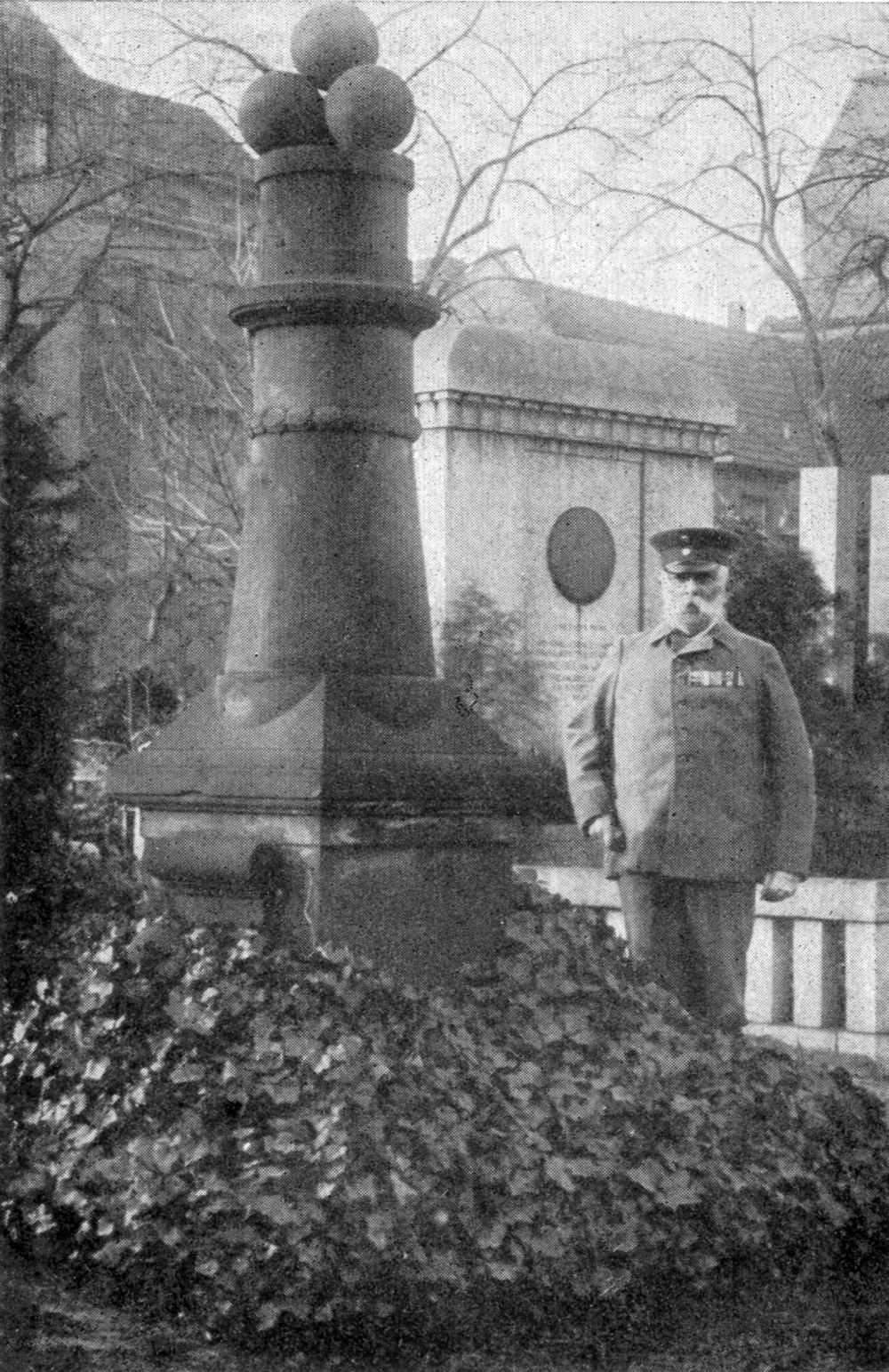
Denkmal für Gefallene des Krieges von 1866, 1925

In den 1840er Jahren wertete die Anlage des von Lenné gestalteten Invalidenparks auf den nicht mehr benötigten landwirtschaftlichen Flächen des Invalidenhauses die Umgebung des Invalidenfriedhofs zusätzlich auf. Weitergehende Pläne Lennés, auch den Friedhof in eine städtebauliche und gartenkünstlerische Umgestaltung der ganzen Umgebung einzubeziehen, wurden jedoch nicht verwirklicht. Das Gleiche galt nach Einspruch von König Friedrich Wilhelm IV. auch für den Vorschlag des Berliner Polizeipräsidenten, beim Ausbau des Schönhauser Landwehrgrabens zum Berlin-Spandauer Schifffahrtskanal ab 1848 beiderseits desselben Straßen anzulegen. Dies hätte die möglichen westlichen Erweiterungsflächen des Friedhofs beschnitten.
Es gibt Anzeichen dafür, dass das Wachsen der Zivilgemeinden schon in den 1830er-Jahren zu Platzmangel auf dem Friedhof führte. 1835 wurde erstmals ein Teil der evangelischen Zivilgemeinde abgetrennt und der neuen Kirchengemeinde St. Johannis in Moabit zugeordnet. Weitere Teilungen der Gemeinde folgten. Für die 1840er Jahre sind Grabeinebnungen dokumentiert, die aufgrund überschrittener Liegefristen nur die Zivilgemeinden betrafen – die Mitglieder der Invalidenhaus-Gemeinde mussten für die Grabstätten nicht bezahlen. In den 1860er Jahren wurden der Friedhof schließlich nach Westen bis zum Kanal erweitert und die heutigen Grabfelder E, F, G und H ausgewiesen, zusätzlich ein heute nicht mehr zum Friedhof gehörender Bereich an der Scharnhorststraße als Grabfeld I.
Am 24. März 1848 wurden auf dem Invalidenfriedhof die gefallenen Soldaten der Barrikadenkämpfe der Märzrevolution beerdigt. Ihnen zu Ehren errichtete man bis 1852 im benachbarten Invalidenpark eine 44 Meter hohe, gusseiserne Gedenksäule (Invalidensäule). Für die zivilen Opfer von 1848 wurde hingegen der Friedhof der Märzgefallenen in Friedrichshain eingerichtet. 49 preußische, 32 österreichische und 3 sächsische Gefallene des Deutschen Krieges wurden 1866 in einem Sammelgrab im nicht erhaltenen Grabfeld I beigesetzt. Für sie wurde an gleicher Stelle ein Denkmal errichtet.
Ab der zweiten Hälfte des 19. Jahrhunderts durften auf dem Invalidenfriedhof auch Persönlichkeiten beigesetzt werden, die keine Verbindung zum Invalidenhaus oder zu den Zivilgemeinden hatten, darunter bekannte Staatsbeamte, Theologen, Schriftsteller und Unternehmer. Zu ihnen gehörten der Direktor der Berlin-Hamburger Eisenbahngesellschaft und Architekt des nahe gelegenen Hamburger Bahnhofs Friedrich Neuhaus (1797–1876), der Maschinenbau- und Eisengießerei-Unternehmer Johann Friedrich Ludwig Wöhlert (1797–1877), der Ingenieur und Wasserbaumeister Gotthilf Hagen (1797–1884) und der Bautechniker und Erfinder Carl Rabitz (1823–1891). Von diesen Gräbern ist jedoch nur das von Hagen im Grabfeld C erhalten geblieben. Neuhaus’ Grabstätte wird seit 1994 von einem Restitutionsstein markiert.

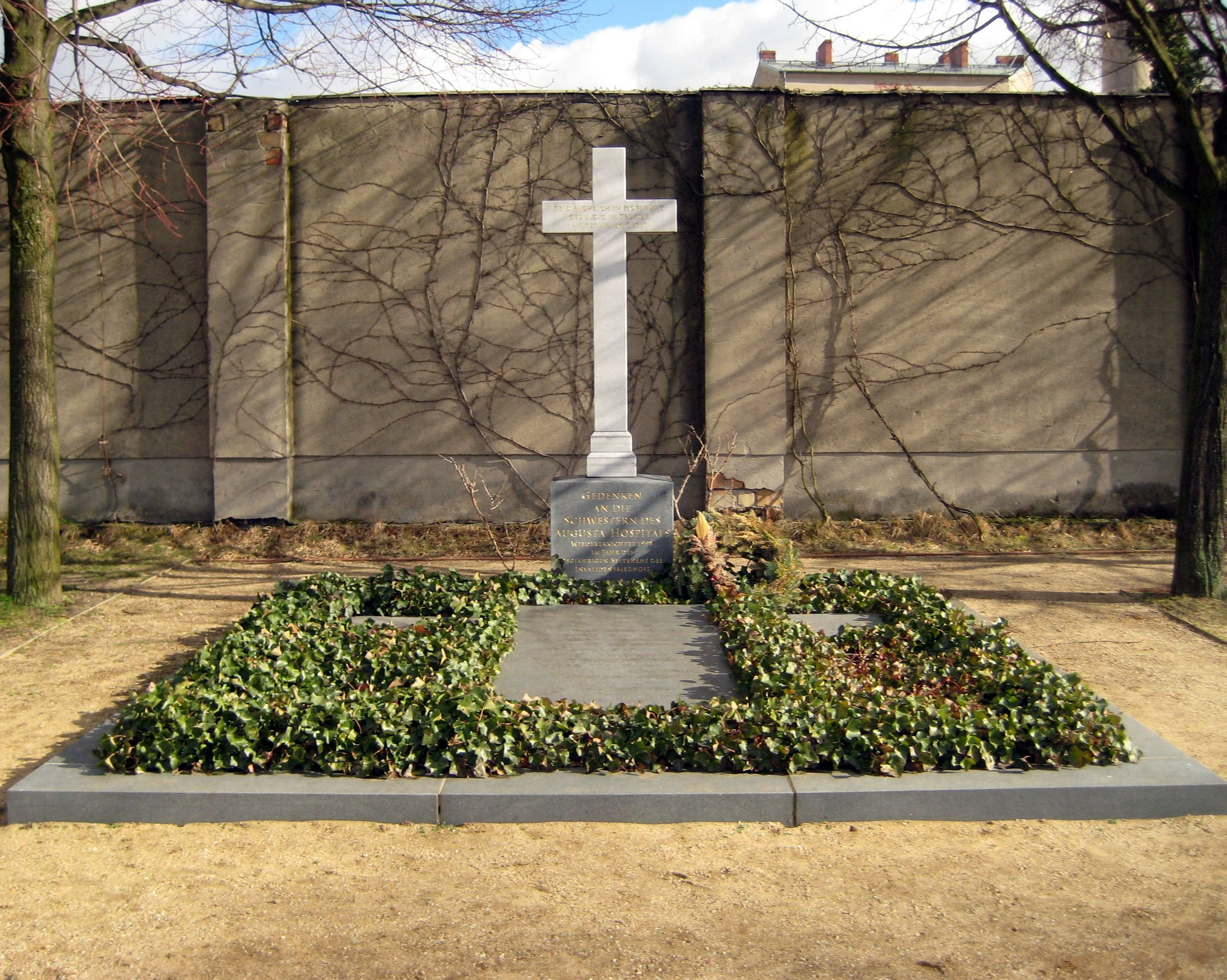
Grabanlage für die Schwestern des Augusta-Hospitals (1995 wieder angelegt)

1868 eröffnete an der Scharnhorststraße gegenüber vom Invalidenfriedhof das Kaiserin-Augusta-Hospital. Einige Ärzte dieses Krankenhauses wurden später auf dem Invalidenfriedhof beigesetzt. Kaiserin Augusta, die Namenspatronin des Krankenhauses, erwarb 1886 für die Hospital-Schwestern eine gemeinsame Grabstätte in Grabfeld B, damit „die Schwestern auch in ihrer ewigen Ruhe vereint sein sollen, wie sie im Leben vereint waren in ernster Arbeit“. Die Betreuung der Grabstelle oblag der jeweiligen Oberin des Hospitals. Nach 1990 konnten 21 (in der Mehrzahl adlige) Schwestern identifiziert werden, die zwischen 1870 und 1946 auf dem Invalidenfriedhof ihre Ruhestätte fanden. Eine mit ihren Namen versehene Grabplatte ist 1995 an historischer Stätte neu gelegt worden.
1860 löste sich die römisch-katholische Zivilgemeinde vom Invalidenhaus und ging in der neuen Gemeinde St. Sebastian auf, deren Mitglieder nicht mehr auf dem Invalidenfriedhof bestattet wurden. Auch die meisten Mitglieder der fortbestehenden evangelischen Zivilgemeinde mussten sich ab 1870 um andere Begräbnisplätze bemühen. Jedoch konnten sich begüterte Gemeindemitglieder über die Zahlung erhöhter Gebühren weiterhin einen Grabplatz auf dem Invalidenfriedhof sichern, insbesondere wenn sie auf eine entsprechende Familientradition verweisen konnten. Trotzdem wurde der Invalidenfriedhof ab der Kaiserzeit verkürzend nur noch als Friedhof zur Bestattung verdienter Militärs wahrgenommen. Die Einweihung der neuen Kaiserin-Augusta-Kirche (auch „Gnadenkirche“) auf dem Gelände des Invalidenparks markierte 1895 die endgültige Trennung der evangelischen Zivilgemeinde vom Invalidenhaus und seinem Friedhof.

### Grabdenkmale des 19. Jahrhunderts
Als Folge der Napoleonischen Kriege kam es in den ersten beiden Jahrzehnten des 19. Jahrhunderts kaum noch zur Anlage repräsentativer Grabmale wie sie im 18. Jahrhundert mit den Sarkophag- und Postamentgräbern entstanden waren. Dies änderte sich erst in den 1820er-Jahren, als das Bestreben, die Militärs der Befreiungskriege zu ehren, hochwertige Kunstwerke auf dem Invalidenfriedhof hervorzubringen begann. Dass die folgende Ära bis zur Mitte des 19. Jahrhunderts der künstlerisch herausragende Abschnitt der Friedhofsgeschichte wurde, war bedeutenden Architekten und Bildhauern wie Karl Friedrich Schinkel, Friedrich August Stüler, Christian Daniel Rauch und Christian Friedrich Tieck zu danken. Die meisten der von ihnen geschaffenen oder beeinflussten Grabdenkmale auf dem Invalidenfriedhof konnten nach den Zerstörungen des 20. Jahrhunderts seit 1990 wiederhergestellt werden. Gleiches gilt für das Grabmal von Karl Friedrich Friesen, das nicht aufgrund seiner künstlerischen Ausgestaltung, wohl aber als historisches Denkmal besonders schützenswert erscheint.

#### Grabmale der Brüder von Pirch

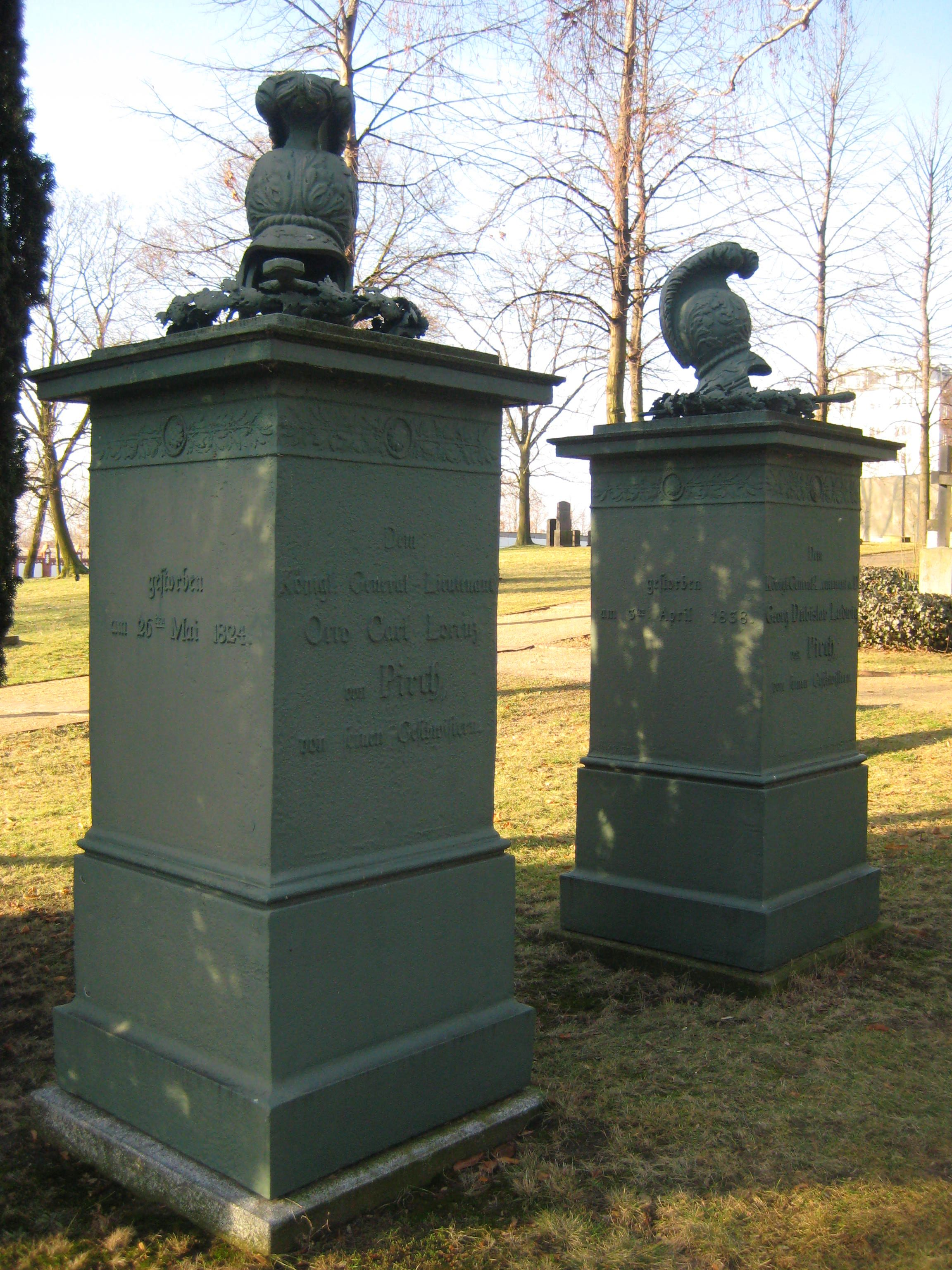
Grabmale der Brüder Pirch

Das älteste noch erhaltene Grabmal, das Karl Friedrich Schinkel für den Invalidenfriedhof entwarf, entstand nach Auftrag der Geschwister von Generalleutnant Otto von Pirch (1765–1824), Teilnehmer der Befreiungskriege und seit 1819 Oberdirektor der Preußischen Kriegsakademie und des Kadettenkorps. Schinkel hatte ein gusseisernes Grabmal zu gestalten, das in der Königlich Preußischen Eisengießerei hergestellt werden sollte.
Schinkels Entwurf entsprach im Sockelbereich weitgehend dem Grabdenkmal, das er für den 1819 auf dem Friedhof Alt-Schöneberg beigesetzten General Friedrich Otto von Diericke gestaltet hatte. Allerdings wählte Schinkel bei Pirch statt der konventionelleren Schmuckbekrönung mit Urne militärische Insignien. Möglicherweise orientierte er sich dabei formal an dem nahe Pirchs Grabstätte im heutigen Grabfeld A gelegenen Grabmonument Diezelsky. Die gegossenen Einzelbestandteile wie Sockel- und Schriftplatten wurden zusammengesetzt, kleinere Schmuckelemente teilweise mit Dübeln befestigt.

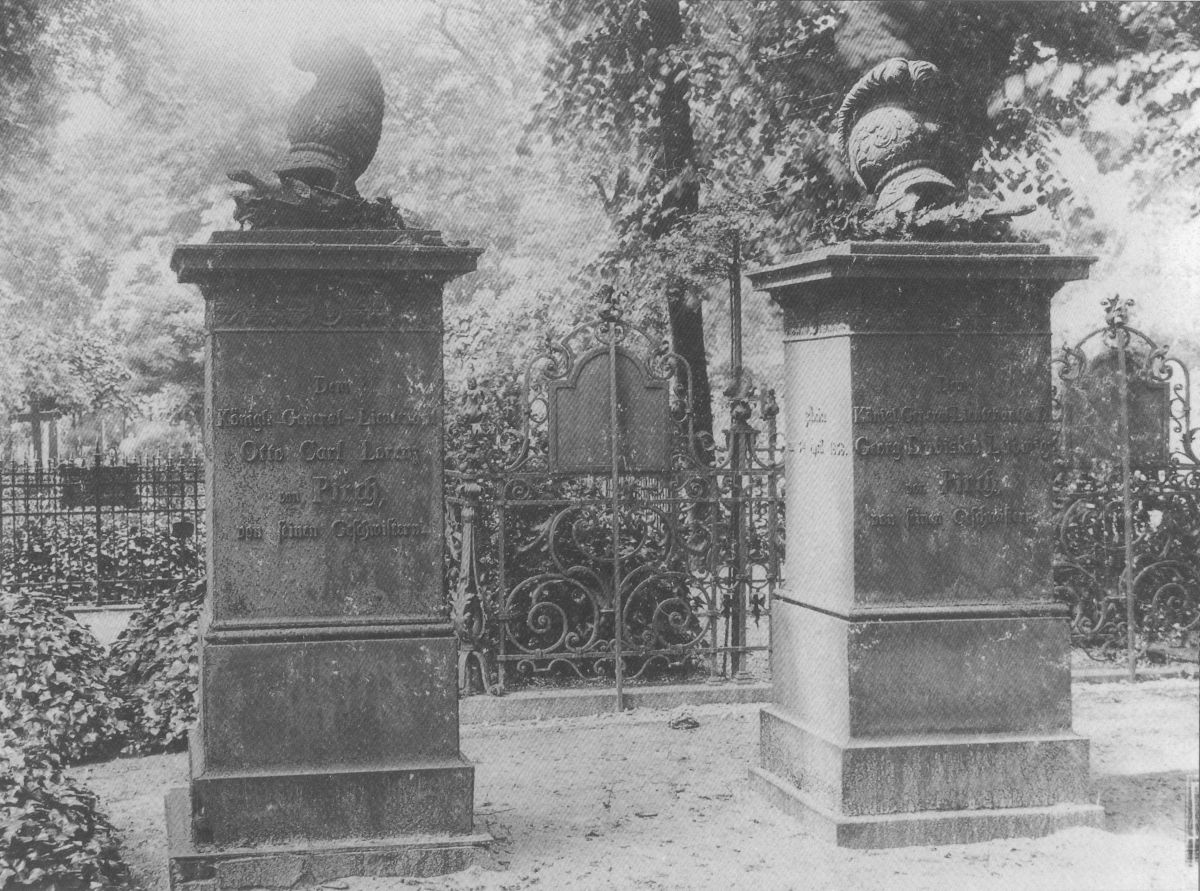
Die Grabmale im Jahr 1897 (ältestes bekanntes Foto des Invalidenfriedhofs)

Das dreistufige Postament besitzt einen quadratischen Grundriss. Auf einem Untersockel ruht der zippusförmige Hauptsockel, der die Inschriften in Frakturlettern und das Familienwappen des Toten trägt. Er wird oben von einem applizierten Ornamentfriesband mit Mittelrosetten abgeschlossen. Auf der Deckplatte sitzen ein antikisierender Helm mit Federbusch, ein Ehrenkranz aus Lorbeer- und Eichenblättern und ein Schwert auf. Das Grabdenkmal wurde mit grüner Farbe abgedeckt, die an Bronze erinnert.
Ein analoges Denkmal erhielt später auch der neben dem Bruder bestattete Georg Dubislav Ludwig von Pirch (1763–1838), ebenfalls preußischer Generalleutnant. Der Schmuckhelm wurde dabei spiegelverkehrt ausgerichtet, sodass ein symmetrischer Eindruck entsteht. Der Ehrenkranz ist bei Georg von Pirch jedoch nur aus stilisierten Eichenblättern gebildet. Möglicherweise waren beide Grabdenkmale zeitweise von einem Eisengitter umgeben, das aber bereits vor 1897 entfernt wurde.
Die gefährdeten Grabdenkmale wurden 1990 zur Sicherung abgebaut und eingelagert. Bei der im Jahr 1997 durchgeführten Restaurierung, die die Stiftung Deutsche Klassenlotterie finanzierte, wurden zahlreiche Fehlstellen im Schweißverfahren beseitigt. Die Originalplatten des Grabmals von Georg von Pirch waren in so schlechtem Zustand, dass sie durch Neugüsse ersetzt werden mussten. Gleiches galt für verlorene und beschädigte Teile der Schmuckbekrönung bei beiden Grabdenkmalen. Statt der originalen Verschraubung durch Eisenwinkel wählte man ein eigens konstruiertes Edelstahlgerüst. Die anschließende Bemalung erfolgte mit einem Speziallack, der farblich der ursprünglichen Fassung entspricht.

#### Grabstätte der Familie von Scharnhorst

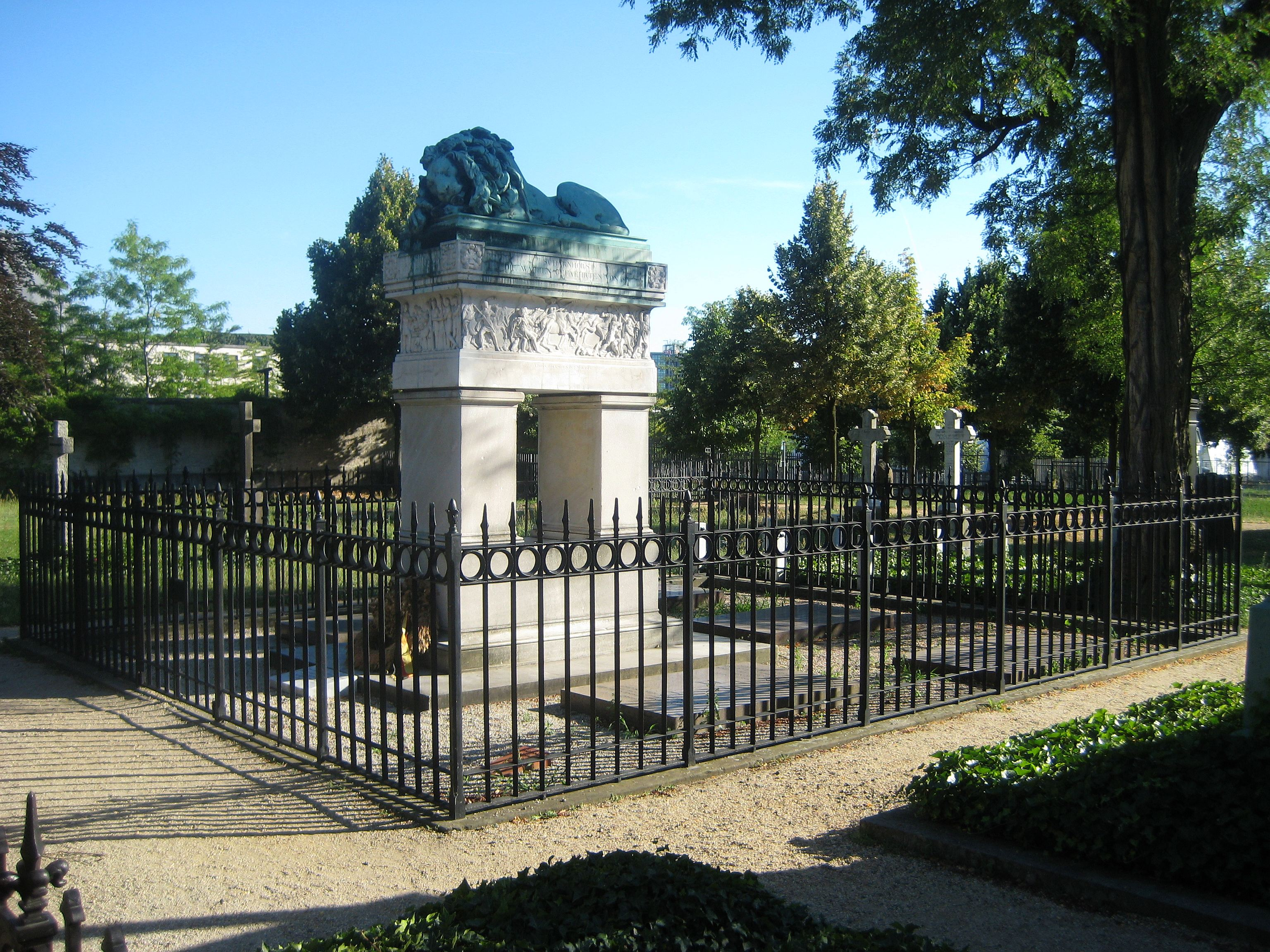
Grabmal Scharnhorst, Gesamtansicht

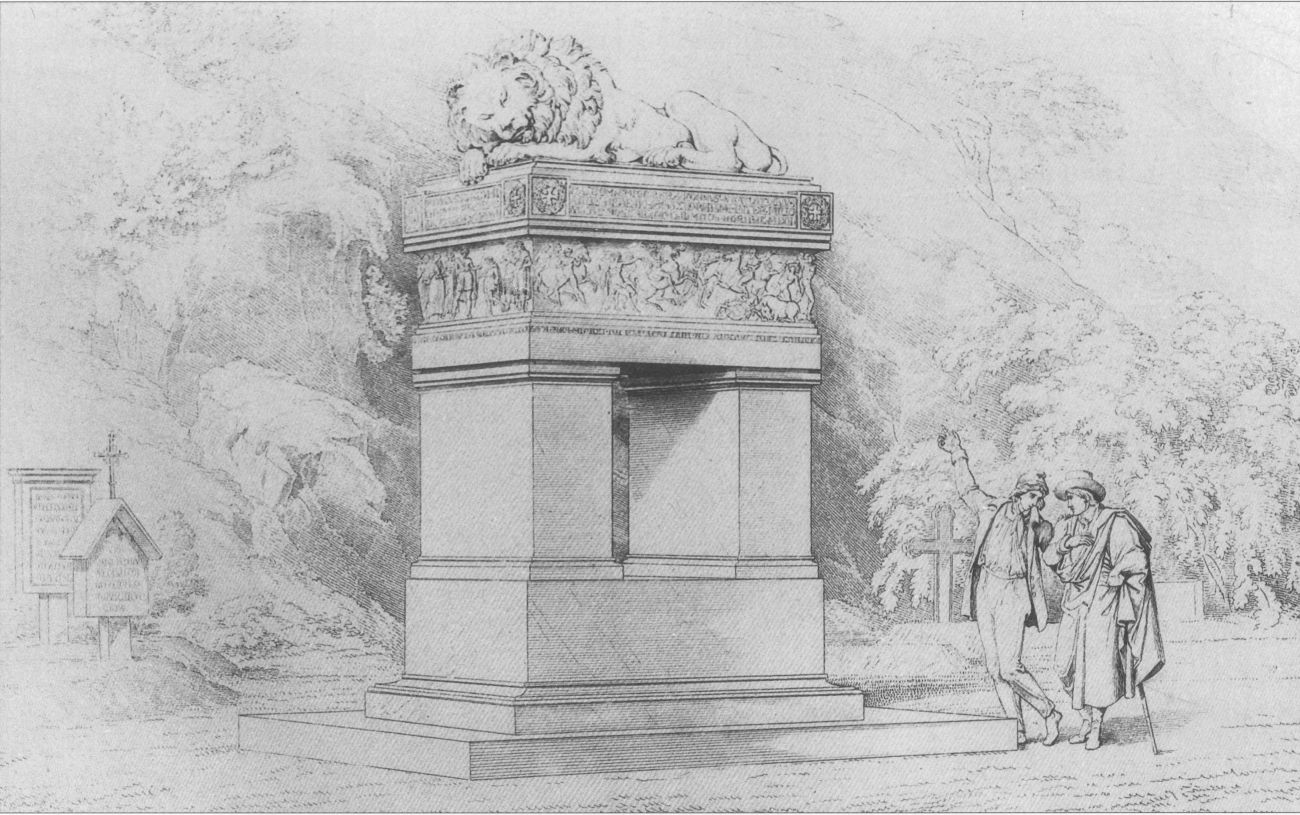
Perspektivischer Entwurf Schinkels für das Scharnhorst-Grabmal

Das auffälligste und bedeutendste Monument des Friedhofs findet sich in Grabfeld C in der Grabanlage für General Gerhard von Scharnhorst und dessen Familie. Scharnhorst, Heeresreformer und ehemaliger Kriegsminister, war 1813 in Prag an den Folgen einer Verwundung gestorben, die er in der Schlacht bei Großgörschen während der Befreiungskriege erlitten hatte.
Eine Kommission unter Vorsitz von August Neidhardt von Gneisenau erteilte 1820 Karl Friedrich Schinkel den Auftrag, eine Kapelle für die Grabstätte Scharnhorsts in Prag zu gestalten. Allerdings fand der ursprüngliche Entwurf Schinkels keine Zustimmung. Anschließend entwickelte Schinkel in mehreren Stufen den ungewöhnlichen Vorschlag für ein freistehendes Hochkenotaph, für das das Grabmal des italienischen Dichters Francesco Petrarca in Arquà Petrarca als Vorbild gedient haben könnte. Nachdem Scharnhorst 1826 auf den Invalidenfriedhof umgebettet worden war, wurde das Grabmonument auch dort errichtet.

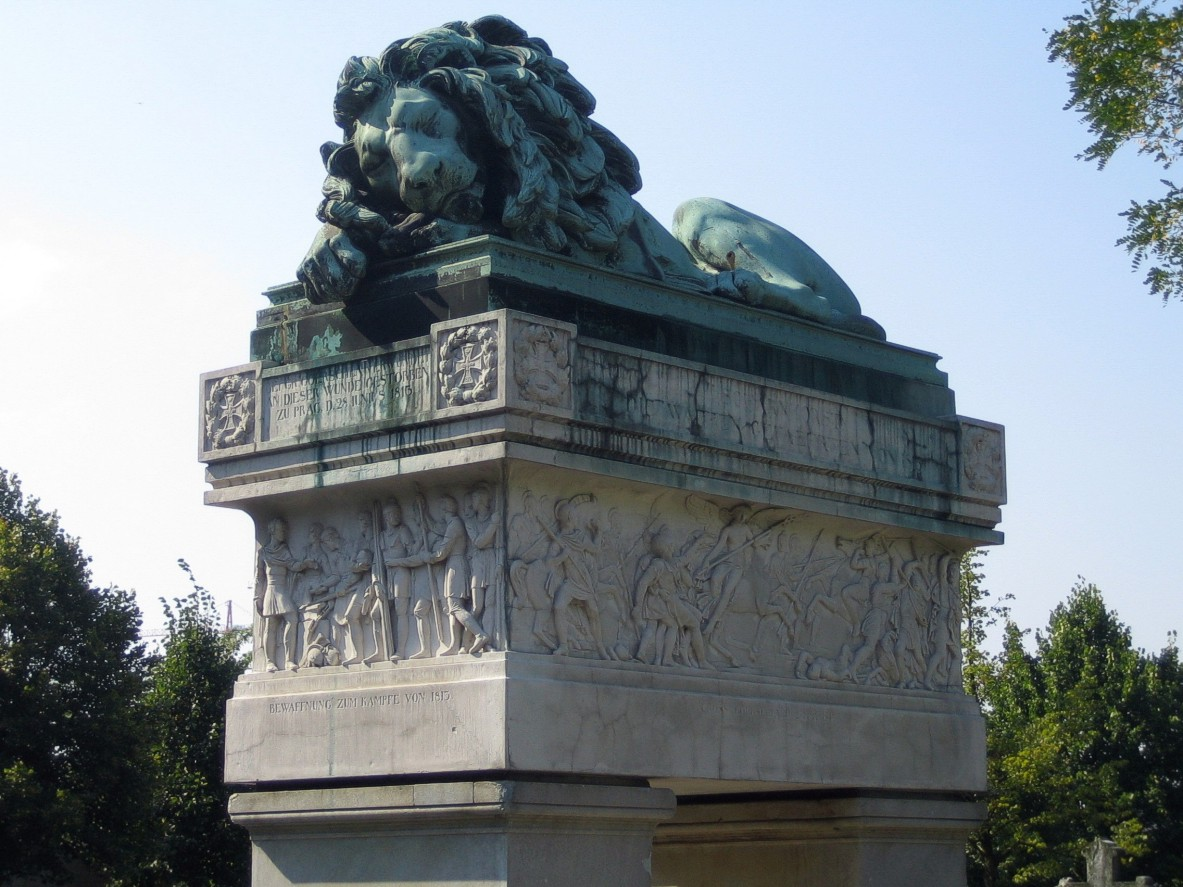
Grabmal Scharnhorst, Teilansicht mit ruhendem Löwen und Fries

Im Zentrum des Monuments nach Schinkels Entwurf stand das auf zwei Säulen ruhende Kenotaph aus weißem Carrara-Marmor mit beschriftetem Deckstein. Das das Kenotaph umlaufende Relief wurde von Friedrich Tieck gestaltet und zeigt in antikisierender Form Szenen aus dem Leben des Generals. Die auf dem Deckstein aufliegende Bronzeplastik eines schlafenden Löwen modellierte Theodor Kalide in der Werkstatt von Christian Daniel Rauch; Sie gilt als erste eigenständige Tierplastik der Berliner Bildhauerschule des 19. Jahrhunderts und wurde 1828 in der nahe dem Friedhof gelegenen Königlich Preußischen Eisengießerei aus dem Metall erbeuteter Geschütze gegossen.
Die Einweihung der Grabanlage einschließlich des von Karl Friedrich Schinkel gestalteten, schlichten Eisengitters erfolgte erst 1834. Durch die Zusammenarbeit der Künstler entstand ein markantes Hauptwerk der klassizistischen Grabmalkunst des 19. Jahrhunderts.
Neben Gerhard von Scharnhorst ruhen auf der umfriedeten Anlage seine Söhne August (1795–1826) und Wilhelm von Scharnhorst (1786–1854), seine Tochter Juliane (1788–1827), deren Ehemann Friedrich Karl Emil zu Dohna-Schlobitten (1784–1859) sowie zwei Söhne Wilhelms. Der Schriftsteller Theodor Fontane hat der Begräbnisstätte der Familie Scharnhorst in seinen Wanderungen durch die Mark Brandenburg (Band 4: Spreeland. Gröben und Siethen) ein eigenes Kapitel gewidmet, in dem die Grabmonumente der genannten Personen ausführlich beschrieben sind.
Ab 1990 wurde die Gesamtanlage zur Sicherung – insbesondere des anfälligen Marmors – von einem Plastikschutzdach überspannt. Da dieses jedoch den optischen Eindruck stark beeinflusste, entschloss sich das Landesdenkmalamt Berlin 1995 zu einer umfassenden Restaurierung, bei der Marmor-Kenotaph und -Deckstein durch Kunststeinkopien ersetzt wurden. Das originale Tieck-Relief wird heute in der Skulpturensammlung der Berliner Nationalgalerie aufbewahrt. Das stark korrodierte Eisengitter war bereits 1993 restauriert worden. Das Grabmal von Gerhard von Scharnhorst ist als Ehrengrab des Landes Berlin ausgewiesen.

#### Grabmal Friedrich Graf Tauentzien von Wittenberg

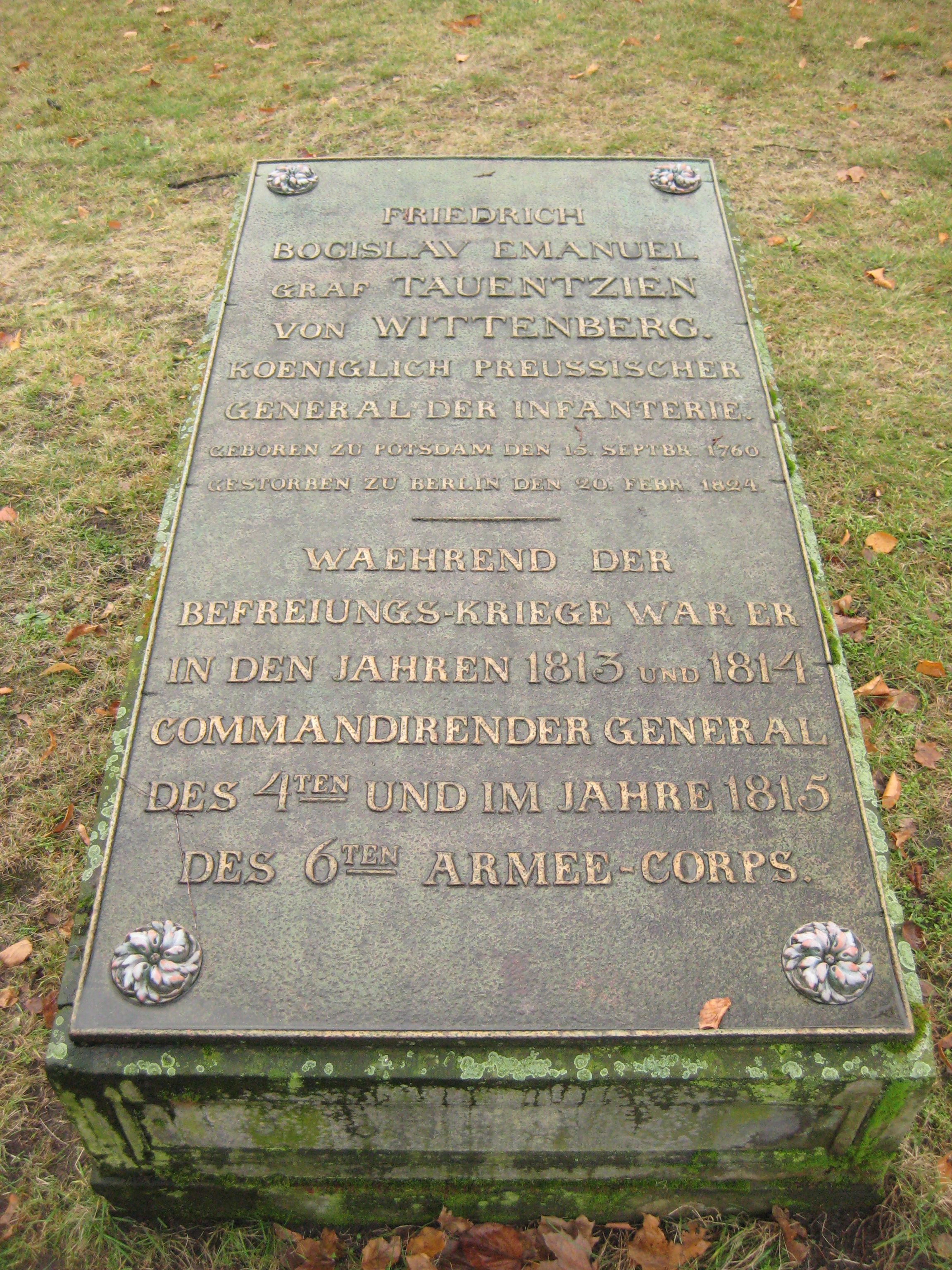
Grabmal Graf Tauentzien von Wittenberg mit gusseiserner Grabplatte

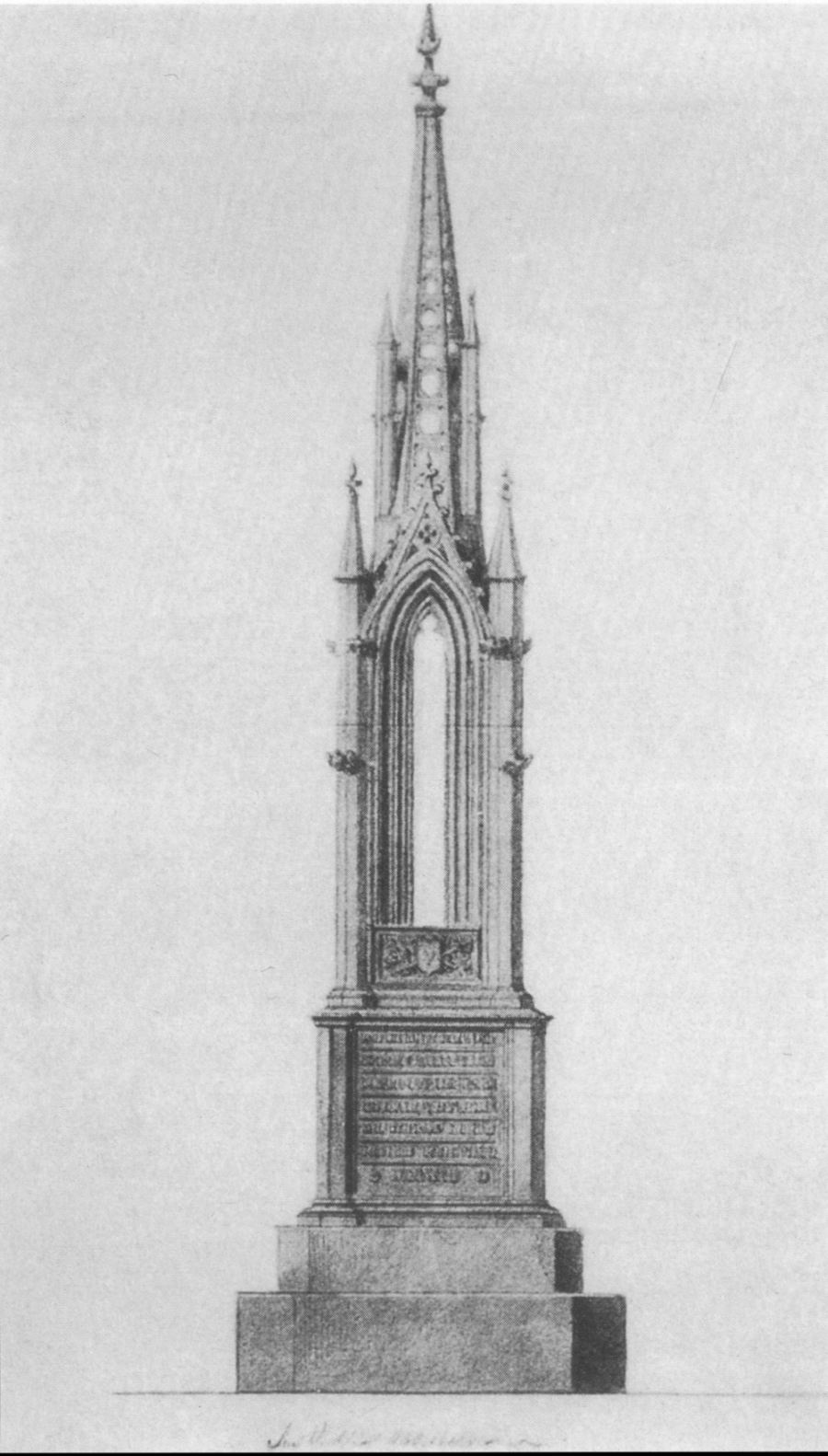
Nicht ausgeführter Entwurf Schinkels, 1835

Das sehr schlichte Grabmal des preußischen Generals Friedrich Bogislav Emanuel Graf Tauentzien von Wittenberg (1760–1824) ehrt einen der erfolgreichsten Militärs der Kriege gegen Napoleon. Wie die Grabmale der Brüder Pirch liegt es nicht im Ehrengrabfeld C, sondern in Grabfeld A, in der Nähe der „Kommandantengräber“. Karl Friedrich Schinkel hatte sich mit mehreren Entwürfen, die antike bzw. mittelalterliche Formen aufgriffen, dafür eingesetzt, ein eindrucksvolleres Denkmal für den General zu schaffen. Der Plan scheiterte jedoch an den begrenzten Finanzmitteln der Witwe und der Sparsamkeit von König Friedrich Wilhelm III.
Der umgesetzte Entwurf Schinkels aus dem Jahr 1835 richtet sich an Sarkophagvorbildern aus, wobei auf dem Sandsteinunterbau hier allerdings eine bronzefarbene Deckplatte aus Eisenguss aufliegt. Auch sie wurde vermutlich in der Königlich Preußischen Eisengießerei hergestellt. Wegen der Bedeutung, die Eisen beim Aufstieg Preußens zur Industrie- und Militärmacht besaß, wurde es im 19. Jahrhundert als Werkstoff auch für Kunstwerke durchaus geschätzt. Statt der symbolhaften Ornamentik des Barock steht die sorgfältig gearbeitete, erhaben erscheinende, vergoldete Inschrift auf der Deckplatte im Mittelpunkt; die Platte ist ansonsten nur mit Messing-Rosetten an den Ecken geschmückt.
Analog schlichte wie künstlerisch gelungene Grabdenkmale mit verzierter Metalldeckplatte auf Steinfundament finden sich am Invalidenfriedhof noch auf den Gräbern des Invalidenhaus-Kommandanten Generalleutnant Gustav von Kessel (1760–1827), des Generals August Freiherr Hiller von Gaertringen (1772–1856) und des Generals Karl von Reyher (1786–1857).
Das Grabdenkmal von Graf Tauentzien von Wittenberg wurde im Jahr 1998 umfassend restauriert.

#### Grabmal Job von Witzleben

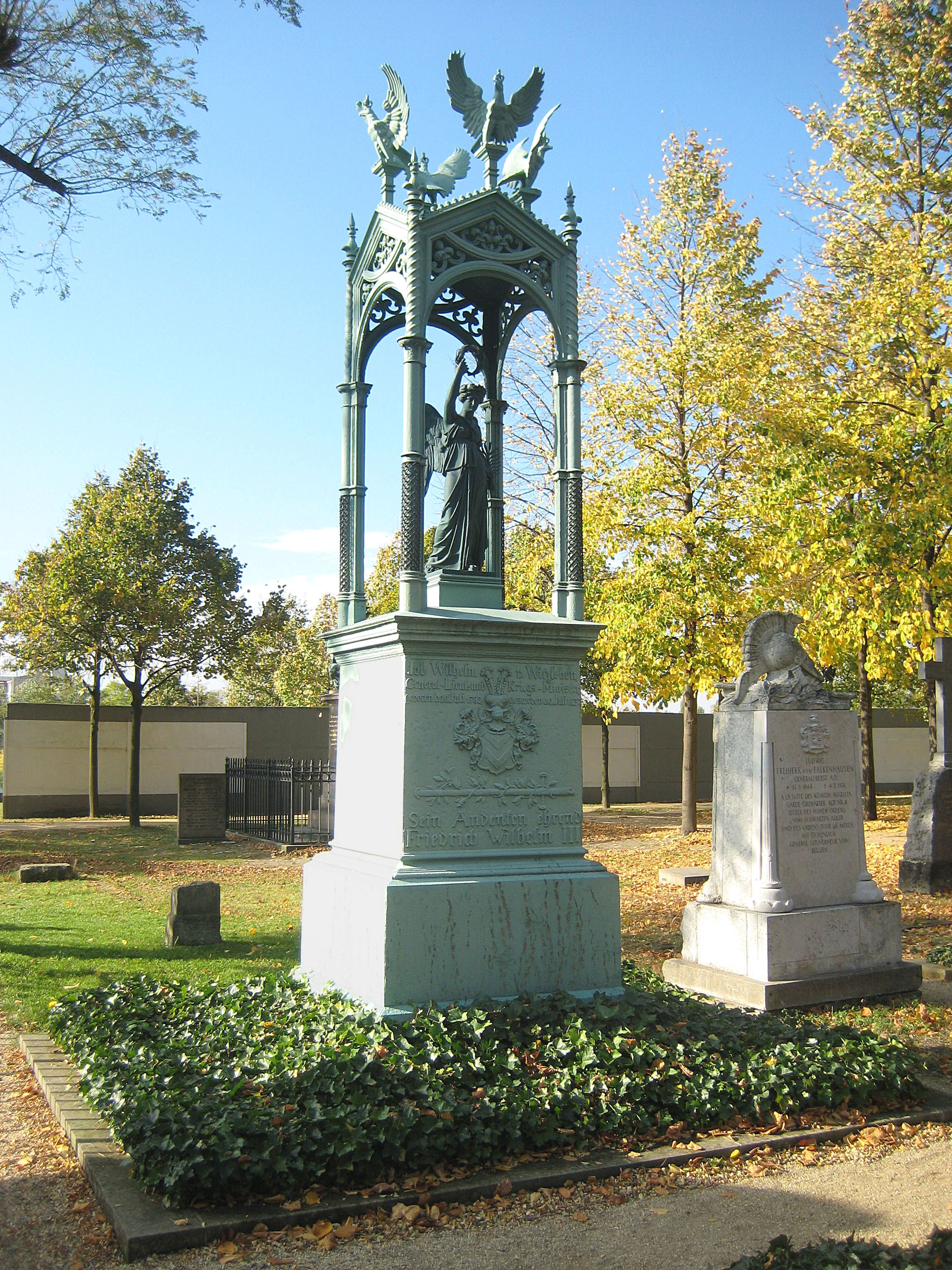
Grabmal Job von Witzleben; im Hintergrund Reste der Berliner Mauer

Das letzte Grabdenkmal, das Karl Friedrich Schinkel für den Invalidenfriedhof konzipierte, schmückt die Ruhestätte von Ernst Job Wilhelm von Witzleben (1783–1837), einem königlich preußischen Generalleutnant, Generaladjutanten und von 1834 bis zu seinem Tod Kriegsminister. Auch Witzleben hatte an mehreren Schlachten der Kriege gegen Napoleon teilgenommen. Der Auftrag zum Entwurf eines Grabdenkmals für das Grabfeld C des Invalidenfriedhofs kam 1840 von König Friedrich Wilhelm III., der Witzleben seit seiner Jugend gekannt hatte.
Nach detaillierten Vorgaben des Königs richtete Schinkel sich am Grabmal Köckritz aus, das er fast 20 Jahre zuvor ebenfalls im Auftrag Friedrich Wilhelms gestaltet hatte. Der Aufsatz dieses Denkmals war, bei klassisch gehaltenem Sockel, von gotischer Formensprache beeinflusst gewesen. Das korrespondierte mit dem Erscheinungsbild zahlreicher deutscher Denkmale, die zur Erinnerung an die Napoleonischen Kriege errichtet worden waren und bei denen man ebenfalls auf mittelalterliche Vorbilder zurückgegriffen hatte. Das berühmteste dieser Denkmale hatte Schinkel mit dem Nationaldenkmal auf dem Berliner Kreuzberg selbst geschaffen.

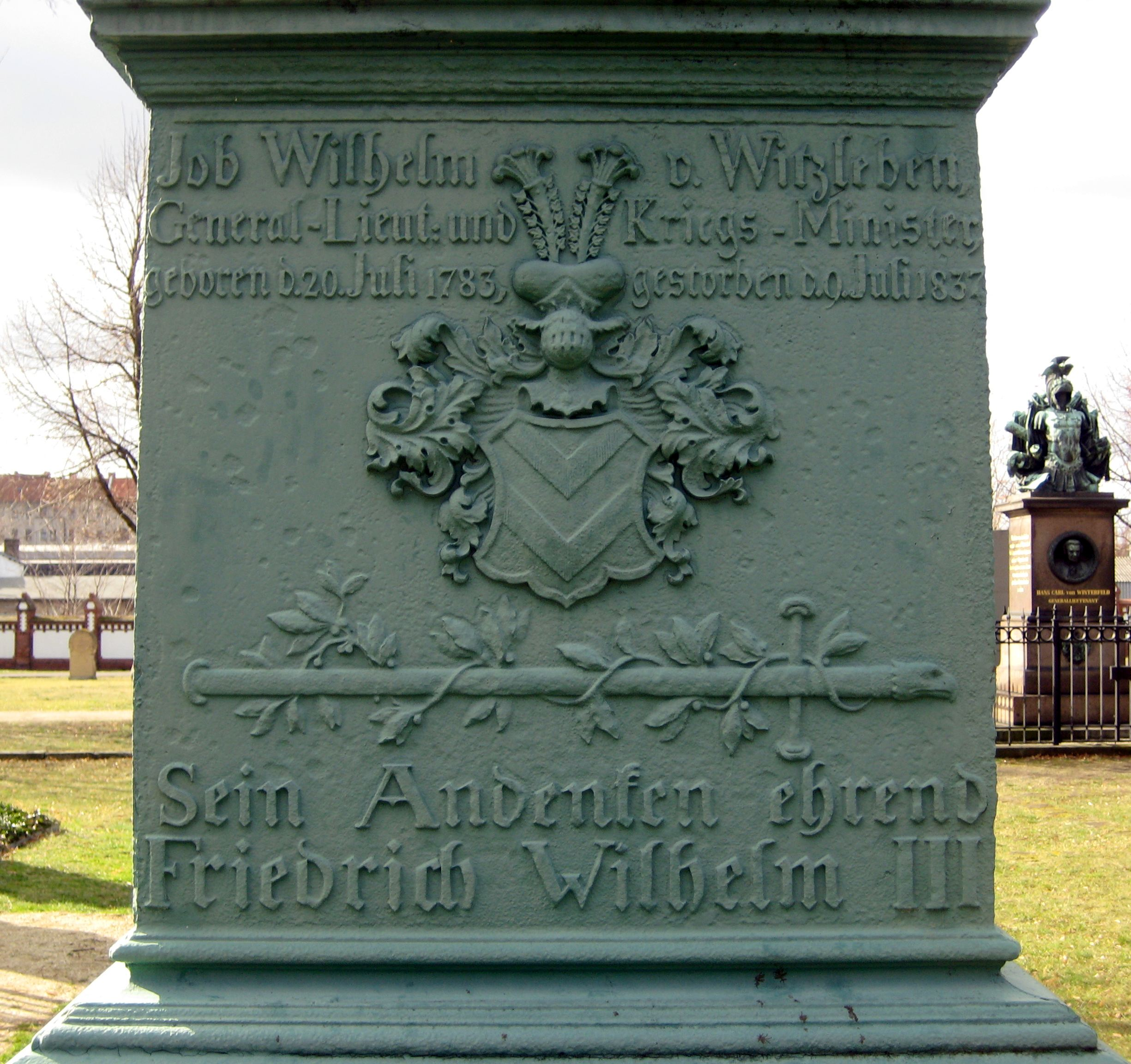
Inschrift, Familienwappen und Kommandantenstab auf dem Zippus

Beim Witzleben-Grabmal steht auf einem quadratischen Unterbau der dreigeteilte gusseiserne Sockel, dessen hoher Zippus, erhaben und kunstvoll ausgeführt, Inschrift, Familienwappen und als Ehrenzeichen einen lorbeerumrankten Kommandantenstab trägt. Auf der Deckplatte erhebt sich ein hoher Baldachin, der eine vollplastische Viktoria mit Lorbeerkranz und Palmwedel schützt. Er wird von Bündelpfeilern getragen und weist unter den vier Giebelspitzen wimpergartige Netzwerke auf, die von Spitz- und Rundbogen begrenzt werden. Über den Baldachin ragen Fialen und vier preußische Adler mit gespreizten Flügeln hinaus, letztere auf den Spitzen der mit Krabbenleisten verzierten Giebel aufsitzend. Die Viktoria gestaltete wahrscheinlich Friedrich Tieck.
Bedingt durch jahrzehntelang nicht beseitigte Kriegs- und Rostschäden stürzte das Witzleben-Grabmal 1984 in sich zusammen. Die Fragmente wurden vom Natur- und Grünflächenamt Mitte eingelagert. Viele Einzelteile gingen jedoch verloren, so etwa rechter Arm, Lorbeerkranz und Palmwedel der Viktoria. Dieser Vorfall animierte den Ost-Berliner Denkmalschutz und Privatpersonen dazu, stärkere Initiativen zum Erhalt anderer Grabdenkmale auf dem Invalidenfriedhof zu ergreifen. Erstmals wurde der Bestand fotografisch ausführlich erfasst.
Vor der erst 1998 erfolgten Wiederaufstellung des Denkmals mussten die fehlenden Teile auf der Basis historischer Fotos nachgegossen werden. Wie bei den Grabmalen Pirch wurde statt der ursprünglichen Vernietung der Sockelplatten ein tragendes Stahlgerüst eingepasst. Die Bemalung erfolgte mit einer grünen Spezialfarbe. Das erhaltene originale Ziegelsteinfundament wurde bis auf die Höhe des Gruftgewölbes abgetragen und durch einen bewehrten Betonunterbau ersetzt.

#### Grabmal Karl Friedrich Friesen

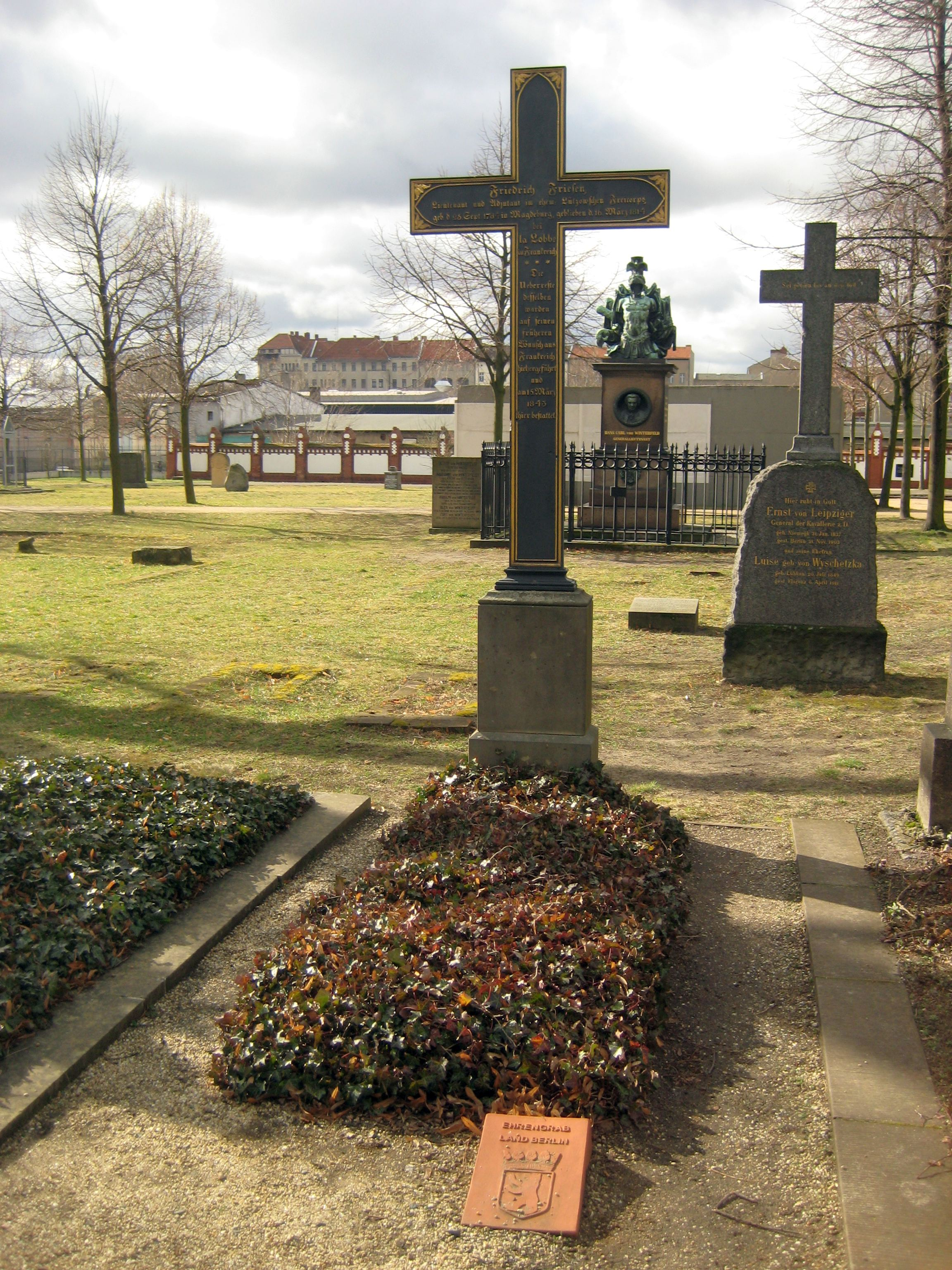
Grabmal Friesen, vorn rechts die Ehrengrab-Plakette

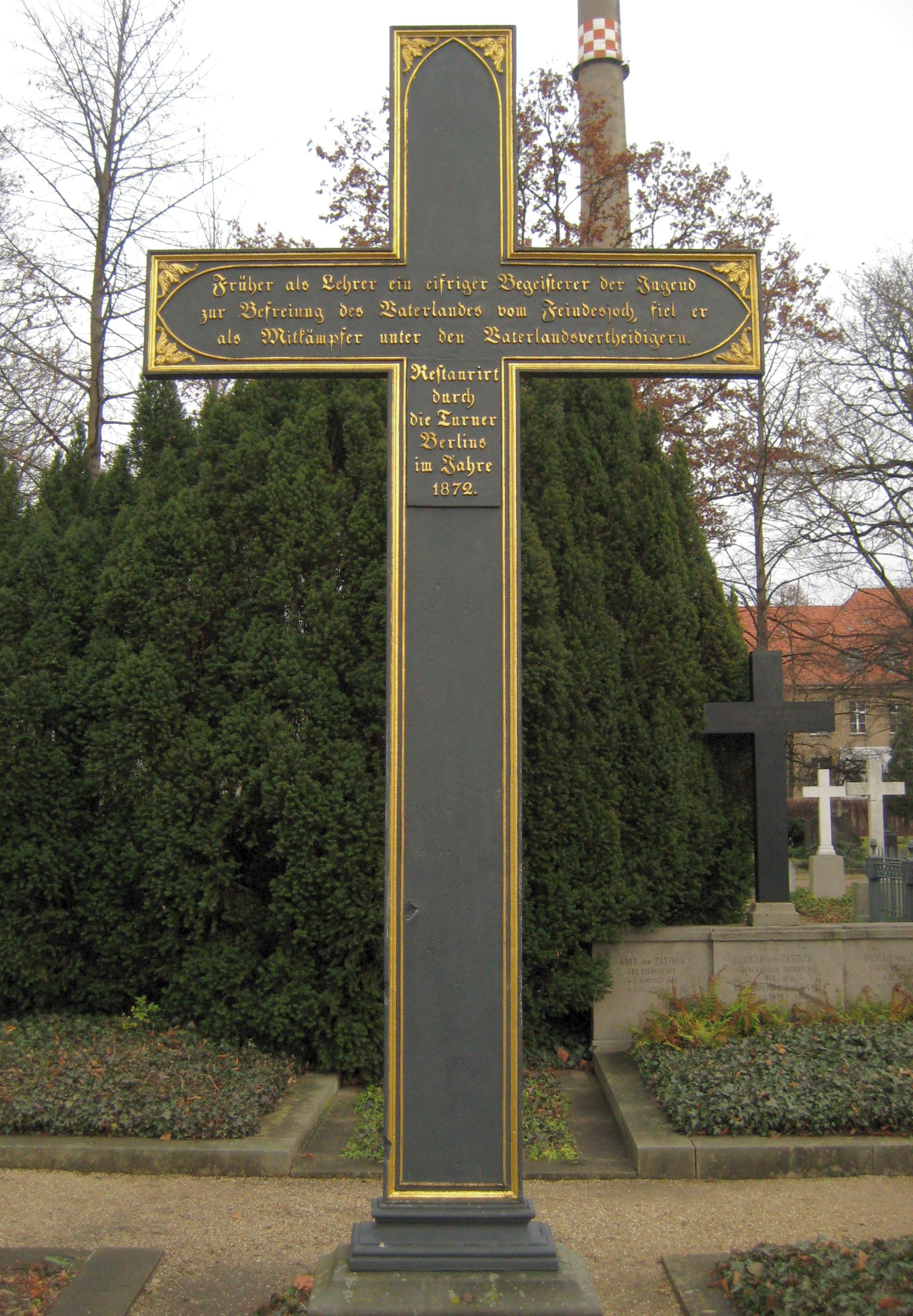
Rückseite des Grabkreuzes

Karl Friedrich Friesen (1784–1814), Pädagoge und Mitbegründer der deutschen Turnbewegung, hatte als Angehöriger des Lützowschen Freikorps an den Befreiungskriegen gegen Napoleon teilgenommen. Er war 1814 bei dem Dorf La Lobbe in den Ardennen bei einem Handgemenge mit französischen Bauern getötet und anschließend dort bestattet worden. Sein Freund Hauptmann August Freiherr von Vietinghoff, genannt Schell, ließ den als Freiheitskämpfer verehrten 1816 exhumieren, da er und Friesen sich versprochen hatten, gegebenenfalls für die Beerdigung des jeweils anderen in Preußen Sorge zu tragen. Nicht realisiert werden konnten indes in der Folge der Karlsbader Beschlüsse Pläne von Friedrich Ludwig Jahn („Turnvater Jahn“), Friesen in der Berliner Hasenheide, dem Ort gemeinsamen sportlichen Wirkens, in einem Grabhügel („Friesenhügel“) zu bestatten, den man eigens angelegt hatte. Daher bewahrte Vietinghoff die Gebeine des Freundes ein Vierteljahrhundert lang in einem Koffersarg auf, den er zu seinen verschiedenen militärischen Standorten mitnahm.
Nach seiner Verabschiedung vom Militär siedelte sich Vietinghoff 1841 in Berlin an. 1842 wandte er sich mit dem Antrag an den preußischen Kultusminister Johann Albrecht Friedrich von Eichhorn, Friesen in Berlin zur Ruhe legen zu dürfen. König Friedrich Wilhelm IV. stimmte einer Bestattung auf dem Ehrengrabfeld des Invalidenfriedhofs zu. Allerdings verfügte er auch, dass die Beisetzung „mit Vermeidung alles Aufsehens“ geschehen solle, offenbar weil Vietinghoff keinen Nachweis erbringen konnte, dass die Gebeine wirklich Friesens waren und dem preußischen Staat die makaberen Umstände der Umbettung peinlich waren. Das Skelett Friesens wurde sorgfältig zusammengefügt und mit Lorbeerkranz auf dem Schädel in den Sarg gelegt. Die Bestattung fand am 15. März 1843 ohne Vietinghoffs Beisein statt.
Das auf Geheiß des Königs vom Kriegsministerium finanzierte, gusseiserne Grabkreuz auf Sandsteinsockel ist in schlichtem Schwarz mit goldenen gotischen Ornamenten und ausführlichen Inschriften gehalten. Gusseiserne Grabkreuze wurden auf dem Invalidenfriedhof häufig verwendet, das Friesen-Kreuz ist aber das einzige erhaltene Beispiel. Die Vorderseite informiert den Betrachter über die Umstände von Friesens Bestattung: „Die Überreste desselben wurden auf seinen früheren Wunsch hierher geführt“. Auf der Rückseite des Kreuzes heißt es: „Früher als Lehrer ein eifriger Begeisterer der Jugend zur Befreiung des Vaterlandes vom Feindesjoch, fiel er als Mitkämpfer unter den Vaterlandsvertheidigern.“
Das Grabmal wurde 1872 und 1931/1934 vom Berliner Turnverein restauriert. Bei der zweiten Restaurierung wurde das Grab mit einer Kettenbarriere umgeben, die jedoch nach 1961 wieder verschwand. Die Nationalsozialisten erklärten die Grabstätte 1938 zum „Staatsgrab“.
Das Grabkreuz musste 1990 zur Sicherung im Sportmuseum Berlin eingelagert werden, da es in Ermangelung des Sockels direkt in der Erde steckte und zu verrosten oder gestohlen zu werden drohte. Bei seiner Restaurierung wurde eine in den 1930er Jahren nur provisorisch erfolgte Korrektur von Friesens Lebensdaten mit Messingziffern dauerhaft gemacht. Das am 17. Mai 1991 ohne Kettenbarriere wieder errichtete Kreuz markierte eines der ersten rekonstruierten Gräber des Invalidenfriedhofs.
Das Grabmal ist heute als Ehrengrab des Landes Berlin ausgewiesen.

#### Grabstätte Familie von Boyen

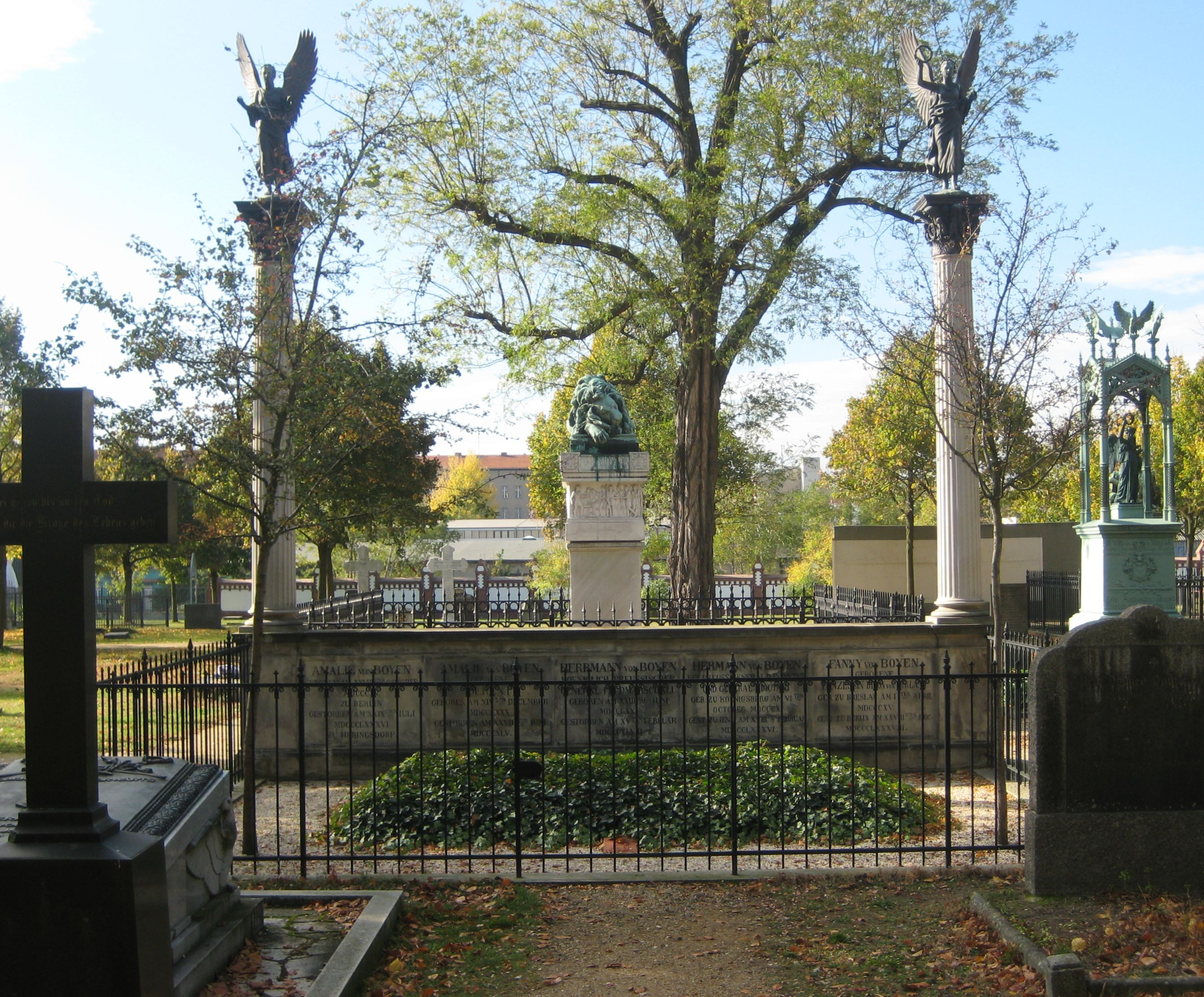
Grabstätte Boyen mit Blick auf das Scharnhorst-Grabmal

Generalfeldmarschall Hermann von Boyen war 1814–1819 (wie auch 1841–1847) preußischer Staats- und Kriegsminister. Er gilt als Reformer des preußischen Heereswesens und war für die Einführung der Wehrpflicht in Preußen verantwortlich. Er ist ein weiterer Repräsentant der Befreiungskriege gegen Napoleon, der mit großen Ehren auf königlichen Befehl im Grabfeld C des Invalidenfriedhofs beigesetzt wurde. Eine persönliche Bindung an die Stätte ergab sich dadurch, dass Boyen am Ende seines Lebens kurzzeitig Gouverneur des Invalidenhauses war.
Friedrich August Stüler entwarf eine Anlage, die von zwei hohen, schlanken Sandsteinsäulen mit ionischen Kapitellen, letztere verziert mit Eulen, Datteln und Palmetten, dominiert wird. Auf den Plinthen stehen zwei Viktorien mit großen Flügeln, die je einen Kranz nach oben halten. Sie wurden wie die Kapitelle in Bronze gearbeitet, womöglich von Christian Daniel Rauch. Die Säulen ruhen auf den Eckpfosten einer Sandsteinmauer, die auf der Vorderseite fünf Rechteckfelder aufweist, auf denen die Namen und Lebensdaten der hier bestatteten Mitglieder der Familie Boyen aufgetragen sind, mit Hermann von Boyen in der Mitte. Die Grabanlage wird nach vorne umschlossen von einem einfachen Eisengitter, das ein Mittelbeet und einen Kiesweg umschließt; an der Vorderseite ist eine Tür eingelassen.
Stüler arbeitete auf der Basis einer persönlichen Entwurfsskizze des Königs, die ein Grabpostament mit Helm und Schwert und vier umgebenden Säulen zeigte. Vielleicht wurde dieser Entwurf stark abgewandelt, weil sich sonst eine Beeinträchtigung der Perspektive auf das Scharnhorst-Denkmal ergeben hätte. Durch Stülers Konzeption wird selbiges von den Säulen des Boyen-Grabs nur eingerahmt und dadurch noch betont. Beide Grabmale zusammen bilden den künstlerischen und optischen Höhepunkt des Invalidenfriedhofs.
Bei der aufwändigen Rekonstruktion, die von 1993 bis 2003 durchgeführt wurde, entschloss man sich nach längeren Diskussionen, zahlreiche Veränderungen an der Grabanlage aus dem 20. Jahrhundert rückgängig zu machen. Säulen, Viktorien und das Gitter waren nach Schäden im Krieg 1952 abgebaut worden und gingen verloren. Die Grabwand wurde 1963 versetzt, um Platz für Ehrenbekundungen der Nationalen Volksarmee am Scharnhorst-Grab zu schaffen. Säulen und Viktorien – diese durch den Bildhauer Harald Haacke – wurden inzwischen nach alten Fotos rekonstruiert, beim Gitter konnte dies auf der Basis von Resten geschehen. Die Grabmauer wurde an ihren ursprünglichen Standort versetzt, Schäden wurden ausgebessert. Im Grabfeld setzte man entsprechend dem historischen Erscheinungsbild wieder zwei Linden.
Die Grabstätte Hermann von Boyens ist als Ehrengrab des Landes Berlin ausgewiesen.

#### Grabstätte Familie von Rauch

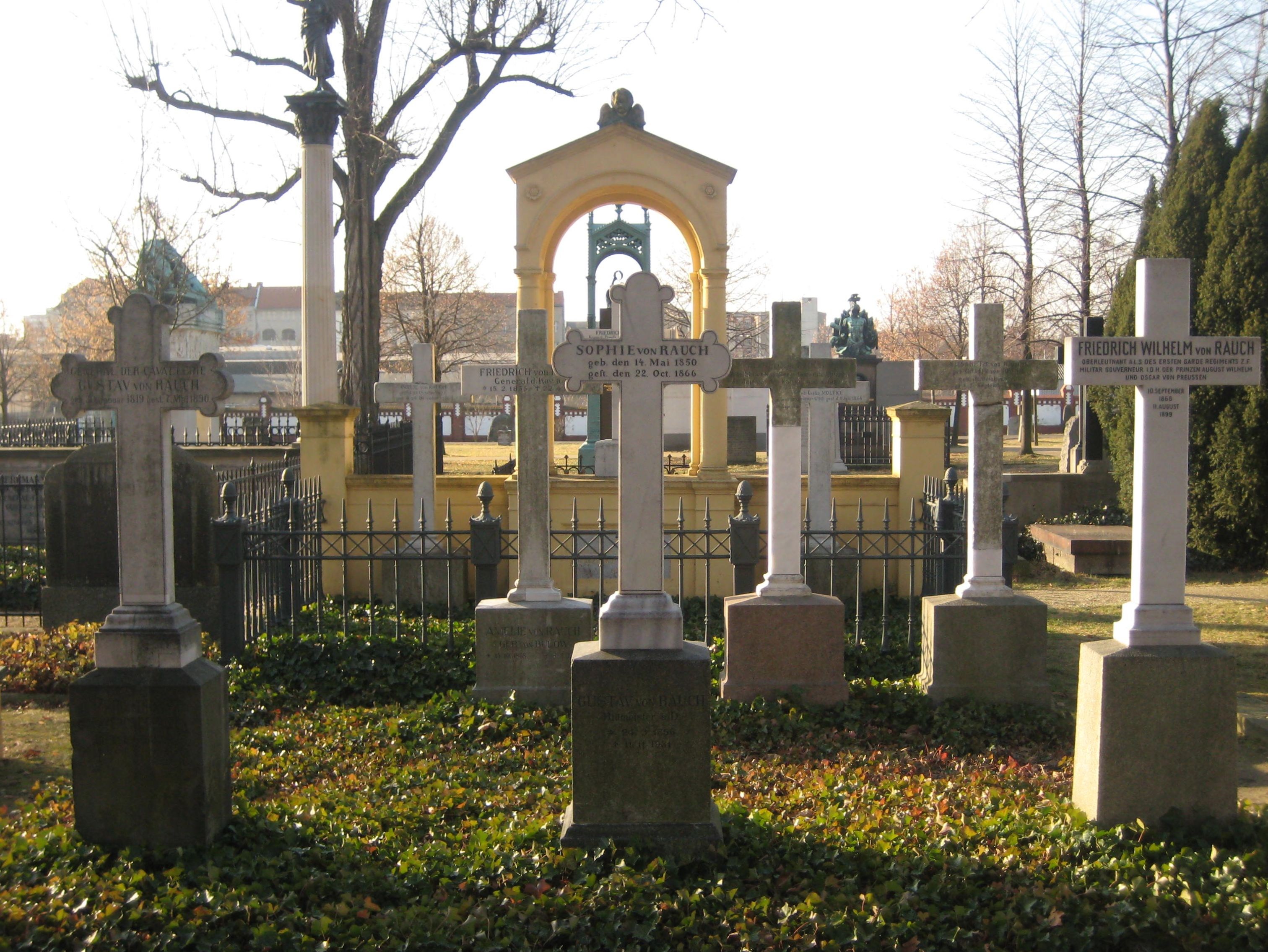
Grabstätte der Familie von Rauch (Gesamtbild)

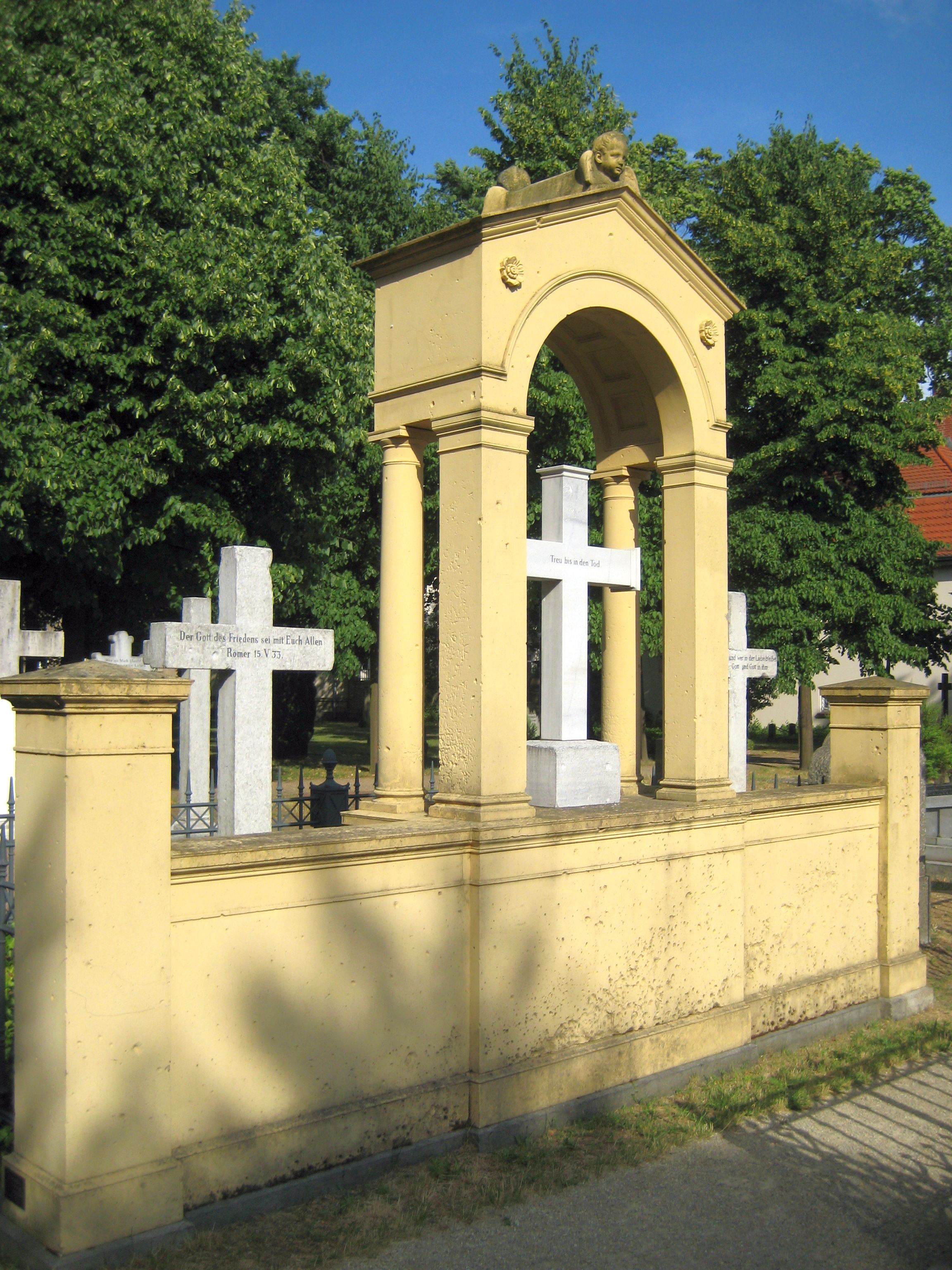
Rückseite des Stülerschen Denkmals für die Familie von Rauch, mit Kriegsschäden (unten)

Der Auftrag zur Errichtung des Grabmals für Generalleutnant Friedrich Wilhelm von Rauch (1790–1850) und seine Familie geht auf König Friedrich Wilhelm IV. zurück, dessen Generaladjutant Rauch gewesen war. Vielleicht auf der Basis einer eigenhändigen Zeichnung des Königs errichtete Friedrich August Stüler ein spätklassizistisches Grabdenkmal aus Sandstein mit breit gefasster Sockelmauer, auf der eine Ädikula mit Rundbogen aufsitzt. Stüler orientierte sich vermutlich auch an dem Grabmal, das Schinkel, ebenfalls im Auftrag Friedrich Wilhelms (damals noch Kronprinz), für den Historiker Barthold Georg Niebuhr auf dem Alten Friedhof in Bonn entworfen hatte. Im Gegensatz zu Schinkel ließ Stüler die Ädikula, die hier einen altarartigen Vorsatz und im Giebelfirst beidseitig Putten aufweist, jedoch offen. Der Sockel ist mit einer Widmungsinschrift des Königs versehen: „Dem treuen Freunde und tapferen Krieger – Friedrich Wilhelm IV. 1850“. Das Grabmal wird von einem schweren Eisengitter mit mächtigen Pfosten umgeben, das ebenfalls von Stüler entworfen wurde.
Vermutlich befand sich in der Ädikula ursprünglich den Vorstellungen Stülers gemäß ein Standbild, das jedoch verloren ging und vor 1925 durch Rauchs erhalten gebliebenes, schlichtes Grabkreuz aus weißem Marmor ersetzt worden ist. Obwohl dies sowohl stilistisch als auch materiell einen Stilbruch darstellt, ergibt sich dadurch doch eine eindrucksvolle Kommunikation mit anderen Marmorkreuzen, die vor dem Stülerschen Denkmal zwischen 1850 und 1950 für Angehörige der Familie von Rauch aus vier Generationen errichtet wurden und die teils auf der ursprünglichen Grabanlage, teils dieser vorgelagert stehen. (In einem nach 1945 angelegten Verzeichnis der Beisetzungen auf dem Invalidenfriedhof ist diese Familie am stärksten vertreten.)
Bei den Renovierungsarbeiten in den Jahren 1998 und 1999 wurden am Grabmal Reste einer alten Bemalung in hellem Ocker entdeckt, die vermutlich frühzeitig aufgetragen worden war, um den unterschiedlichen Sandsteinen eine harmonische Gesamterscheinung zu geben. Dies wurde bei der Restaurierung wieder aufgegriffen. Die Stülersche Gittereinfriedung wurde auf der Basis alter Fotos rekonstruiert. Insbesondere die Rückseite des Grabmals weist Spuren der Kämpfe aus, die am Ende des Zweiten Weltkriegs auf dem Invalidenfriedhof stattfanden; diese Schäden sind bei der Rekonstruktion bewusst erhalten geblieben.

#### Grabmal Hans Karl von Winterfeldt

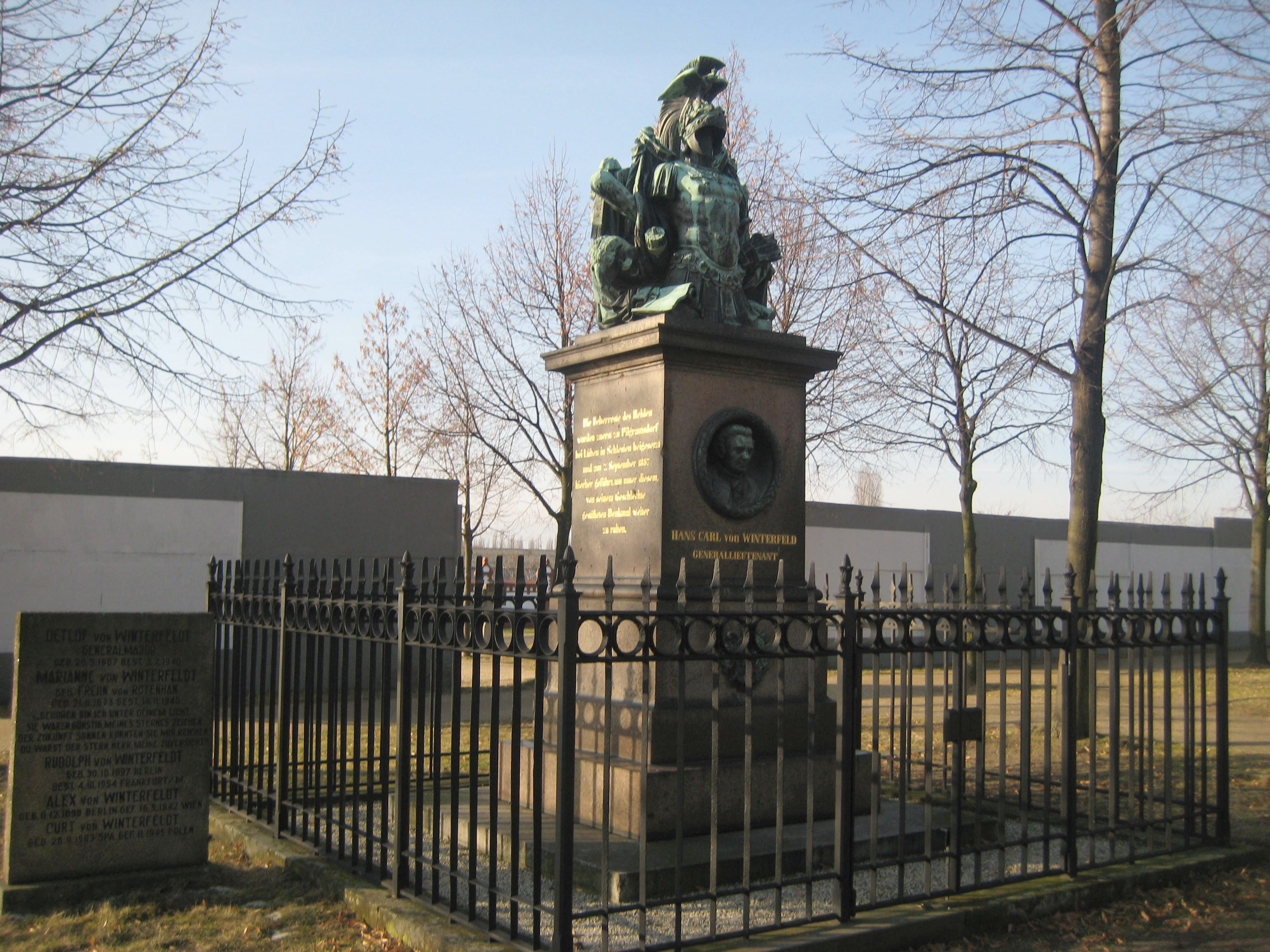
Grabmal Winterfeldt, Vorderseite

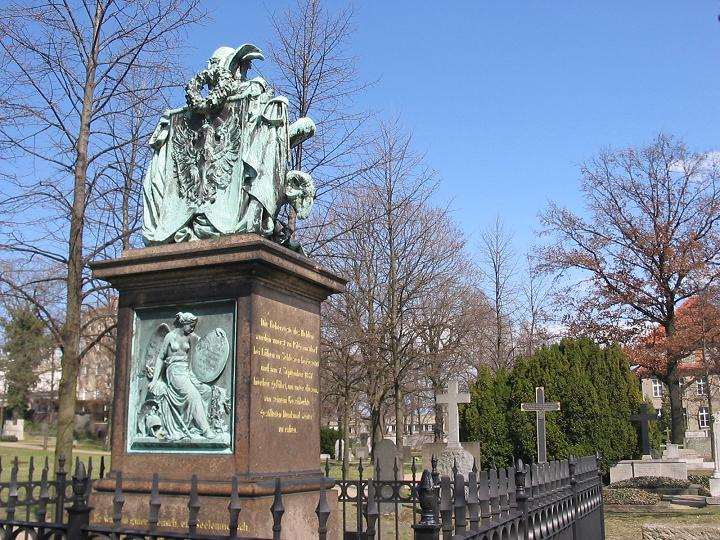
Rückseite des Grabmals Winterfeldt

Das Grabmal für Hans Karl von Winterfeldt (1707–1757) wurde 1857 im Grabfeld C errichtet. Anlass war der 100. Todestag des preußischen Generals, der bei der Schlacht von Moys im Siebenjährigen Krieg tödlich verwundet worden war. Die Nachkommen hatten eingewilligt, die sterblichen Überreste von der Familiengrabstätte im schlesischen Pilgramsdorf auf den Invalidenfriedhof zu überführen. Die Anlage verbindet klassizistische Elemente wie die vom Scharnhorst-Grabmal übernommene Gitterumfassung mit dem spätbarocken Merkmal des Grabpostaments samt Schmuckbekrönung.
Der mehrstufige Sockelunterbau des Winterfeldt-Denkmals aus rötlich-braunem Granit trägt goldfarbene Inschriften. Zu lesen sind neben dem Namen des Toten auf der Vorderseite, seine Geburtsdaten rechts und ein Zitat König Friedrichs II. über Winterfeldt auf der Rückseite: „Er war ein guter Mensch, ein Seelenmensch, ER WAR MEIN FREUND.“ Auf der Rückseite befindet sich auch ein Bronzerelief, das eine Viktoria mit Kriegsattributen zeigt, darunter ein Schild mit einem weiteren Zitat von Friedrich II. („Gegen die Menge meiner Feinde hoffe ich noch Rettungsmittel zu finden, aber einen WINTERFELD finde ich nicht wieder.“) In die Vorderseite des Postaments ist eine medaillonartig umfasste Bronzebüste des Toten eingelassen. Auf dem Sockel erhebt sich ein großer Bronzeaufsatz. In ihn integriert sind Waffen und Siegestrophäen in antikisierender Form und eine umfassende Fahne mit königlichem Monogramm und reich gestaltetem preußischem Adler auf der Rückseite. Der gesamte Bronzeschmuck des Denkmals stammt von dem Bildhauer Generalleutnant Heinrich von Ledebur, der 1912 ebenfalls auf dem Invalidenfriedhof beigesetzt wurde. Seine Grabstelle in Feld A ist nicht erhalten, wird aber seit 2005 von einem Restitutionsstein markiert.
Neben der Grabanlage Winterfeldt ruhen weitere Mitglieder dieser Familie, die zwischen 1940 und 1954 gestorben sind.

#### Grabmal August Ferdinand von Witzleben

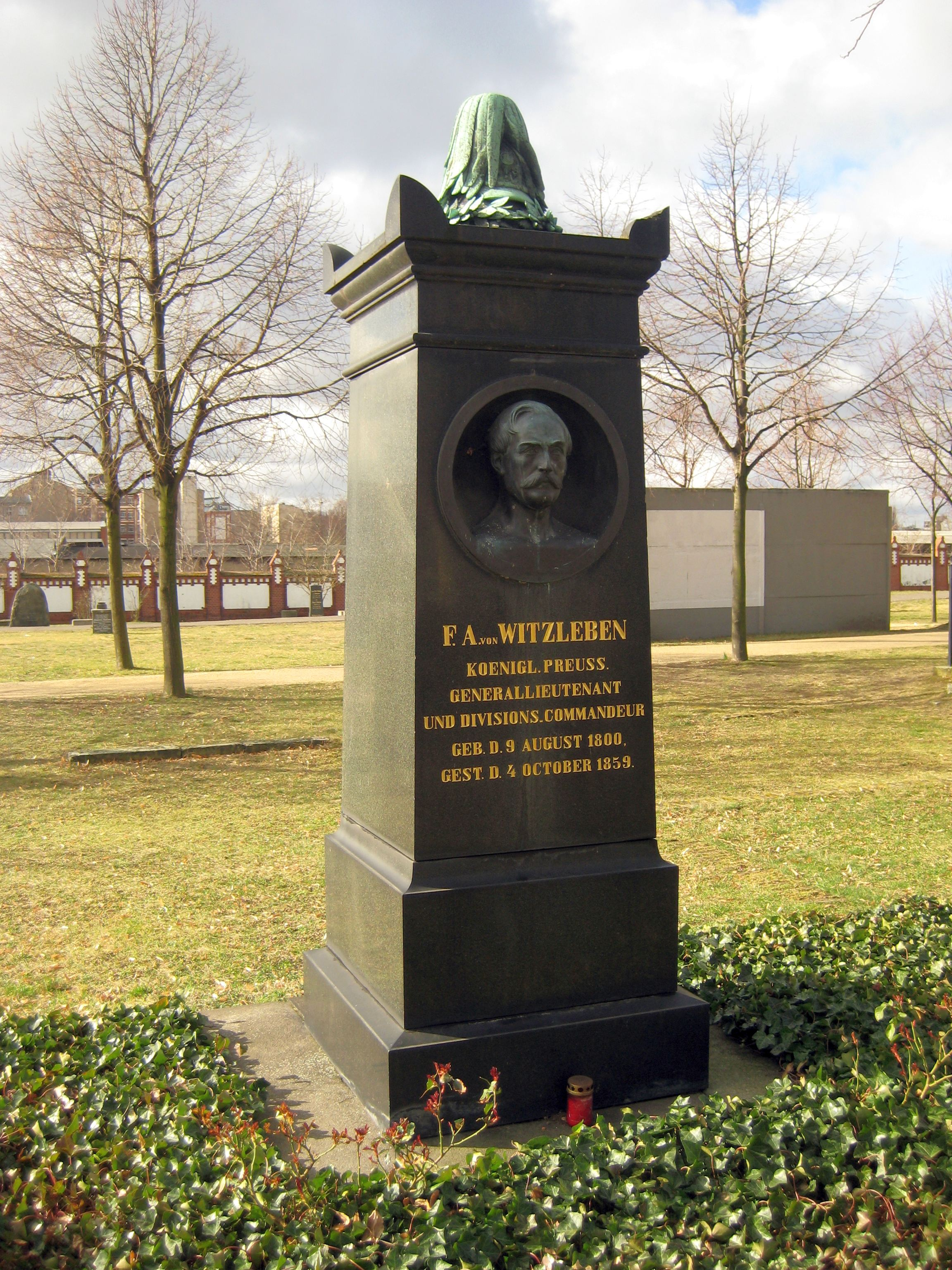
Grabmal für August Ferdinand von Witzleben

Postamentgrabmale erfreuten sich Mitte des 19. Jahrhunderts auf dem Invalidenfriedhof noch großer Beliebtheit. Ein weiteres erhaltenes Beispiel ist das nahe dem Winterfeldt-Grab im Feld C errichtete Grabmal für August Ferdinand von Witzleben (1800–1859), einen königlich preußischen Generalleutnant.
Die als Postament gestaltete, sich nach oben verjüngende Stele ist in dunklem Granit gearbeitet. Sie besitzt einen quadratischen Grundriss. Die oberen Enden sind nach dem Vorbild antiker Sakralwerke mit Akroterien versehen. Der bekrönende Bronzeschmuck besteht aus einem preußischen Offiziershelm mit Federbusch, den ein Lorbeerkranz umgibt. Der Bildhauer August Kiß gestaltete das runde, annähernd vollplastische Brustporträt, das in die Front eingelassen ist. Es zeigt Witzlebens Körper in antikisch-idealisierender Nacktheit, während die Kopfpartie naturalistisch formuliert ist. Ein ebenfalls in die Rückseite eingelassenes Tondo und ein das Grabmal ursprünglich umgebendes Gitter sind nicht erhalten.
Das Brustporträt wurde 1990 gestohlen, konnte später aber bei einem Sammler ausfindig gemacht werden. Seit der Restaurierung des Grabmals im Jahr 2003 nimmt seinen Platz eine Kopie ein.

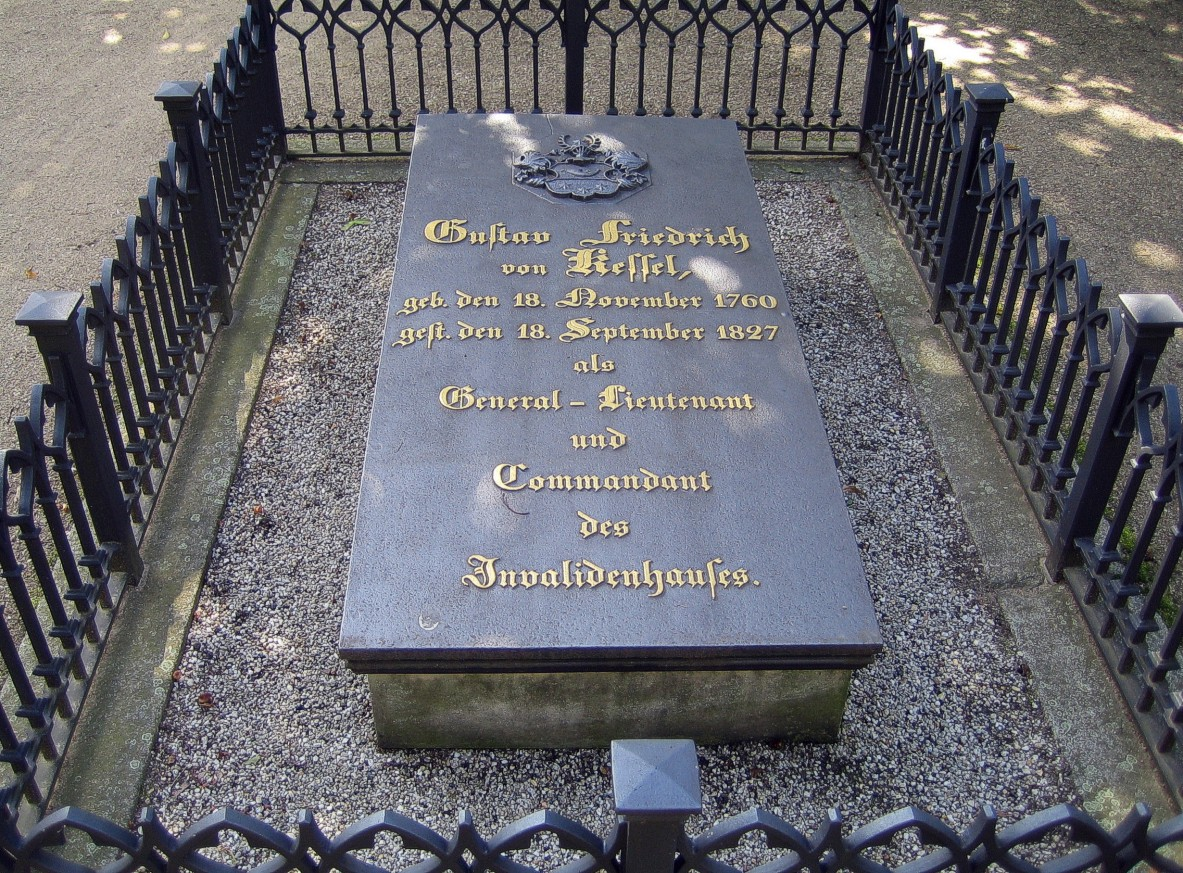
Grabmal Gustav Friedrich Gottlob von Kessel, 1827
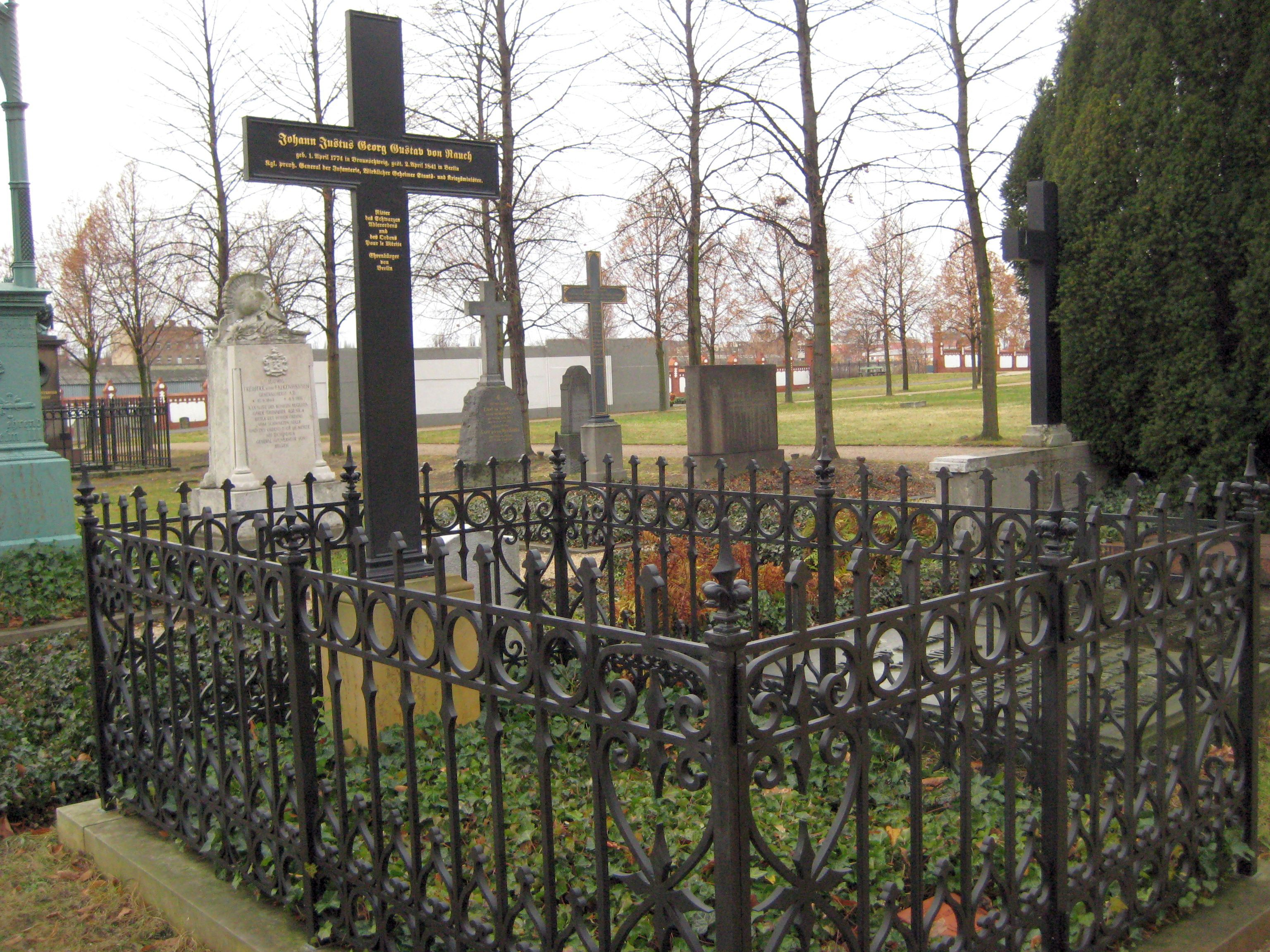
Grabmal Gustav von Rauch, 1841
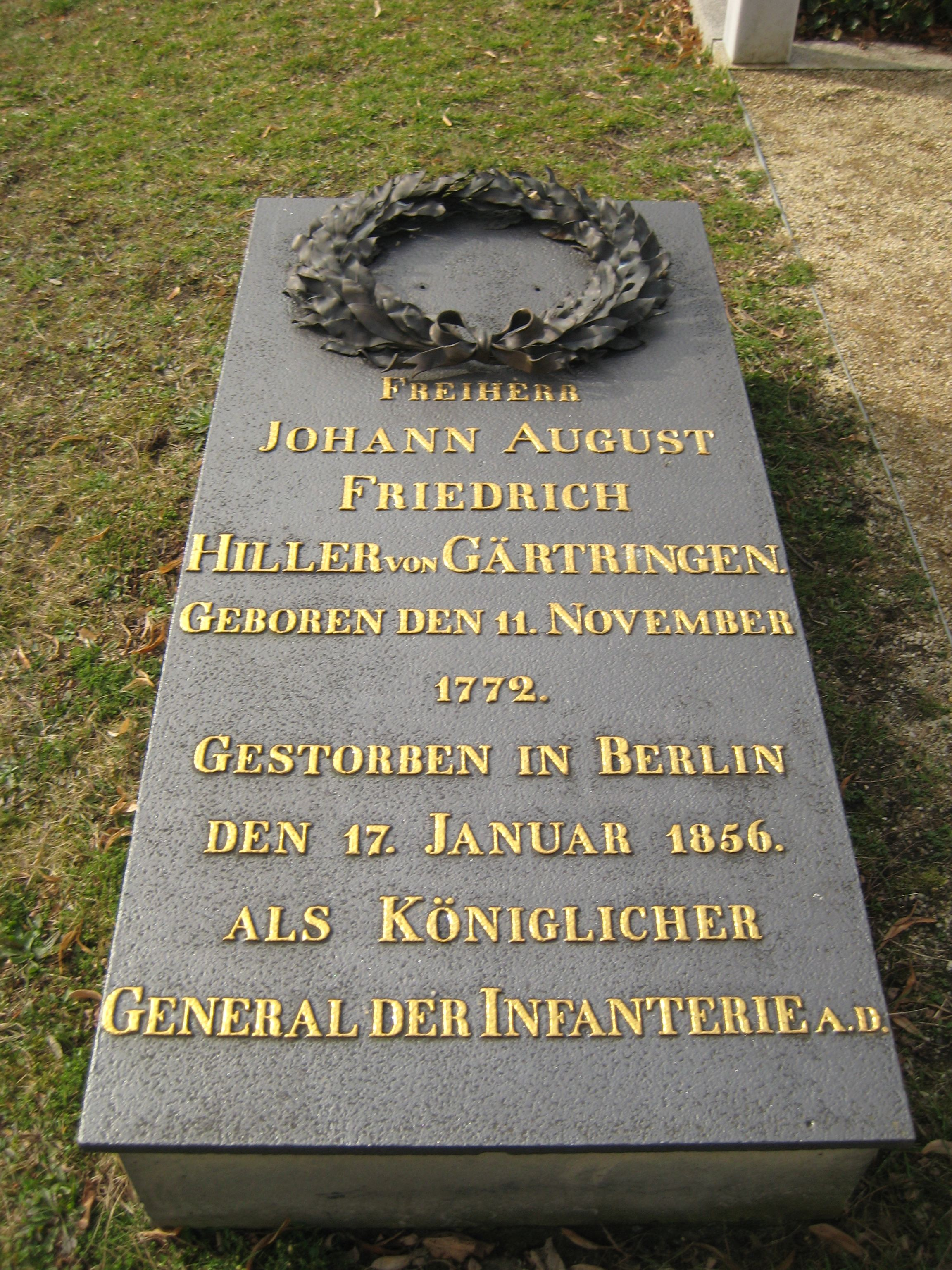
Grabmal August Freiherr Hiller von Gaertringen, 1856
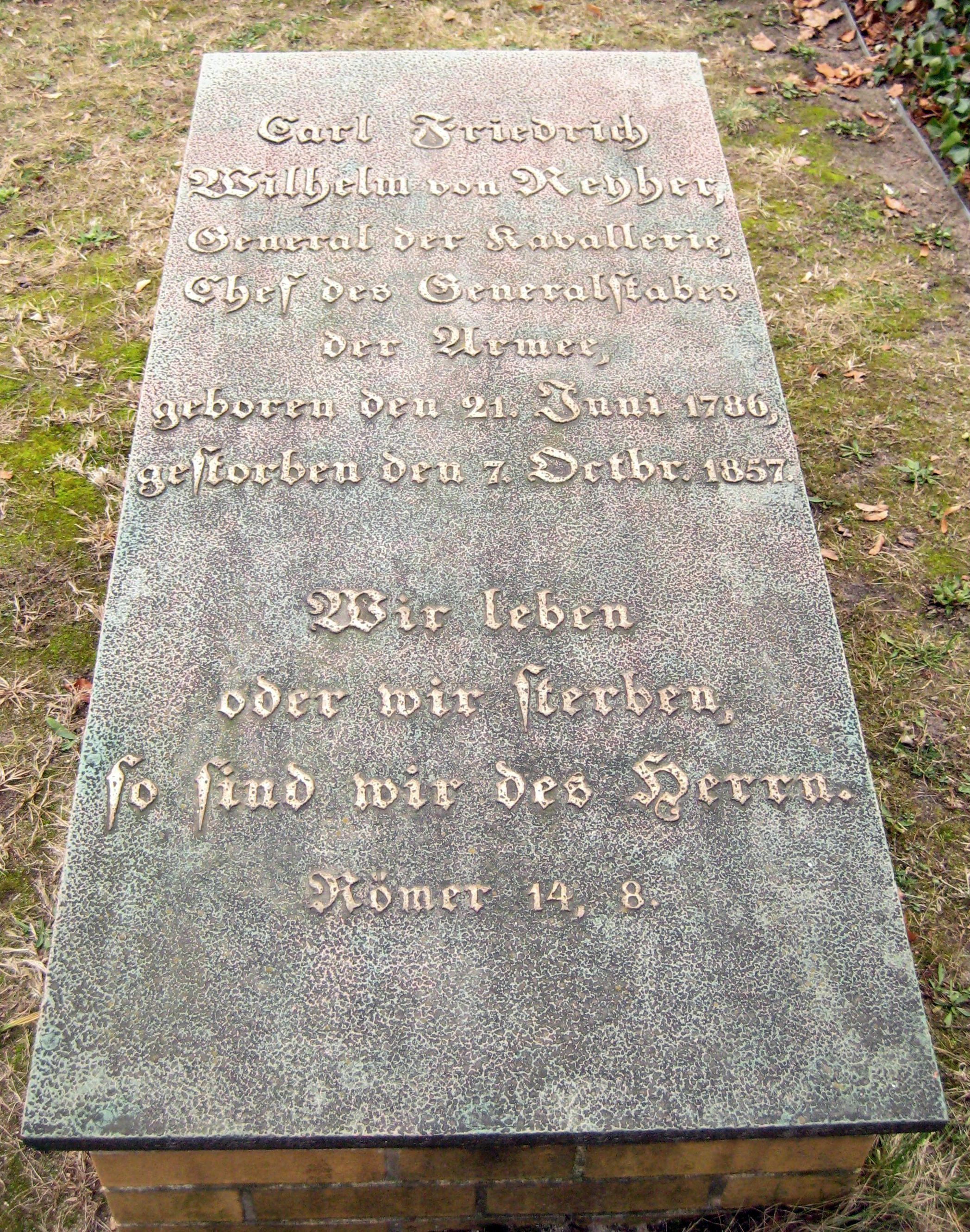
Grabmal Carl Friedrich Wilhelm von Reyher, 1857

## Der Friedhof zwischen 1900 und 1945

### Erster Weltkrieg und Folgen

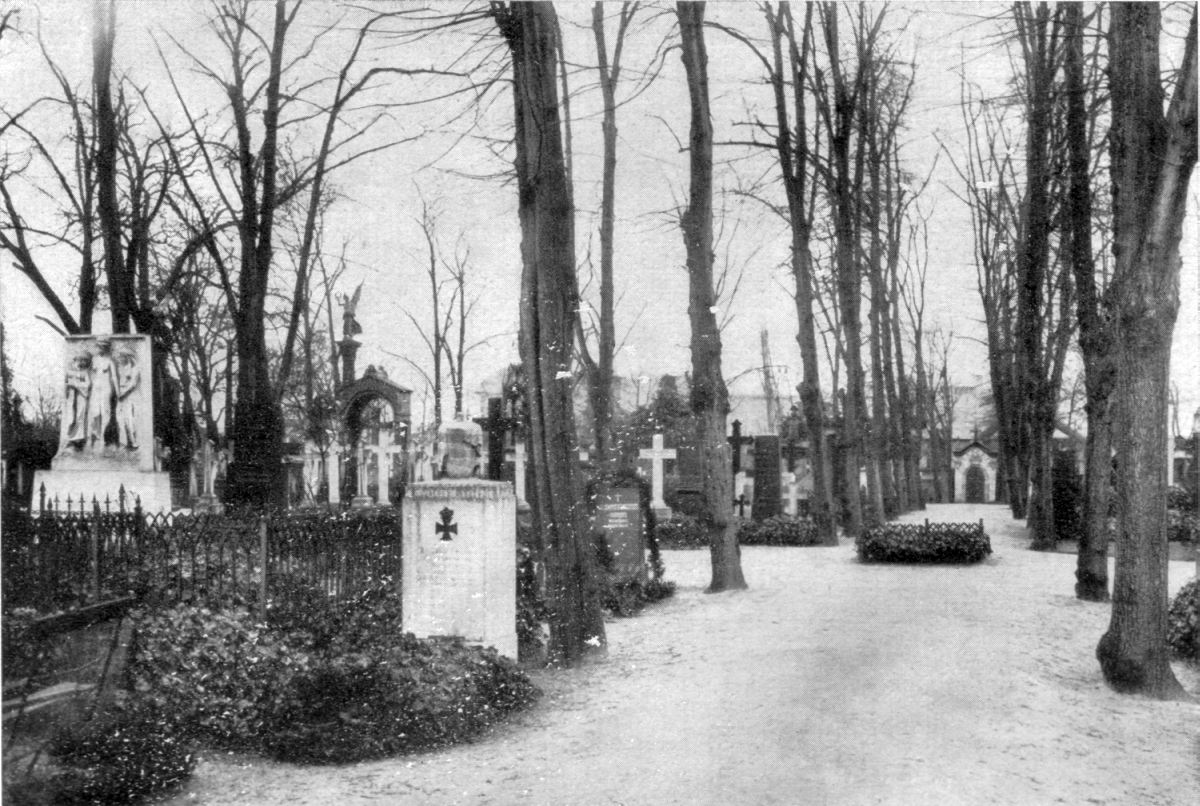
Der Friedhof im Jahr 1925

Das Invalidenhaus verlor in der ersten Hälfte des 20. Jahrhunderts fortschreitend an Bedeutung. Immer weniger ehemalige Soldaten wohnten in ihm, immer mehr Grundbesitz musste abgegeben werden. Um Auflagen des Versailler Vertrags zu erfüllen, wurde das Invalidenhaus nach dem Ersten Weltkrieg zur Stiftung erklärt, die nicht mehr dem Heer, sondern in Folge verschiedenen Reichsministerien unterstand. Da aber das Stiftungsvermögen nicht ausreichte, die laufenden Kosten zum Unterhalt der Institution zu tragen, wurden die Gebühren für Gräber auf dem Invalidenfriedhof zu einer zunehmend wichtigen Einnahmequelle. Der Zusammenhang zwischen Begräbnisplatz auf dem Invalidenfriedhof und direkten oder familiären Bindungen der Verstorbenen an Invalidenhaus oder Gnadenkirchengemeinde nahm weiter ab. Nach 1936 musste die Stiftung Invalidenhaus ihren angestammten Sitz an der Scharnhorststraße an das Militär abgeben und nach Berlin-Frohnau umziehen. Der Invalidenfriedhof blieb aber in ihrem Besitz. Nach Ende des Zweiten Weltkriegs wurde die Stiftung dann aufgelöst.

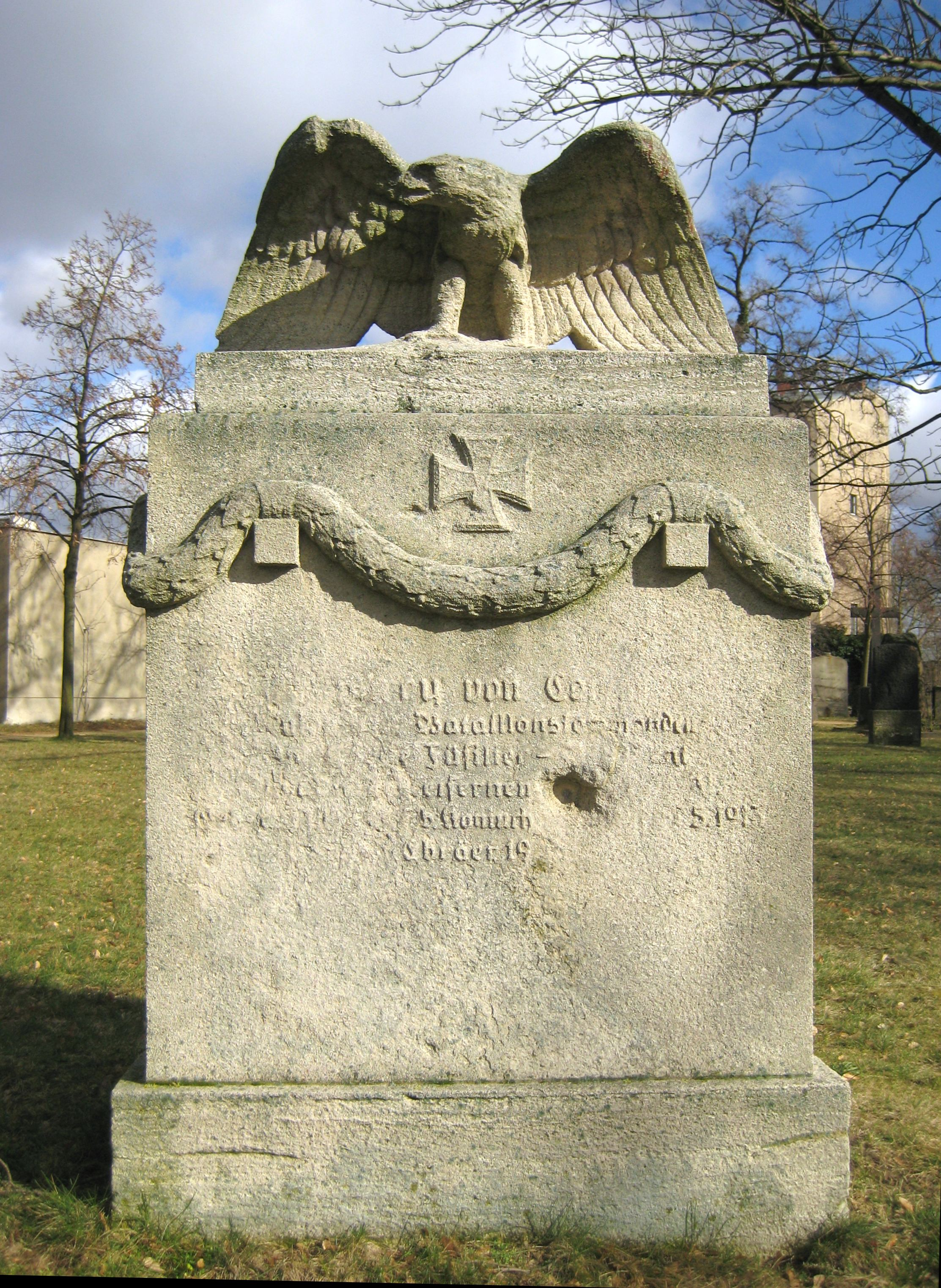
Grabdenkmal für Major Harry von Coler, gefallen 1915 (Grabfeld B)

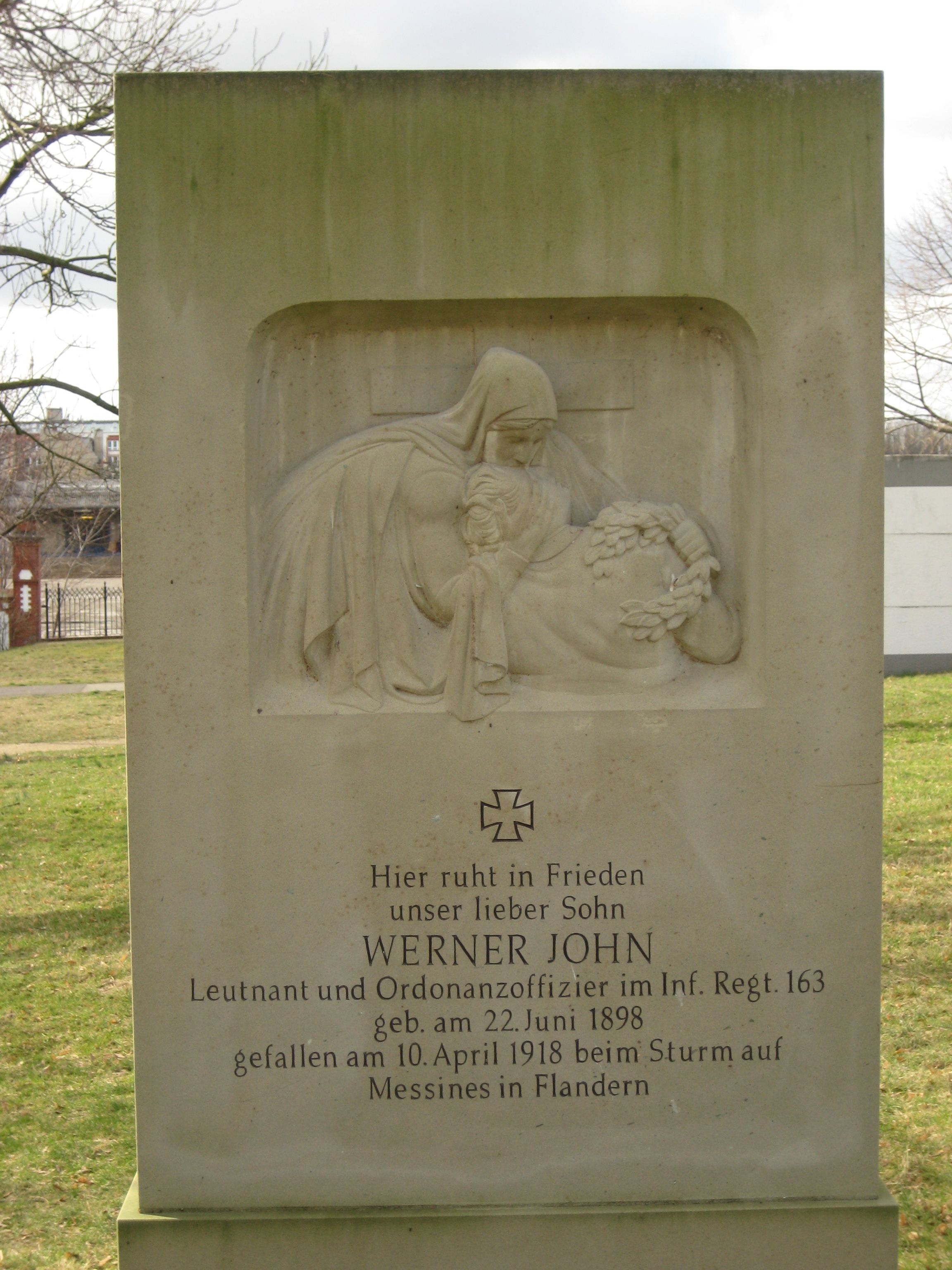
Grabdenkmal für Leutnant Werner John, gefallen 1918 (Grabfeld B), Entwurf Emil Cauer

119 an der Front gefallene oder in Berliner Lazaretten verstorbene Soldaten wurden während des Ersten Weltkriegs auf dem Invalidenfriedhof bestattet, zumeist in Grabfeld B. Auch einfache Soldaten waren darunter, überwiegend waren jedoch niedrige und mittlere Offiziersränge vertreten. Mehrere im Luftkampf gestorbene Jagdflieger wurden ebenfalls auf dem Invalidenfriedhof beigesetzt, so – in erhaltenen Gräbern – Erich Bahr (1893–1918), Hans-Joachim Buddecke (1890–1918) und Olivier Freiherr von Beaulieu-Marconnay (1898–1918). Zu den wenigen Offizieren im Generalsrang, die während des Kriegs hier beerdigt wurden, gehörte der Oberbefehlshaber der Heeresgruppe Kiew, Generalfeldmarschall Hermann von Eichhorn, der im Juli 1918 in Kiew einem Attentat zum Opfer gefallen war (Grabfeld C). Die Denkmale auf den etwa 25 erhaltenen Grabstellen der Kriegsgefallenen dokumentieren auf eindringliche Weise die unterschiedlichen Umgangsweisen der Angehörigen mit dem Verlust.
Zwei Entwicklungen des Jahres 1925 waren entscheidend für die weitere Geschichte des Invalidenfriedhofs und für seine öffentliche Wahrnehmung bis heute als „Militärfriedhof“, „Prominentenfriedhof“ oder gar „Nazifriedhof“:
Der langjährige Friedhofinspektor Karl Friedrich Treuwerth hob 1925 in einem Friedhofsführer mit dem programmatischen Titel Der Invalidenfriedhof in Berlin – Eine Stätte preußisch-deutschen Ruhmes vor allem die hier bestatteten Personen hervor, die einen militärischen Hintergrund hatten. Er zählte 22 Kommandanten und Gouverneure des Invalidenhauses, elf Generalfeldmarschälle und Generaloberste, sieben preußische Kriegsminister, neun Admirale, 67 Generale der verschiedenen Waffengattungen, 104 Generalleutnants und 93 Generalmajore. Außerdem erklärte Treuwerth, der Invalidenfriedhof und der benachbarte, ebenfalls im Buch beschriebene Invalidenpark (dessen Gedenksäule die Niederschlagung der Revolution von 1848 feierte) seien „nicht voneinander zu lösen“. Damit stellte er den Friedhof in eine rein militärische und in eine antidemokratische Tradition. Treuwerth wurde 1930 selbst auf dem Invalidenfriedhof beigesetzt. Das nicht erhaltene Grab wird seit 2011 von einem Restitutionsstein markiert, der aus Mitteln des Rohdich’schen Legatenfonds finanziert wurde.
Auf Betreiben von Reichswehrminister Otto Geßler wurden im November 1925 die sterblichen Überreste des hochdekorierten Jagdfliegers Rittmeister Manfred von Richthofen (1892–1918), genannt „Der Rote Baron“, auf den Invalidenfriedhof umgebettet. Richthofen war im 21. April 1918 im Luftkampf bei Vaux-sur-Somme in Frankreich abgeschossen und 1923 auf einen Militärfriedhof an der Somme umgebettet worden. Die Reichsregierung unter Kanzler Hans Luther wie auch die staatstragenden politischen Parteien bis hin zur oppositionellen SPD sahen die Überführung nach Deutschland und die Anlage einer repräsentativen Grabstätte in der Hauptstadt Berlin offenbar als Möglichkeit an, die militärischen Eliten und nationale Kreise nach der Niederlage im Krieg mit der Weimarer Republik zu versöhnen.

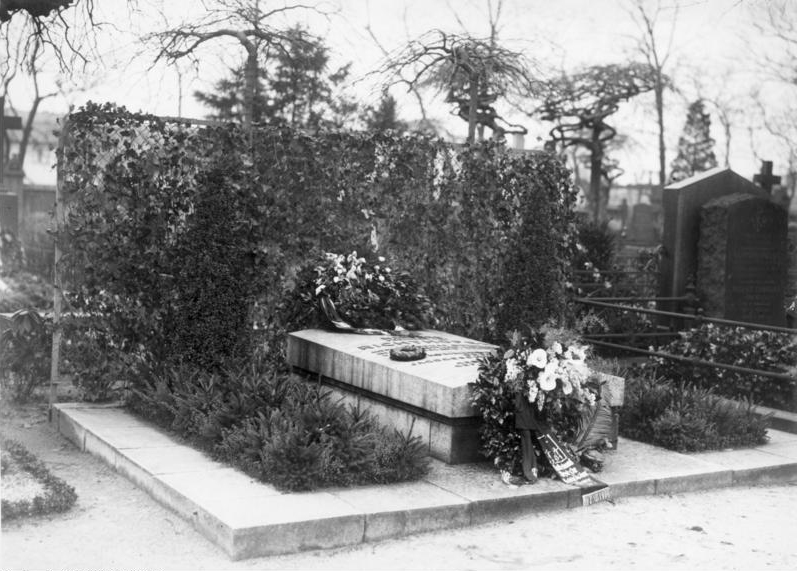
Grab von Manfred von Richthofen, 1931

Nach einem Trauerakt in der benachbarten Gnadenkirche wurde Richthofen am 20. November 1925 in Form eines Staatsakts im Beisein von Reichspräsident Paul von Hindenburg und zahlreicher geladener Gäste im Grabfeld F beigesetzt. Das Zeremoniell war ausgesprochen militärisch, das Tragen politischer Abzeichen war den Gästen dagegen verboten. Das Deutsche Reich, der Freistaat Preußen und der Berliner Magistrat beteiligten sich an den Kosten der Grablegung. Bei der Weihe dieses Grabs am 28. Oktober 1926 ließ Reichskanzler Wilhelm Marx sich allerdings vertreten, da der veranstaltende „Ring der Flieger e. V.“ Reichswehrminister Geßler nicht zu dem in kleinem Rahmen stattfindenden Festakt eingeladen hatte. Das Grab wurde zur Intensivierung des Heldenkults und Missbrauchs Manfred von Richthofens 1937 neu gestaltet. Hinter der Grabplatte von 1926 erhob sich ein monumentaler Grabstein, der nur den Namen Richthofens in Versalien trug.
Trotz der Bedeutung des Friedhofs sollten ab 1925 zahlreiche Gräber eingeebnet werden, wenn die Liegefrist von 30 Jahren abgelaufen war und keine Gebühren für eine Verlängerung aufgebracht wurden. Die Hälfte der Grabstellen auf dem Friedhof war betroffen. Offenbar um den Bestand zu retten, versuchte Treuwerth, die Reichsregierung mit Hinweis auf die Richthofen-Umbettung zu bewegen, den gesamten Invalidenfriedhof als zentrales Ehrenmal „für die Helden aus dem Weltkriege“ ausweisen zu lassen, scheiterte aber in diesem Bemühen. Die Anzahl der Grabstellen halbierte sich bis 1941 von 6000 auf 3000. Die Gräber von Zivilisten waren genauso betroffen wie die von Militärs bis hin zum Generalsrang. Behördliche Bemühungen, den Friedhof im Sinne der Treuwerthschen Formel von einer „Stätte preußisch-deutschen Ruhmes“ zu schützen, sind nicht nachzuweisen.

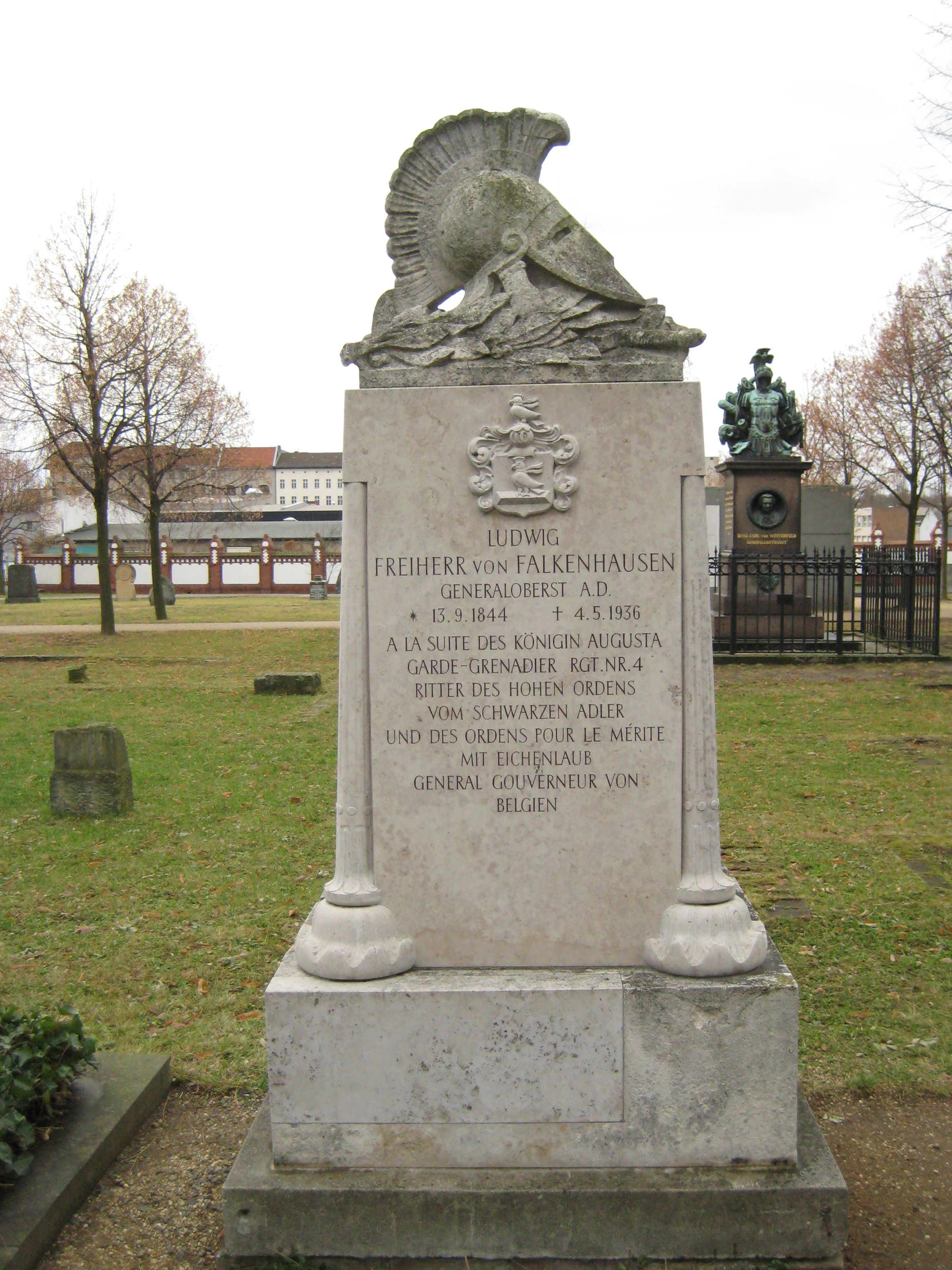
Das an die Postamente des 18./19. Jahrhunderts erinnernde Grabdenkmal für Ludwig von Falkenhausen (1936)

Gleichzeitig kam es weiterhin zu Bestattungen auf dem Friedhof, wenn auch in weit geringerem Umfang als im 19. Jahrhundert. Das gestiegene Ansehen des Friedhofs in nationalen Kreisen führte – insbesondere infolge der Umbettung Richthofens – dazu, dass eine wachsende Zahl von Vertretern der alten kaiserlichen Eliten und des Heeres sich hier um eine Ruhestätte für sich oder ihre Angehörigen bemühte. Zu den bekanntesten Militärs und Teilnehmern des Ersten Weltkriegs, die hier bis August 1939 bestattet wurden und deren Gräber erhalten geblieben sind, gehören Generalfeldmarschall Karl von Bülow (1846–1921), Generaloberst Hans von Beseler (1850–1921), General Max Hoffmann (1869–1927), Generalmajor Richard Schürmann (1881–1931), Admiral Ludwig von Schröder (1854–1933), Generaloberst Ludwig von Falkenhausen (1844–1936), General Theodor Michelis (1872–1936), der ehemalige Chef der Heeresfriedenskommission im Reichswehrministerium, Generaloberst Hans von Seeckt (1866–1936), General der Infanterie Adolf von Oven (1855–1937) und General Friedrich Wilhelm Magnus von Eberhardt (1855–1939).

### NS-Herrschaft und Zweiter Weltkrieg

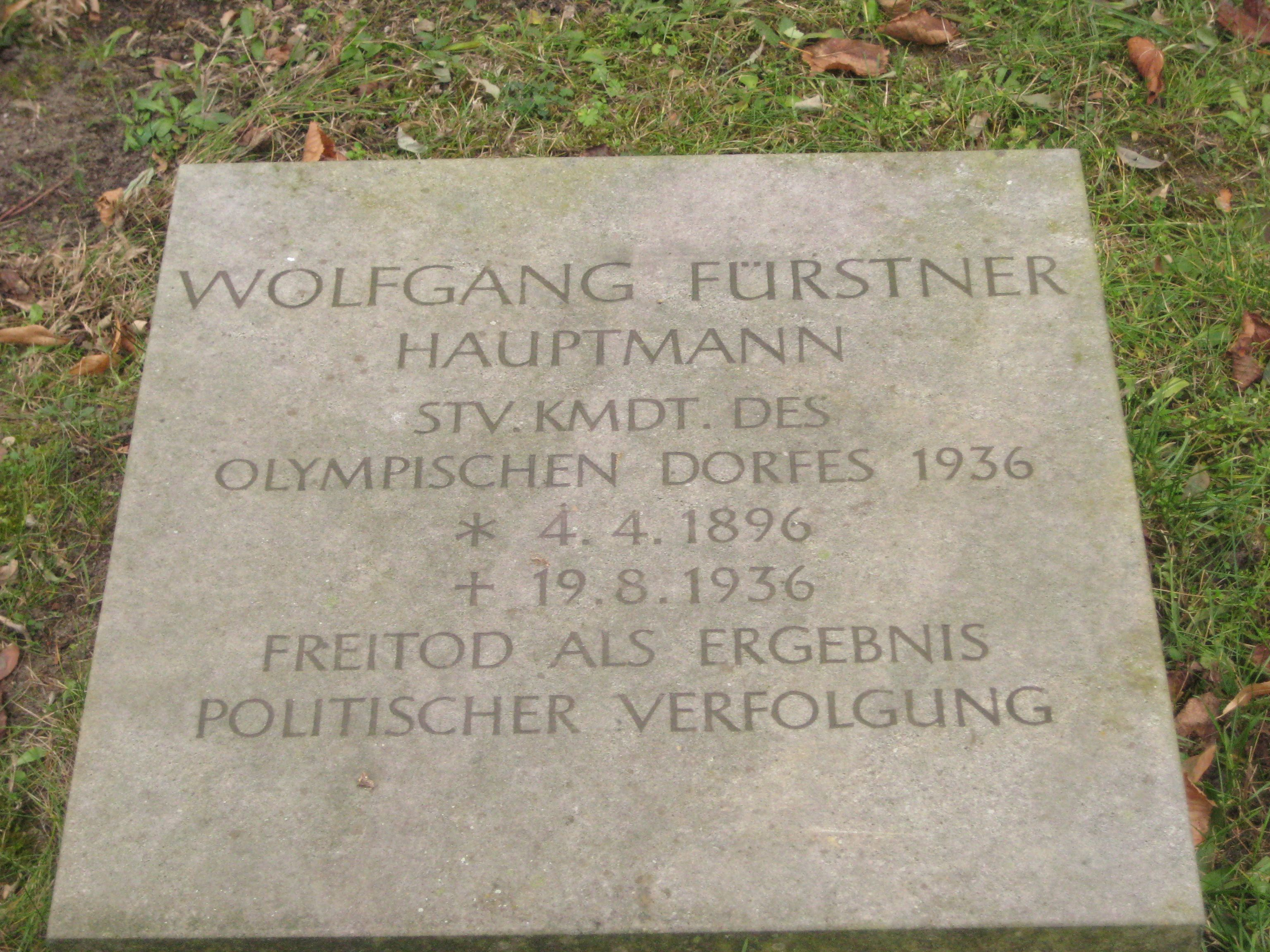
Grabstelle von Wolfgang Fürstner, Restitutionsstein von 2002

Die Haltung der Nationalsozialisten zum Invalidenfriedhof war widersprüchlich. Einerseits gab es in der Zeit des Nationalsozialismus Bemühungen, den Ort politisch zu vereinnahmen oder sogar zu einem „Nationalheiligtum“ umzudeuten, wo eine Kontinuität zwischen preußisch-kaiserzeitlicher Militärgeschichte und Drittem Reich deutlich werden sollte. So wurde im Februar 1933 der Charlottenburger SA-Führer Hans Maikowski bei großer Teilnahme von Parteikadern im Grabfeld F beigesetzt, also nahe dem Richthofen-Grab. Als Gauleiter von Berlin hielt Joseph Goebbels die Totenrede. Maikowski war am 30. Januar 1933, dem Tag von Adolf Hitlers Machtübernahme, unter ungeklärten Umständen getötet worden. Er wurde später zum „Blutzeugen der Bewegung“ stilisiert. Am Staatsbegräbnis von Admiral Ludwig von Schröder im Juli 1933 nahm Hitler neben Reichspräsident Hindenburg selbst teil.
Andererseits führte das abstrakte Vorhaben, den Friedhof umzugestalten und dabei einzelne Grabstätten nach ideologischen Erwägungen herauszuheben, nur zu wenigen konkreten Maßnahmen. Die Ausweisung des Friesen-Grabs als „Staatsgrab“ im Jahr 1938 blieb eine Ausnahme. Im Zuge der Planungen zur Umgestaltung Berlins zur „Welthauptstadt Germania“ durch den Generalbauinspektor für die Reichshauptstadt, Albert Speer, wurde der Friedhof sogar zur Disposition gestellt. Da er in der Nähe der von Speer konzipierten zentralen Nord-Süd-Achse lag, hätte er wohl der östlichen Randbebauung eines 1200 m × 400 m großen Wasserbeckens weichen müssen, das nördlich des Spreebogens entstehen sollte. So war im Bereich nördlich der Invalidenstraße ein monumentaler Neubau für das Oberkommando der Kriegsmarine vorgesehen. Andere Berliner Friedhöfe waren ebenfalls bedroht. Daher reiften Pläne, Grabdenkmale einzelner Persönlichkeiten von verschiedenen Friedhöfen in eine große „Soldatenhalle“ zu überführen. Sie sollte nach Plänen des Architekten Wilhelm Kreis entstehen. Ernst von Harnack, Speers „Gräberkommissar“, präsentierte in einer 1940 bis 1943 erarbeiteten Denkschrift eine entsprechende Vorschlagsliste für den Invalidenfriedhof. Die Grabdenkmale sollten nach Harnacks Vorstellung allerdings im Ehrenhof des Invalidenhauses neu aufgestellt werden.
1936 wurde im Grabfeld F Wolfgang Fürstner (1896–1936), stellvertretender Kommandant des Olympischen Dorfs bei den Olympischen Sommerspielen 1936, beigesetzt. Fürstner hatte erfahren, dass er aufgrund der Nürnberger Gesetze als Jude eingestuft und aus der Wehrmacht entlassen werden sollte. Er erschoss sich am 19. August 1936 – drei Tage nach Ende der Olympischen Spiele. Um Schaden für das internationale Ansehen Deutschlands abzuwenden, wurde der Tod als Unglücksfall hingestellt und der Tote erhielt eine Bestattung auf dem Invalidenfriedhof. Das Grab wurde auch in den Friedhofsführer Der Invalidenfriedhof in Berlin – Ein Ehrenhain preußisch-deutscher Geschichte aufgenommen, der zwischen 1936 und 1940 in mehreren Auflagen erschien.
Die rund 30 auf dem Invalidenfriedhof erhaltenen, in der Regel sehr schlichten Soldatengräber des Zweiten Weltkriegs dokumentieren die gesamte Zeitspanne des Kriegs. Der in Grabfeld A bestattete Kommandeur des Artillerie-Regiments Nr. 66, der Schriftsteller Major Wilhelm Kleinau (1896–1939), fiel am 1. September 1939, dem ersten Kriegstag. Major Friedrich Dziobek (1878–1945), beigesetzt in Grabfeld B, starb am 28. April 1945 bei den Kämpfen in Berlin. Einige Grabstellen erinnern an vermisste Soldaten, so die Erwähnung des Militärarztes Dr. Martin Schlegel (1898–1943?) in Grabfeld B auf dem Grabstein seines Vaters, des Feldbischofs Erich Schlegel. Schlegel starb vermutlich in der Schlacht von Stalingrad Anfang 1943. Die genaue Zahl der zwischen 1939 und 1945 angelegten Soldatengräber konnte bisher nicht ermittelt werden.
Zu den bekanntesten im Krieg gestorbenen Militärs, die auf dem Invalidenfriedhof beigesetzt wurden, gehören der frühere Oberbefehlshaber des Heeres, Generaloberst Werner von Fritsch (1880–1939), der Kommandeur des Kampfgeschwaders 77, Generalmajor der Luftwaffe Wolff von Stutterheim (1893–1940), der Kommandeur der 18. Infanterie-Division, Generalleutnant Friedrich-Carl Cranz (1886–1941), der Marinebefehlshaber Westfrankreich, Vizeadmiral Lothar von Arnauld de la Perière (1886–1941), der Oberbefehlshaber der Heeresgruppe Süd, Generalfeldmarschall Walter von Reichenau (1884–1942) sowie der Staffelführer im Jagdgeschwader „Udet“, Leutnant der Luftwaffe Hans Fuss (1920–1942). Ihre Grabstellen sind erhalten. Die Stelle des geschleiften Grabs von Hitlers Chefadjutanten, Generalleutnant Rudolf Schmundt (1896–1944), der an den Folgen seiner beim Attentat vom 20. Juli 1944 erlittenen Verletzungen gestorben war, markiert inzwischen ein Restitutionsstein. Am Staatsakt für den General der Artillerie und Leiter des Heereswaffenamts Karl Becker (1879–1940) mit anschließender Beisetzung auf dem Invalidenfriedhof nahm auch Hitler teil. Becker hatte sich erschossen, nachdem er für Munitionsengpässe verantwortlich gemacht worden war. Sein Grabmal ist nicht erhalten.

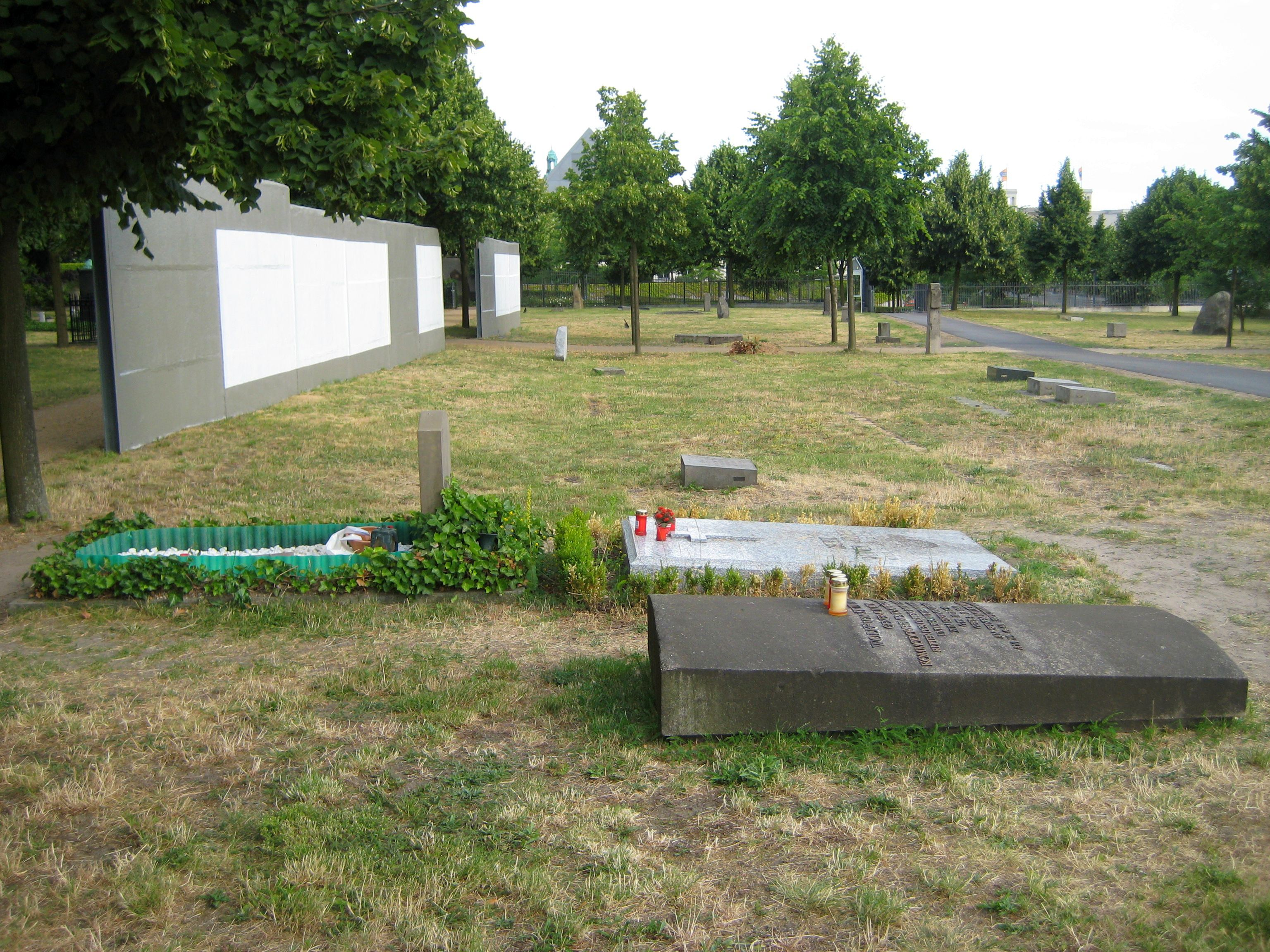
Die Grabmale von Ernst Udet (oben links), Werner Mölders (oben rechts) und Wolff von Stutterheim (vorn)

Im November 1941 ordnete Hitler ein aufwendiges Staatsbegräbnis auf dem Invalidenfriedhof für Generaloberst Ernst Udet (1896–1941) an, den Generalluftzeugmeister und Chef des Planungsamts der Luftwaffe im Reichsluftfahrtministerium. Wie bei Wolfgang Fürstner und Karl Becker sollte die Tatsache verschleiert werden, dass Udet („Des Teufels General“), nach Richthofen der bekannteste deutsche Flieger des Ersten Weltkriegs, Selbstmord begangen hatte. Der Jagdflieger Werner Mölders (1913–1941), der zur Teilnahme an der Beisetzung beordert worden war, starb am 22. November 1941 in Breslau beim Absturz seines Flugzeugs auf dem Weg nach Berlin. Udet und Mölders wurden in unmittelbarer Nähe Richthofens und Stutterheims in Grabfeld F beigesetzt. Ihre in Mauerzeiten abgeräumten, benachbarten Gräber wurden in den 1990er Jahren wieder angelegt.
Im Jahr 1942 wurden mit großen Ehren zwei führende Vertreter des NS-Regimes auf dem Invalidenfriedhof beigesetzt. Der Reichsminister für Bewaffnung und Munition sowie Generalinspektor für das deutsche Straßenwesen, Fritz Todt (1891–1942), war im Februar bei einem Flugzeugabsturz in der Nähe von Hitlers Führerhauptquartier „Wolfsschanze“ ums Leben gekommen. Der Leiter des Reichssicherheitshauptamts und Beauftragte für die Durchführung des Holocaust, SS-Obergruppenführer Reinhard Heydrich (1904–1942), war Anfang Juni in Prag den Folgen eines von tschechischen Widerstandskämpfern verübten Attentats erlegen. Beide erhielten nur einen einfachen Grabschmuck aus Holz, da sie nach Hitlers Wunsch später in einen monumentalen Rahmen umgebettet werden sollten, Todt in ein „gewaltiges Grabmal“ bei Irschenberg an der Reichsautobahn München–Chiemsee, Heydrich in die geplante „Soldatenhalle“. Der Historiker Laurenz Demps wertet, dass vor allem „die Beisetzung Heydrichs, dessen sterbliche Überreste nicht entfernt wurden, eine besonders schwere Last“ sei, die auf dem Invalidenfriedhof liege. Beide Grabstellen sind heute nicht mehr markiert.

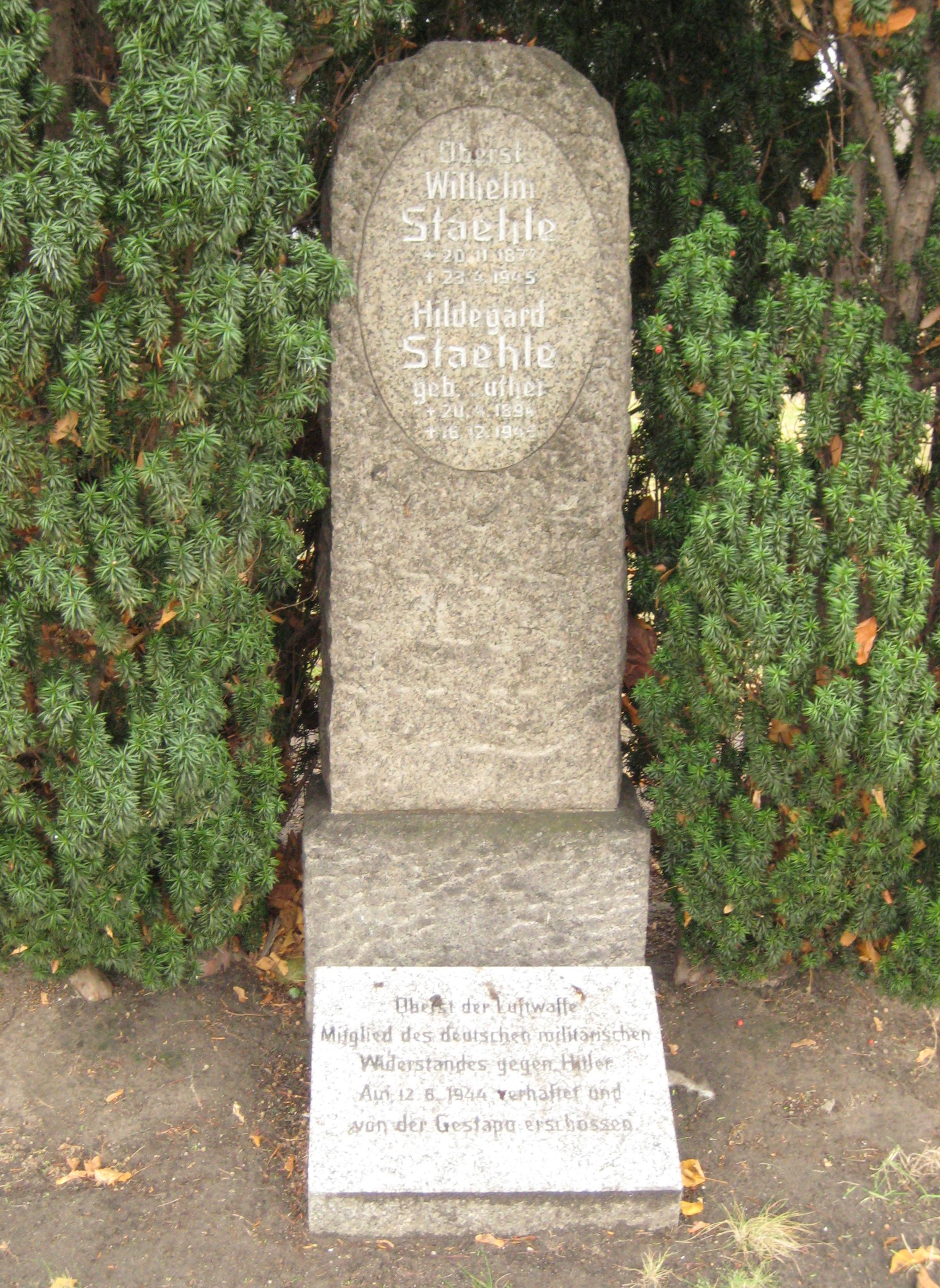
Grabmal von Wilhelm Staehle

Auf dem Invalidenfriedhof wird an zwei Grabstellen ermordeter Mitglieder des militärischen Widerstands gegen den Nationalsozialismus gedacht. An einem Familiengrab in Feld D erinnert eine Gedenktafel an den an unbekannter Stelle ruhenden Oberstleutnant Fritz von der Lancken (1890–1944). Dieser hatte seine Wohnung Claus Schenk Graf von Stauffenberg für Besprechungen zur Verfügung gestellt und den für das Attentat vom 20. Juli bestimmten Sprengstoff aufbewahrt. Von der Lancken wurde am 29. September 1944 vom Volksgerichtshof zum Tode verurteilt und am selben Tag in der Haftanstalt Plötzensee hingerichtet. In Grabfeld A liegt Oberst der Luftwaffe Wilhelm Staehle (1877–1945) begraben, der als Mitglied des Widerstands am 23. April 1945 von der Gestapo erschossen wurde. Da er letzter Kommandant des Invalidenhauses gewesen war, konnte seine Witwe eine Beisetzung auf dem Invalidenfriedhof erwirken.
In den letzten Kriegstagen wurde auf dem Invalidenfriedhof gekämpft. Es entstanden Schäden an vielen Grabstellen, die zum Teil heute noch zu sehen sind, so an der Rückwand des Stülerschen Grabdenkmals für Friedrich Wilhelm von Rauch und an Gräbern in Feld A. In einem Massengrab wurden 31 Tote beigesetzt, vermutlich zivile Opfer der Kriegshandlungen, die in mehreren Krankenhäusern der Umgebung gestorben waren.

### Grabdenkmale der ersten Hälfte des 20. Jahrhunderts

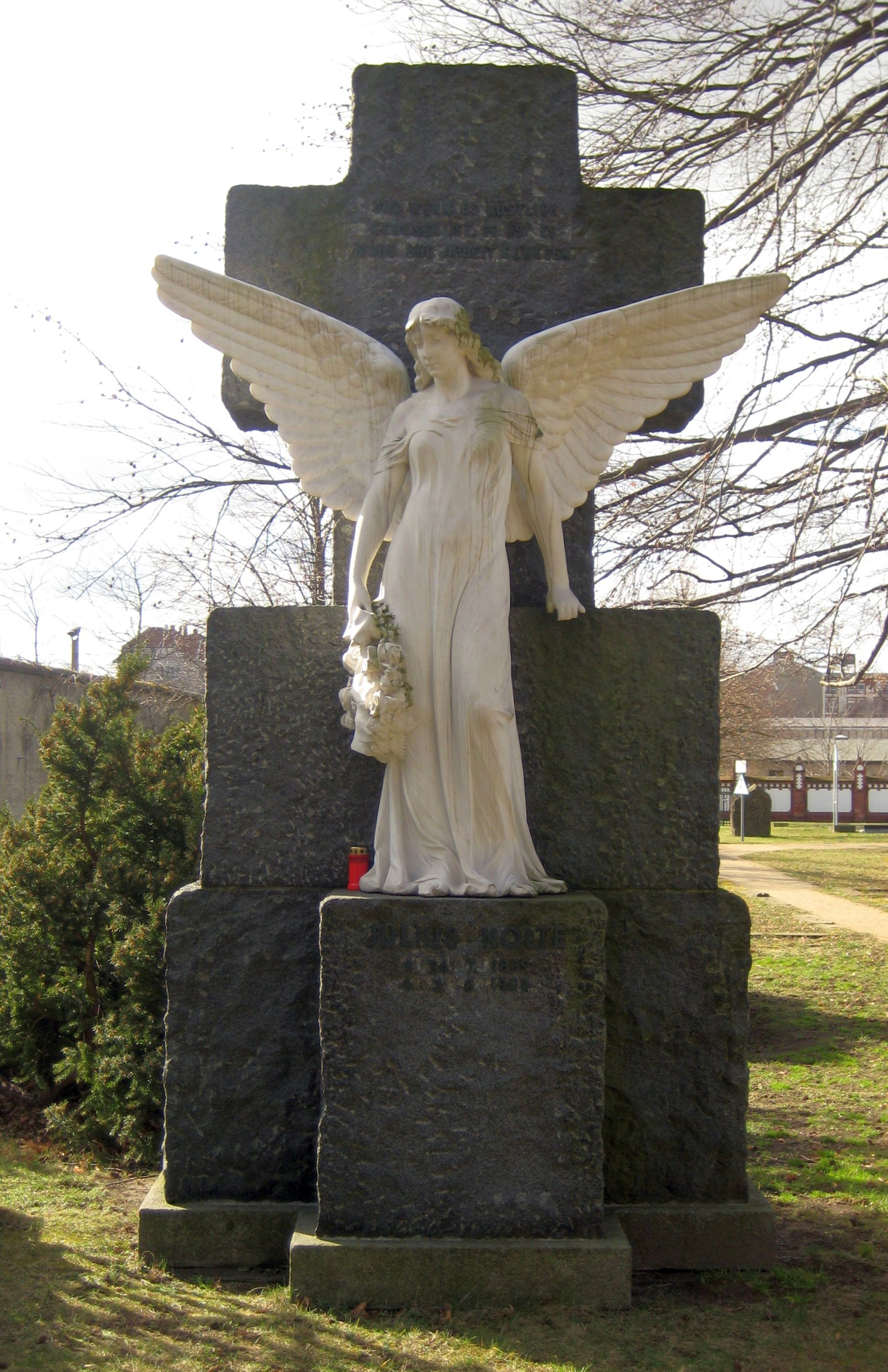
Grabmal für Julius Nolte mit Marmorengel, 1908

Die erhaltenen Grabdenkmale aus dem 20. Jahrhundert reichen künstlerisch nicht an die bedeutenden Monumente der Ära Schinkel und Stüler heran. In den meisten Fällen handelt es sich um standardisierten Grabschmuck, der keine individuelle künstlerische Gestaltung verrät. Eine Hervorhebung findet vor allem durch das gewählte Material (Marmor, Granit, Muschelkalkstein) und durch die Größe statt. Barocke oder klassizistische Formen erinnern als Nachklang an eine vergangene Zeit. Die kunstvoll gearbeiteten Grabgitter, die zuvor um viele Grabstellen angelegt worden waren, wurden in der ersten Hälfte des Jahrhunderts langsam verdrängt durch konventionellere Pfosten-Ketten-Kombinationen. Beide Varianten verschwanden nach 1939 fast vollständig vom Invalidenfriedhof. Man baute sie zur Metallbeschaffung im Krieg ab oder sie fielen späterer Zerstörung beziehungsweise Diebstahl anheim.

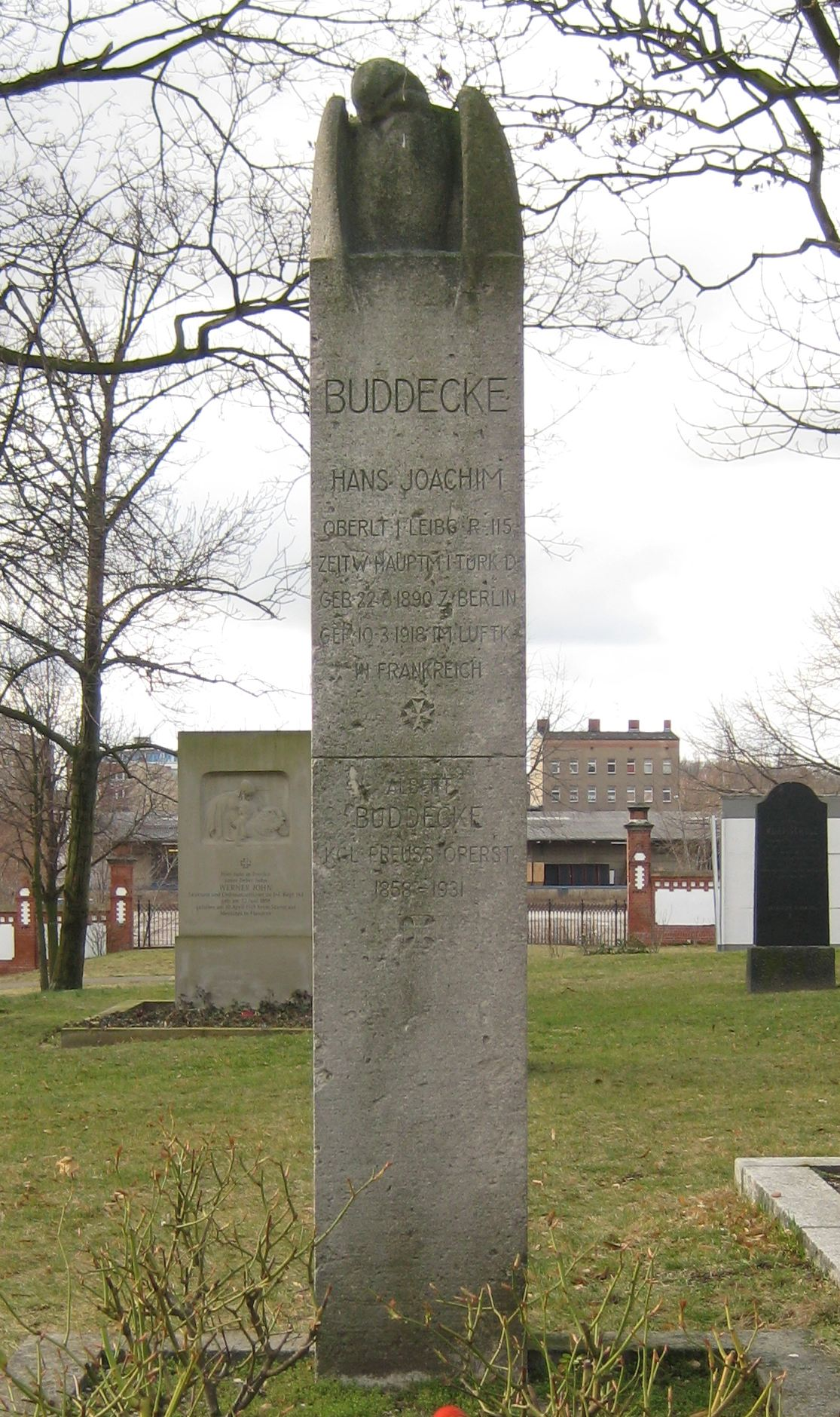
Grabsäule für Hans-Joachim Buddecke, 1918

Als später Vertreter der üppigeren Grabmalskunst des 19. Jahrhunderts kann das neuklassizistische Mausoleum der Familie Voigts-Rhetz angesehen werden. Es entstand Anfang des 20. Jahrhunderts in Feld A. Allerdings präsentiert sich das letzte erhaltene Mausoleum des Invalidenfriedhofs als insgesamt nüchterner Bau. In ihm steht ein dem Jugendstil zuzurechnender Marmorengel in kniender Haltung mit zum Gebet gefalteten Händen. Der Engel gehörte früher zum Grab des preußischen Generals und Kriegsministers Julius von Verdy du Vernois (1832–1910) in Feld F. Dieses Grab ist in den 1960er Jahren abgeräumt worden. Auch der Schmuck einiger weiterer Gräber aus dem frühen 20. Jahrhundert ist dem Jugendstil verpflichtet. Hinzuweisen ist hier beispielhaft auf einen weiteren Marmorengel, der in Feld C das mächtige Grabkreuz von Eduard Julius Ludwig Nolte (1859–1908) ziert, Generaldirektor der Neuen Gas-AG.
Das Grab des im Ersten Weltkrieg getöteten Jagdfliegers Hans-Joachim Buddecke in Feld B ist modernistisch gestaltet. Dies ist ungewöhnlich für den Invalidenfriedhof. Das expressionistisch beeinflusste Grabdenkmal entwarf der Jenaer Künstler und Kunstpädagoge Christoph Natter. Eine lange Stele läuft hier in einem stilisierten Greifvogel aus. Das versteht sich als Anspielung auf Buddeckes Ehrennamen „El Schahin“ („Der Jagdfalke“), der ihm in der Zeit seiner Stationierung in der Türkei 1915/1916 verliehen worden war.

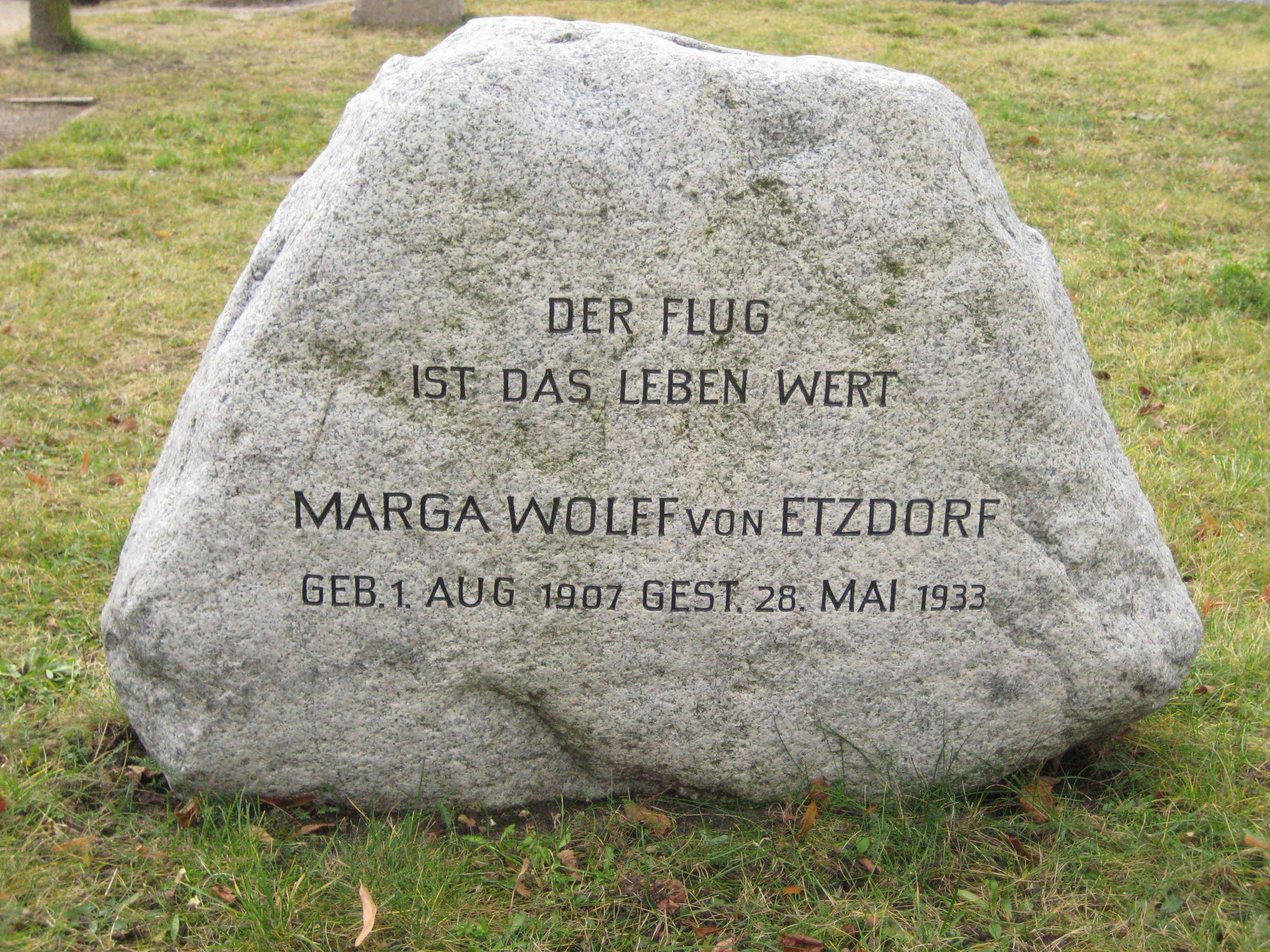
Findling auf dem Grab von Marga von Etzdorf, 1933

Wachsender Beliebtheit als Grabsteine erfreuten sich seit Beginn des 20. Jahrhunderts Findlinge. Sie zeigten außer Namen und Lebensdaten der Toten nur sehr zurückhaltend Beschriftungen oder gestalterische Merkmale. Auffallend ist hier der Gedenkstein für die Fliegerin Marga von Etzdorf (1907–1933), die im Mai 1933 in Syrien den Freitod wählte. Der Stein trägt eine von ihr selbst gewählte Inschrift: „Der Flug ist das Leben wert“.
Der Findling auf dem Grab des 1929 tödlich verunglückten Fliegers Joachim von Schröder (1885–1929) trägt an der Vorderseite die Inschrift: „Er starb den Fliegertod im Dienste seines Volkes“. Außerdem sind dort ein Eisernes Kreuz und das bekannte Kranichsignet der frühen Lufthansa eingelegt. Eine rechteckige Gedenktafel erinnert an Ludwig von Schröder, der 1933 neben seinem Sohn bestattet wurde. Bei den Metallverzierungen handelt sich um Kopien, die bei der Restaurierung des Grabsteins nach 2011 angebracht wurden. Auf die Rekonstruktion eines großen Bronzeadlers, der einst auf der Spitze des Findlings montiert war, wurde dabei allerdings verzichtet. Metallschmuck auf Gräbern des Invalidenfriedhofs wurde nach 1945 häufig entwendet oder verschwand auf andere Weise.
Ein weiterer mächtiger Findling auf dem Grab des Theologen Ernst Troeltsch (1865–1923) ging nach 1945 ganz verloren. Die Grabstelle in Feld B wird heute von einem Restitutionsstein markiert.

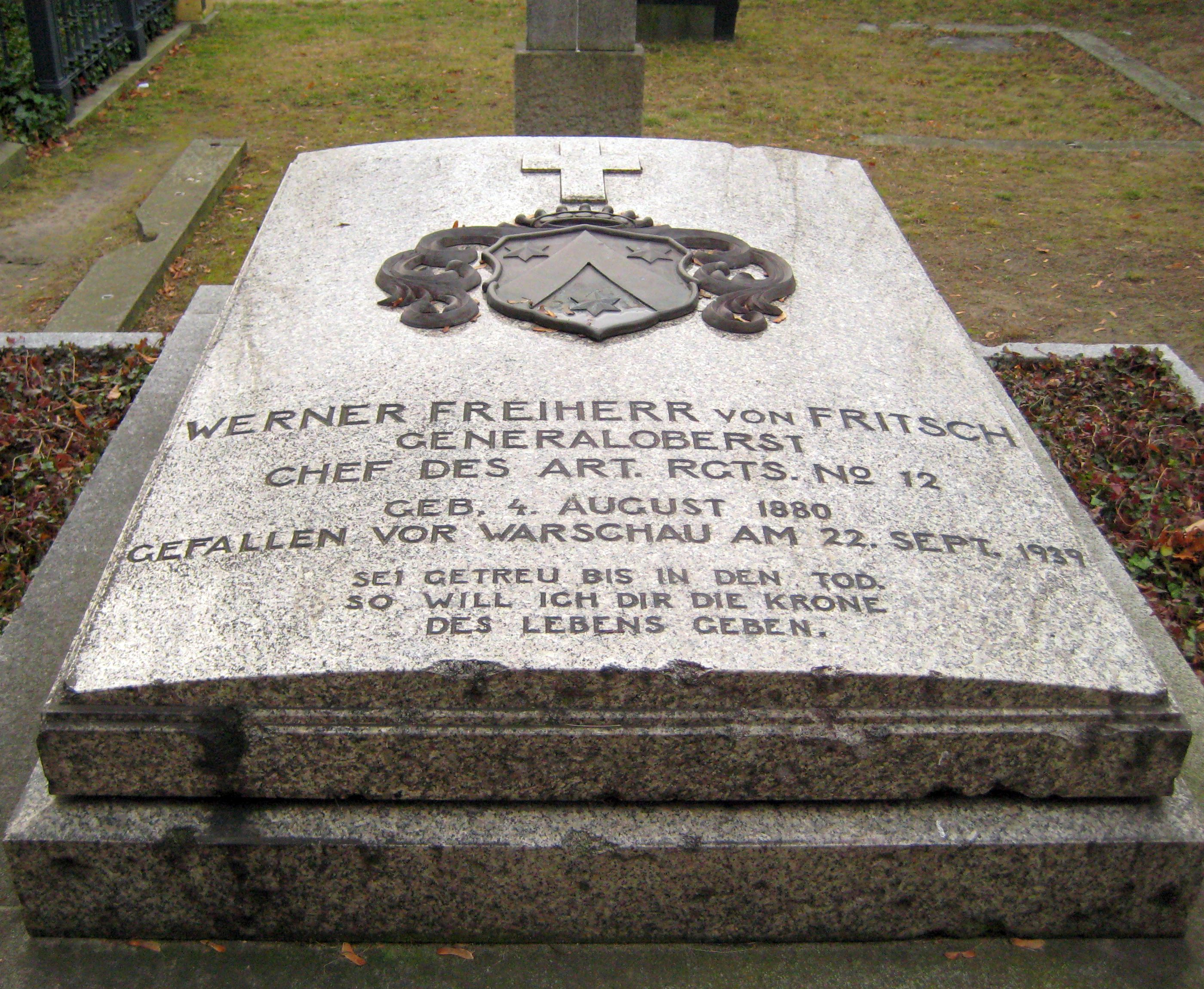
Scheinsarkophag auf dem Grab von Werner von Fritsch (1939)

Außer Findlingen wurden auch schwere Stein- oder Marmorplatten gewählt, die die Grabmale zum Teil scheinsarkophagartig abdeckten. Sie sieht man beispielsweise noch auf den Gräbern von Generalfeldmarschall Alfred von Schlieffen (1833–1913), Namensgeber des „Schlieffen-Plans“, von Werner von Fritsch, von Wolff von Stutterheim, von Lothar von Arnauld de la Perière und vom Luftfahrtpionier Carl August von Gablenz (1893–1942). Auch die Platte auf Gablenz’ Grab schmückt eine dezente Version des Kranichzeichens der von ihm mitbegründeten Lufthansa.
Das voluminöse Hochkenotaph Hans von Seeckts und das für die Zeit ungewöhnliche Postament aus Muschelkalkstein für Ludwig von Falkenhausen, beide auf 1936 angelegten Gräbern zu finden, stehen in der Nähe der Schinkel- und Stüler-Werke in Feld C. Beide Grabdenkmale stammen von den Bildhauern Hans Dammann und Heinrich Rochlitz. In ihnen manifestiert sich die Erwartung an den Betrachter, die Toten in der Tradition der hier geehrten preußischen Feldherren zu sehen.
Bei der im 20. Jahrhundert abnehmenden Verwendung solch repräsentativen Grabschmucks spielte auch materielle Not in der Folge zweier verlorener Weltkriege eine Rolle. In solchen Zeiten kam es auf Berliner Friedhöfen auch zur Zweitverwertung älterer Denkmale. Ein Beispiel ist das in Feld A gelegene Grab von Eleonore von Bibow (1923–1945), die in den letzten Kriegstagen einem alliierten Bombenangriff zum Opfer gefallen war. Der Bruder der Toten hatte die kleine Marmorstele mit Puttenköpfen an einem Familiengrab andernorts abgebaut und auf dem Invalidenfriedhof neu errichtet.
Die seit 1945 angelegten Grabstellen sind fast ausnahmslos unauffällig geschmückt. Aber auch Grabmale des frühen 20. Jahrhunderts, die noch größeren Aufwand verraten, sind zumeist vornehmlich aufgrund des durch sie dokumentierten zeit- und kulturgeschichtlichen Hintergrunds und der Biografie der Toten von Interesse, nicht als individuelle Kunstwerke.

#### Grabmal Julius von Gross

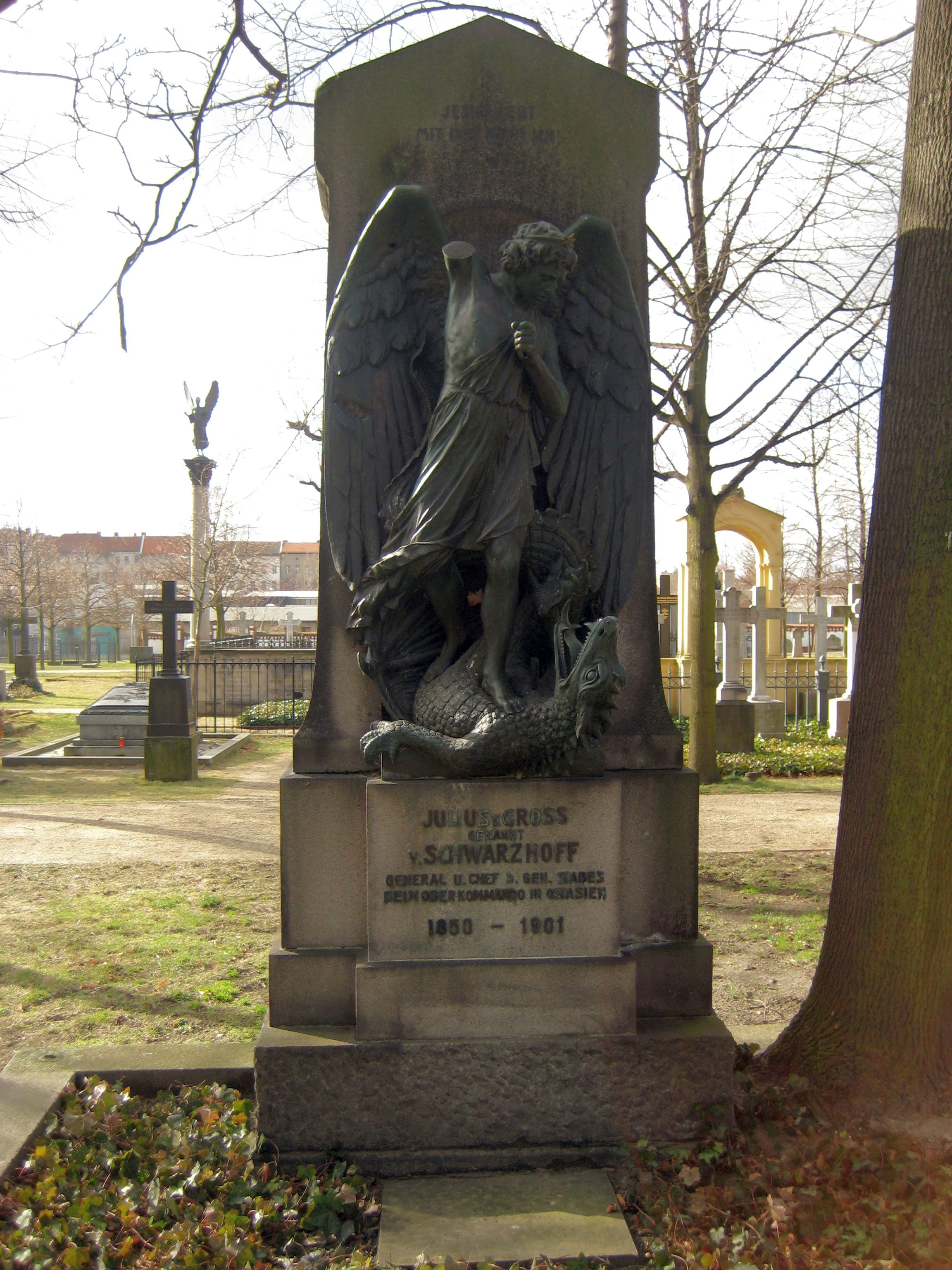
Grab von Julius von Groß genannt von Schwarzhoff

Ein bemerkenswertes Grabdenkmal aus dem frühen 20. Jahrhundert ist das des preußischen Generalmajors Julius von Groß genannt von Schwarzhoff (1850–1901) in Grabfeld D. Dieser hatte während des Boxeraufstands in China als Chef des Generalstabs beim Armee-Oberkommandanten in Ostasien Alfred von Waldersee gedient. Er starb am 17. April 1901 während eines Brands im kaiserlichen Winterpalast in Peking, dem Hauptquartier der deutschen Expeditionstruppen. Groß hatte versucht, Akten vor den Flammen zu retten.
Die den Eklektizismus des Jugendstils spiegelnde Stele aus grauem Granit enthält auf der Vorderseite in einer Rundbogennische eine Bronzeskulptur. Sie wurde vom Bildhauer Otto Feist in spätklassizistisch-naturalistischer Manier gestaltet und zeigt den Kampf des Erzengels Michael gegen den Drachen als Allegorie des Kampfes der westlichen Mächte gegen die Chinesen. Rechter Arm und Speer des Erzengels gingen durch Metalldiebstahl nach 1945 verloren. Die Rückseite des Denkmals nennt die „vereinsamte Mutter u. Schwester“ des Toten als Stifter. Der dort ebenfalls zu lesende biblische Spruch „Ich will Dich segnen und Du sollst ein Segen sein“ (1 Mose 12.2) wird umrankt von den Wappenfiguren jener elf Orte, die mit der Biografie des Toten in besonderer Verbindung standen, darunter ein Bär für Berlin und ein Drache für Peking.
Es sind keine Fotos überliefert, die das ursprüngliche Erscheinungsbild des Grabdenkmals dokumentieren. Daher wurde bei der 2002 durchgeführten Restaurierung darauf verzichtet, den verlorenen Arm des Erzengels und den Speer zu rekonstruieren.

#### Grabmal Max Hoffmann

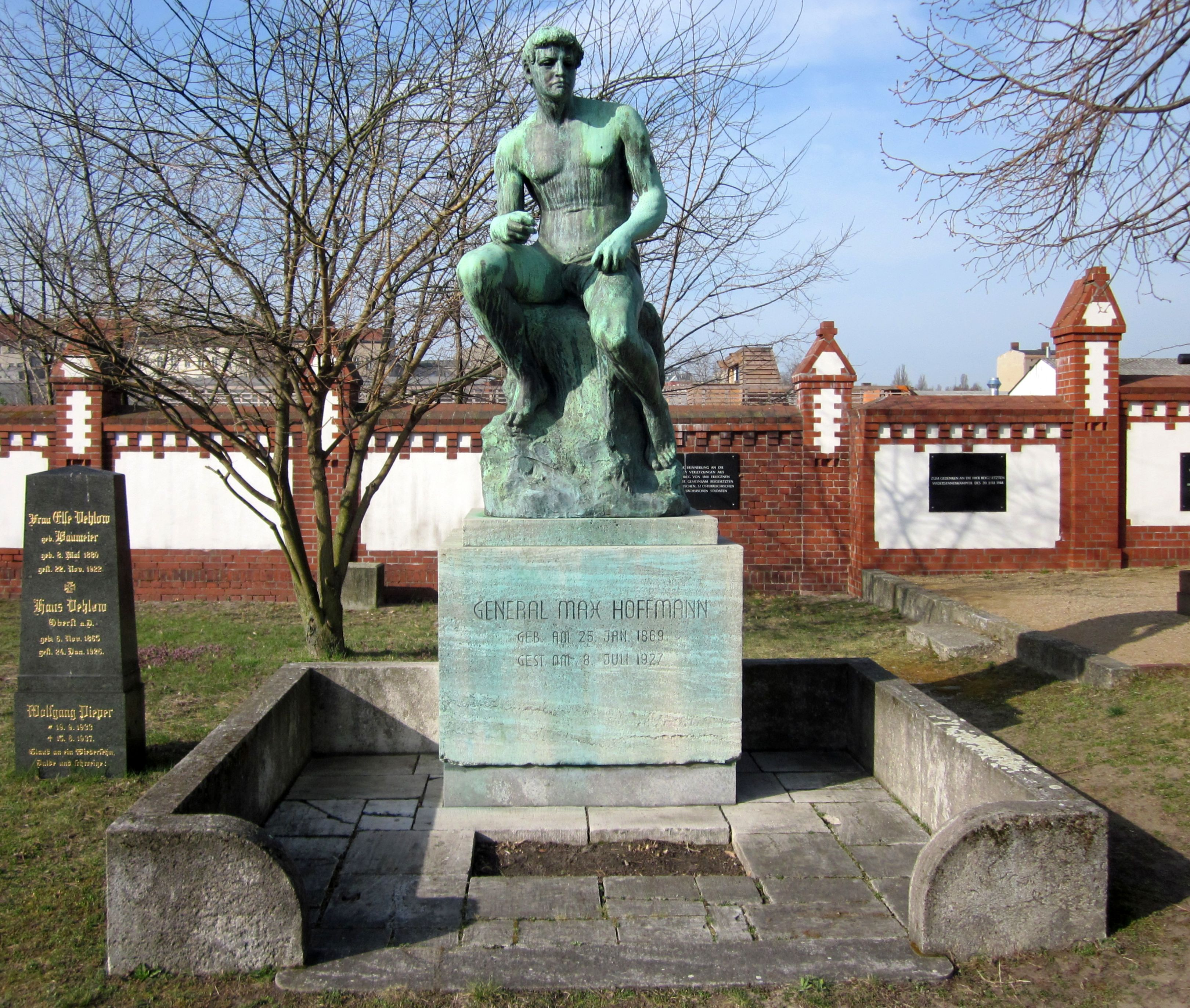
Grabmal Max Hoffmann mit Skulptur von Arnold Rechberg, 1906/1929

Das Grabmal von Generalmajor Max Hoffmann (1869–1927), Chef des Generalstabs Ober Ost im Ersten Weltkrieg und Leiter der deutschen Delegation bei den Waffenstillstandsverhandlungen von Brest-Litowsk, wurde von dessen Freund Arnold Rechberg entworfen. Es wird dominiert von einer auf einem gesockelten Kubus aufgesetzten monumentalen Skulptur, die einen auf einem Felsen sitzenden, fast nackten Jüngling zeigt. Rechberg hatte das von Auguste Rodin beeinflusste Werk 1906 als Gipsmodell unter dem Titel „Resignation Humaine“ beim Pariser Salon eingereicht. Der Bronzeabguss wurde 1929 auf dem Grabmal errichtet. Auf der Rückseite des Kubus sind Schlachtorte aus Hoffmanns militärischer Karriere (Tannenberg, Masurische Seen, Lyck und Augustow) sowie dessen Ehrenbürgerschaft in der Heimatgemeinde Homberg an der Efze genannt. Das Grabfeld wird umgeben von einer Brüstung aus Muschelkalkstein.
Für den Freund und sich hatte Rechberg eine Grabstelle auf dem Grabfeld E am westlichen Rand des Friedhofs erworben und mit der Friedhofsverwaltung einen Pachtvertrag bis zum Jahr 2100 abgeschlossen. Sein Antrag aus dem Jahr 1942, dort bestattet zu werden, wurde von den Nationalsozialisten wegen unliebsamer politischer Aktivitäten Rechbergs (er war zeitweilig im Konzentrationslager Dachau interniert) jedoch abgelehnt. Rechberg starb 1947 und wurde in Bad Hersfeld beigesetzt.
Vermutlich schon beim Bau der Berliner Mauer im Jahr 1961 war das Grabmal Hoffmanns ins Grabfeld C versetzt, gleichzeitig wohl eine Widmungsinschrift Rechbergs entfernt worden. Da der ursprüngliche Standort anhand verbliebener Fundamentreste identifiziert werden konnte, wurde das Grabmal nach der Restaurierung im Jahr 2002 zurück ins Grabfeld E versetzt.

#### Grabmal Hans von Seeckt

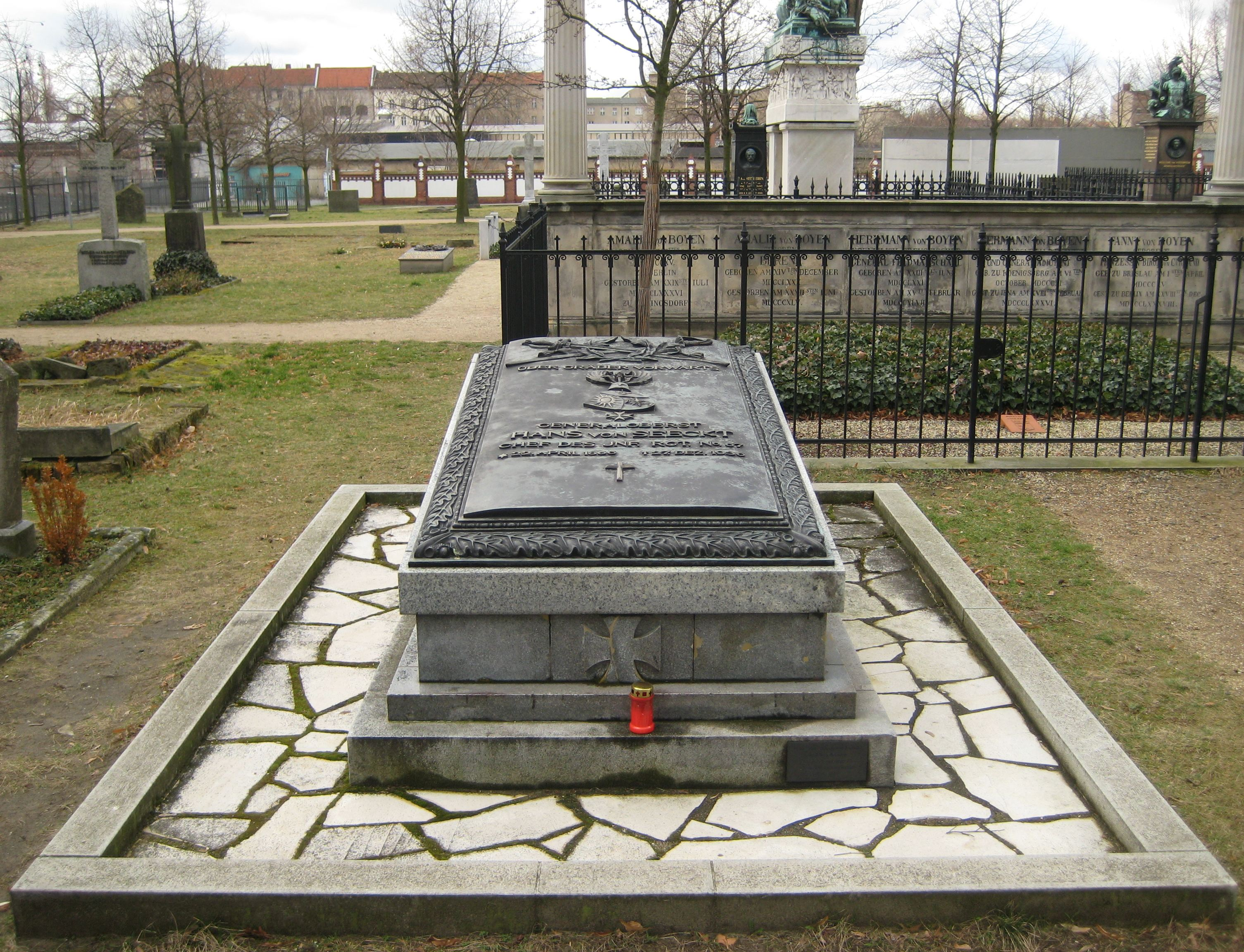
Der Hochsarkophag von Hans von Seeckt

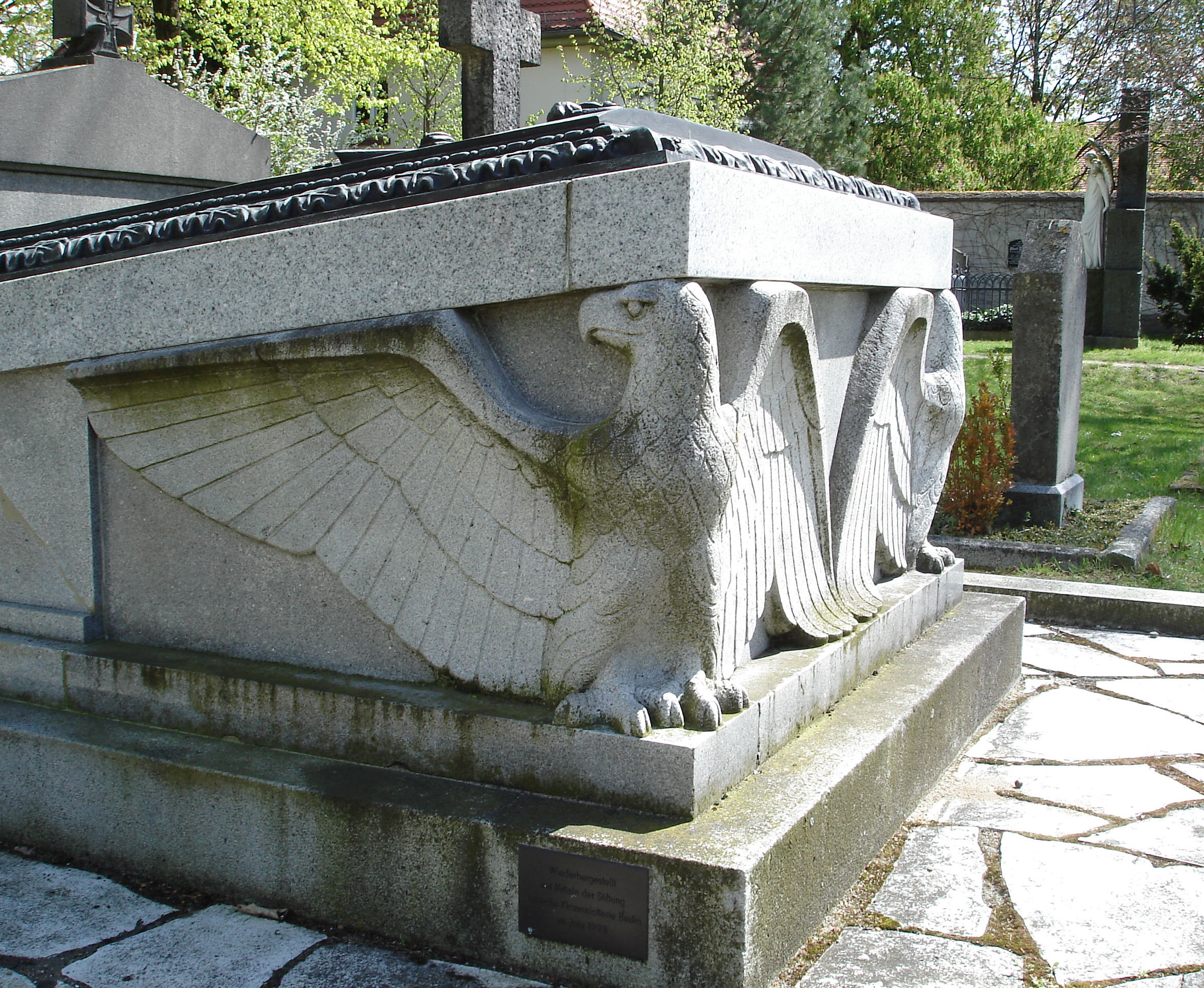
Stilisierter Adler an der Sarkophagecke

In Feld C befindet sich das repräsentative Grabmal von Generaloberst Hans von Seeckt (1866–1936), von 1920 bis 1926 Chef der Heeresleitung der Reichswehr und zuletzt Militärberater in China. Es zeigt den Bedeutungswandel zum „Nationalheiligtum“, den der Invalidenfriedhof in der ersten Hälfte des 20. Jahrhunderts erfuhr.
Die Bildhauer Hans Dammann und Heinrich Rochlitz gestalteten einen schräg aufragenden Hochsarkophag aus poliertem Granit mit mächtiger bronzener Deckplatte. Auf ihr finden sich erhaben ausgearbeitet das Seecktsche Familienwappen, Ehrenzeichen und die martialische Inschrift „Über Gräber vorwärts“. Beim Schmuckbeiwerk des Grabmals griffen die Künstler auf nationale Insignien wie Eisernes Kreuz, Eichenlaubfries und Adler zurück. Die Flügel der an den hinteren Ecken des Sarkophags positionierten Greifvögel sind so geschwungen, dass sie die Deckplatte abzustützen scheinen. Ihre Gestaltung ist beeinflusst von der stilisierten Emblemkunst der Weimarer Republik. Gleichzeitig erinnern sie an altägyptische Todessymbole.
Das Grabdenkmal wurde 1997 aufwendig rekonstruiert. Der Granitsarkophag war nur noch teilweise erhalten, die Deckplatte fehlte. Die Wiederherstellung erfolgte auf der Basis von Fragmenten des Sarkophagkörpers und von Fotografien der Deckplatte. Die Arbeiten wurden zum Teil von überlebenden Angehörigen des 67. Infanterie-Regiments finanziert, das Seeckt einst kommandiert hatte.

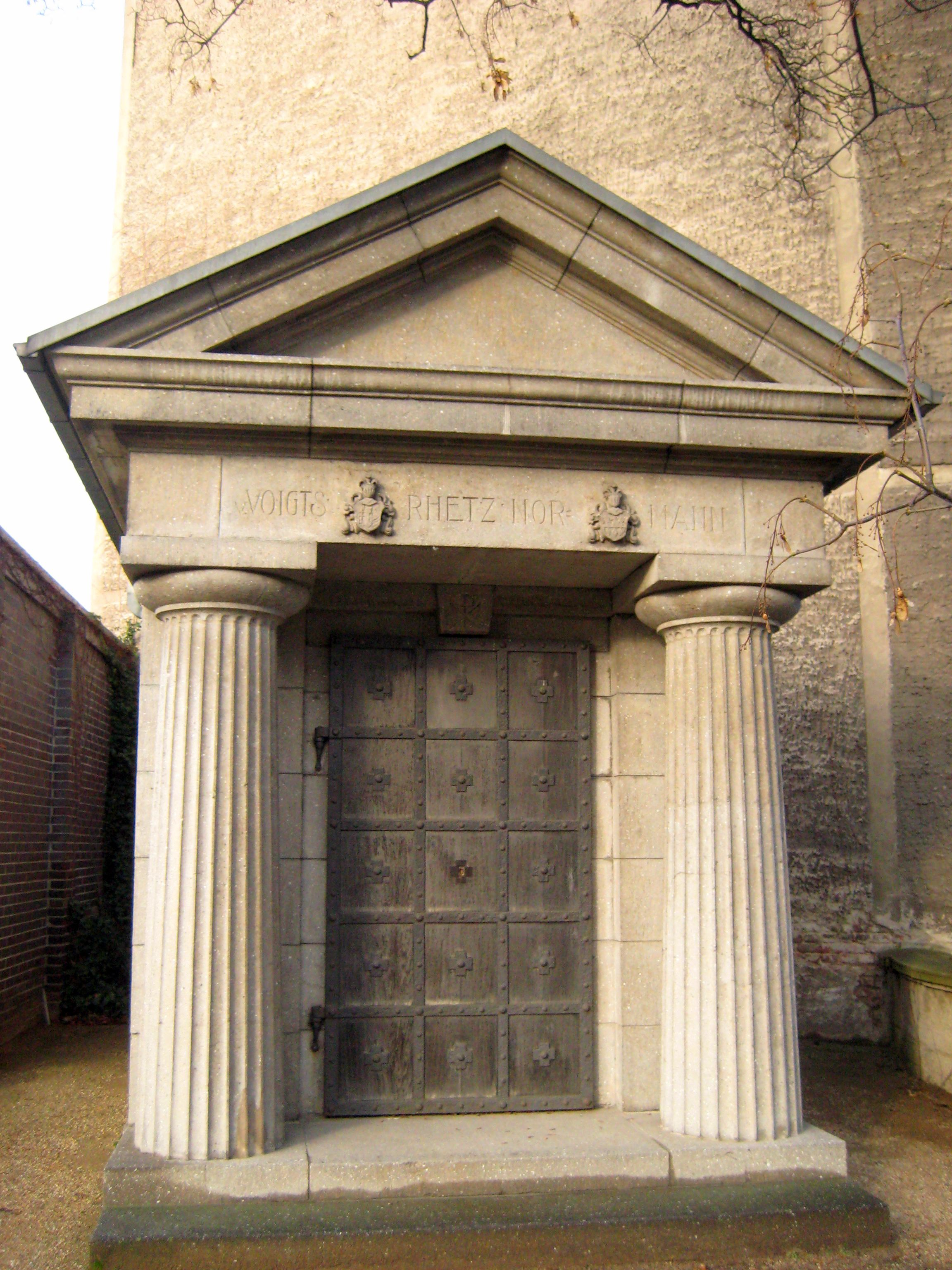
Mausoleum der Familie von Voigts-Rhetz (um 1902)
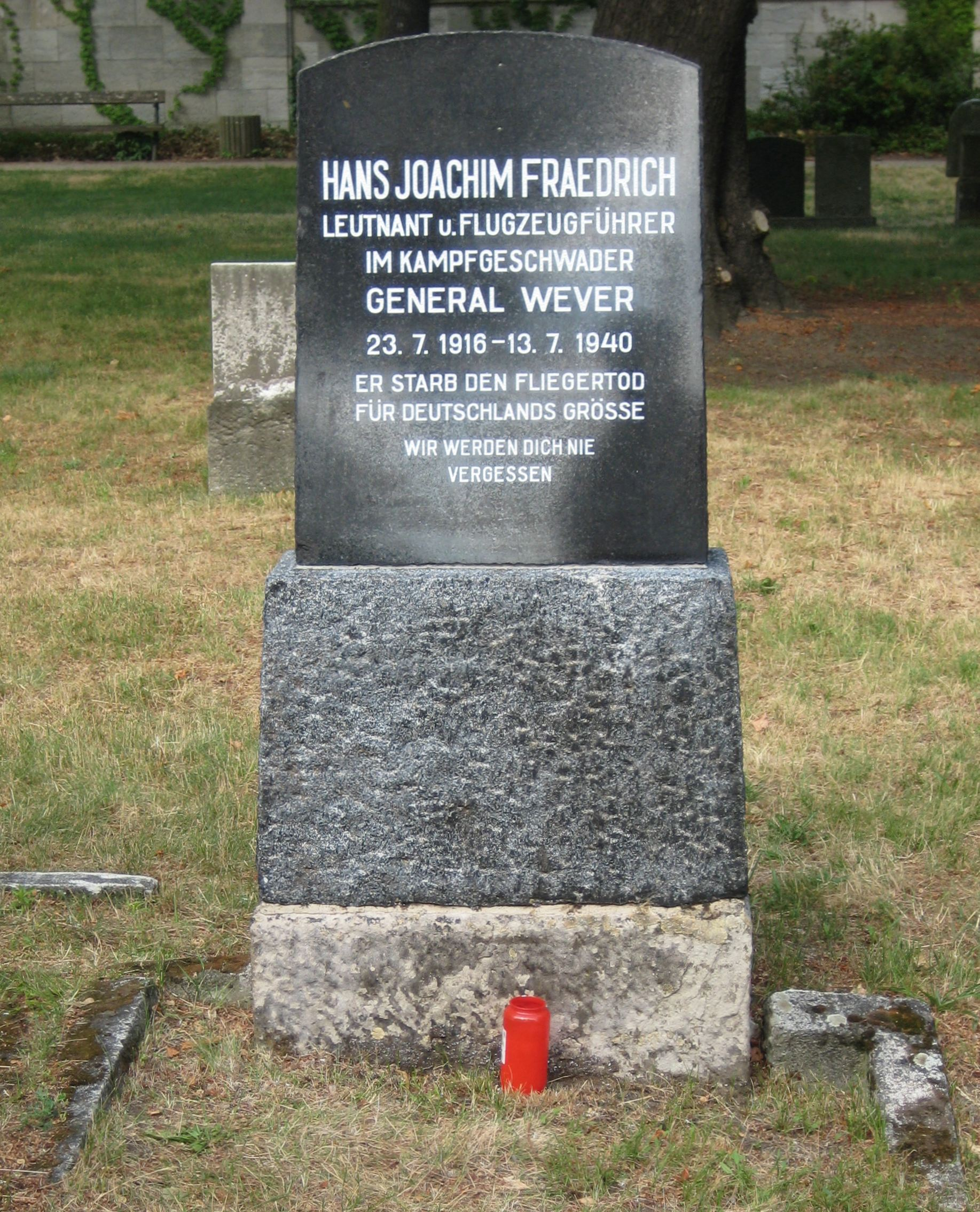
Grabmal Hans Joachim Fraedrich (1940)
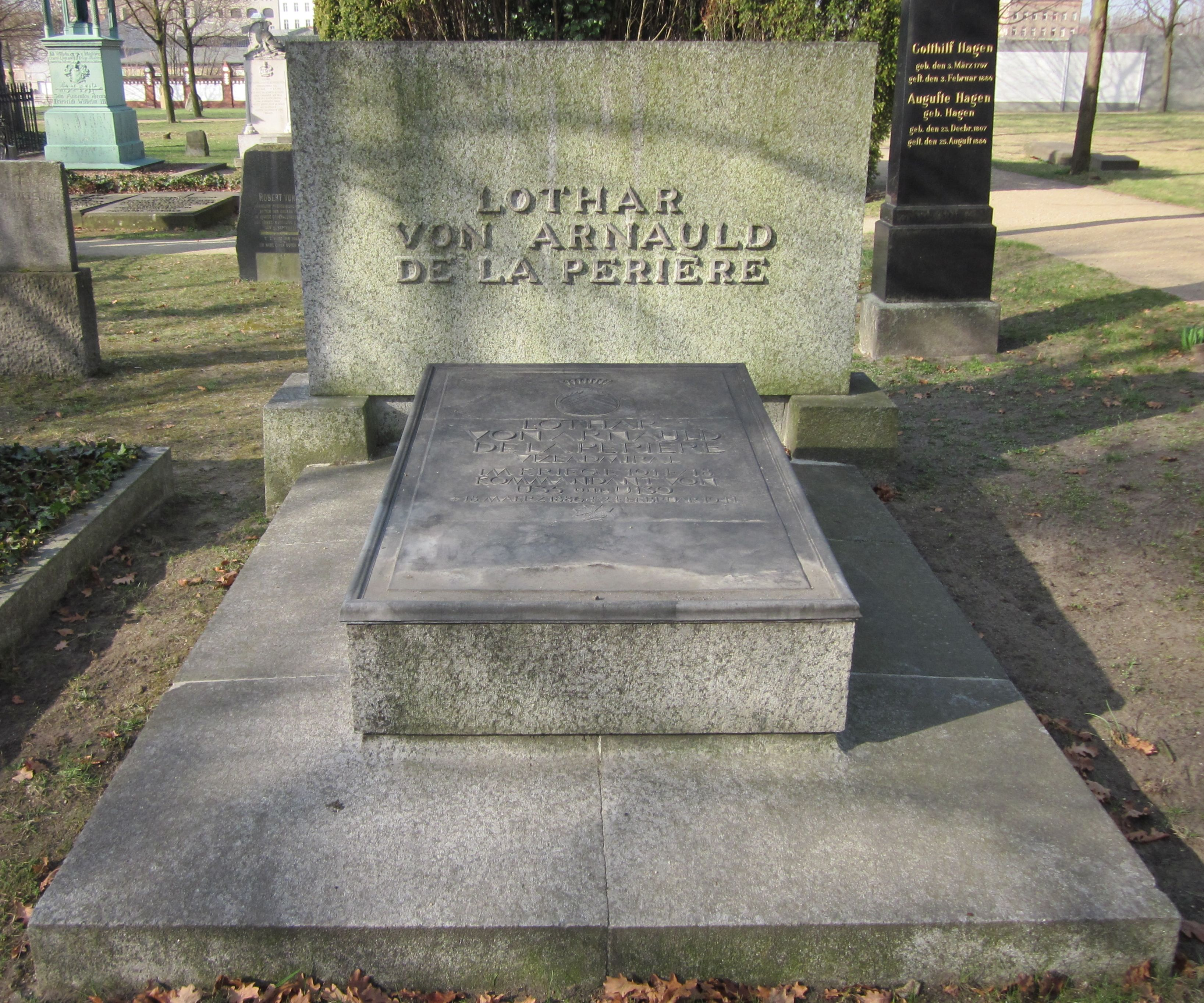
Grabmal Lothar von Arnauld de la Perière (1941)
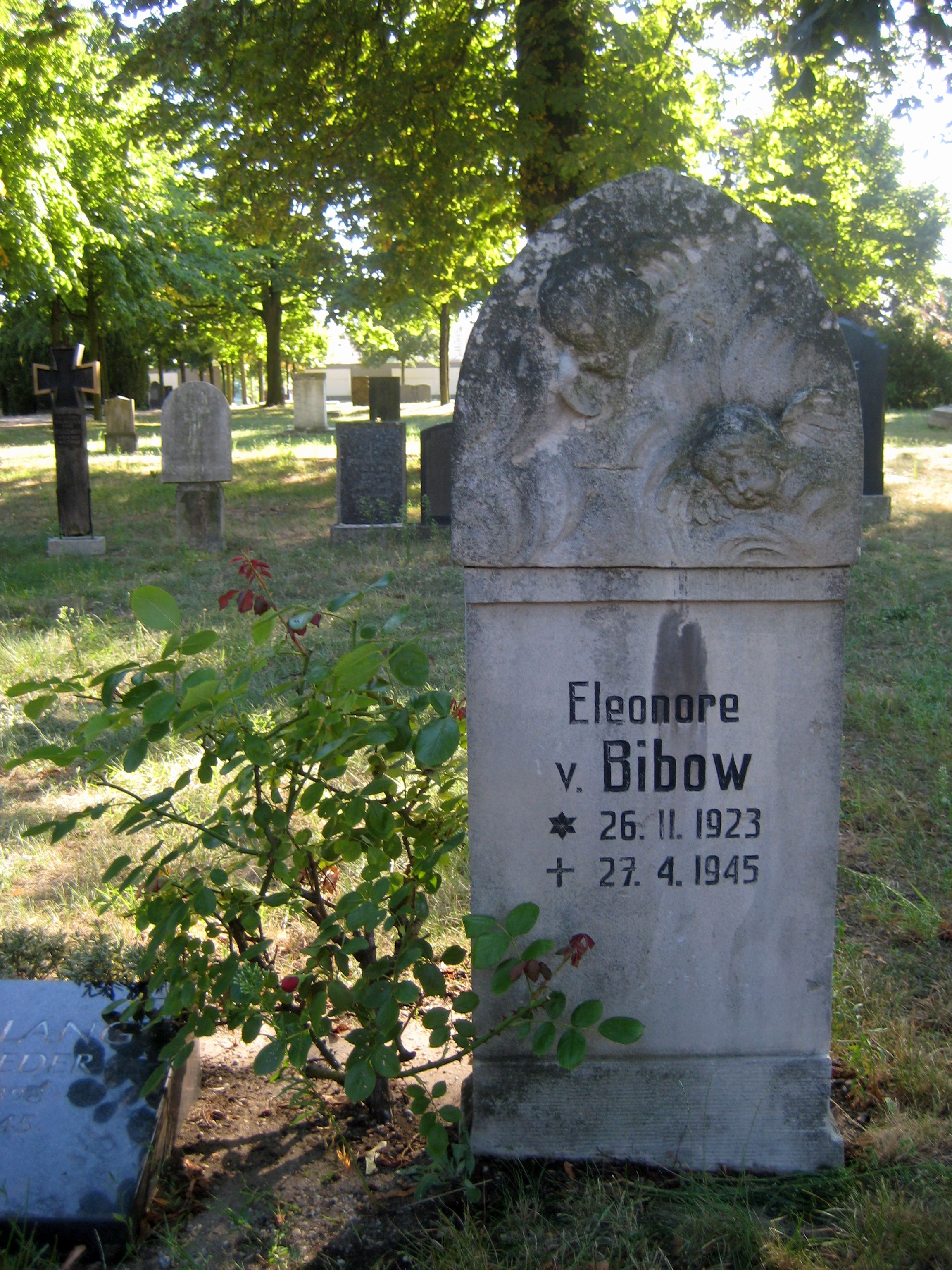
Grabsäule Eleonore von Bibow (1945)

## Der Friedhof zwischen 1945 und 1990

### Entwicklungen bis 1961

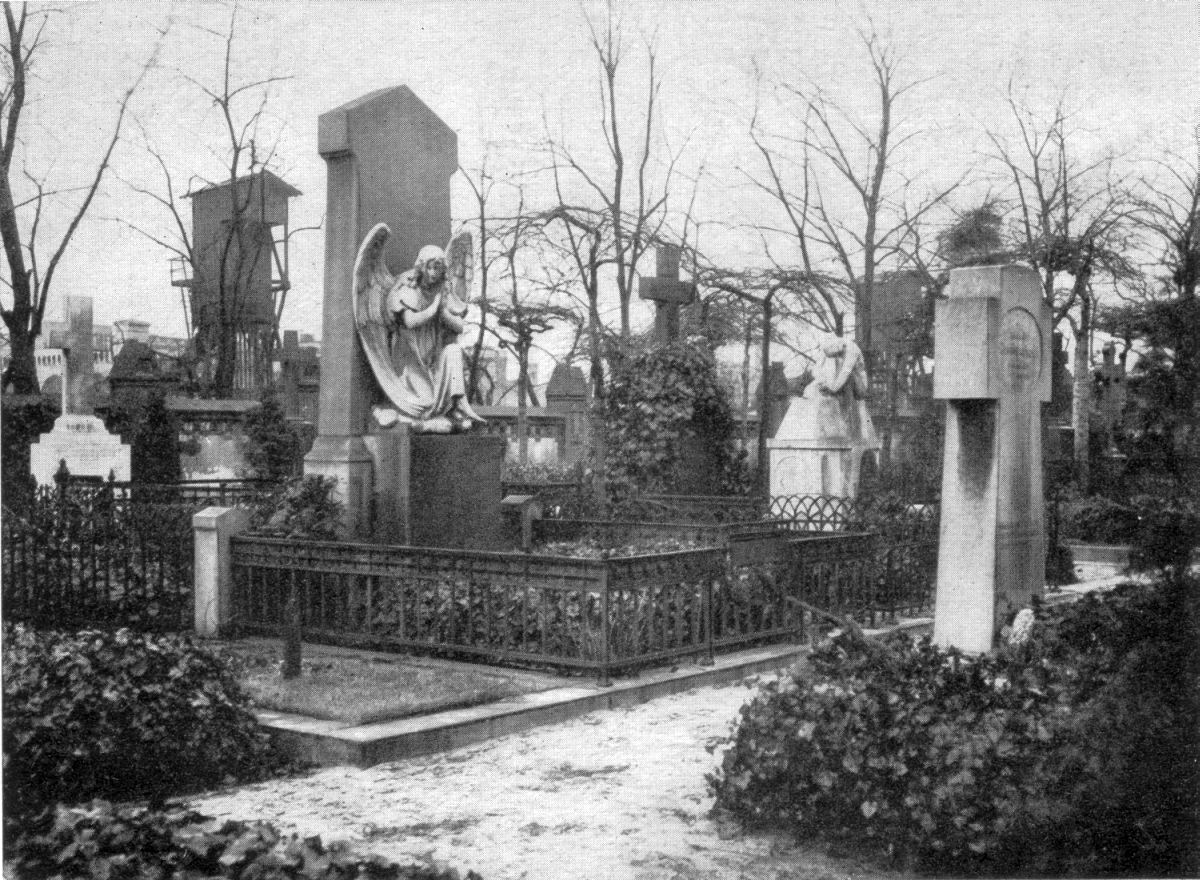
Das geräumte Grabfeld F im Jahr 1925

Als Eigentum der aufgelösten Stiftung wurde der Invalidenfriedhof nach Kriegsende zunächst der Groß-Berliner Grundstücksverwaltung AG unterstellt. Diese bezahlte Angestellte sowie die Bewirtschaftung des Geländes und nahm Gebühren für weiterhin stattfindende Bestattungen ein. Es sind keine Bemühungen nachweisbar, Kriegsschäden systematisch zu beseitigen. Das Holzkreuz auf dem Grab von Reinhard Heydrich wurde entfernt; es ist nicht belegt, dass bzw. ob dies auf amtliches oder alliiertes Geheiß hin geschah. Ein Alliierter Kontrollratsbeschluss vom 17. Mai 1946, der die Entfernung aller „militaristischen und nationalsozialistischen Denkmäler“ auch von Friedhöfen verlangte, hatte offenbar keine großen Konsequenzen für den Invalidenfriedhof. So blieben beispielsweise die Grabmale von Hans Maikowski und Fritz Todt noch bis in die 1950er-Jahre erhalten.
1950 ging der Invalidenfriedhof in die Verwaltung des Bezirksamts von Berlin-Mitte über. Der Berliner Magistrat beschloss, ab 1. Mai 1951 keine weiteren Bestattungen mehr zuzulassen. Dieser Beschluss erfolgte wohl wegen des vermeintlich militaristischen Charakters des Friedhofs und weil dieser immer weniger genutzt wurde. Ein weiterer Grund könnte der zunehmend schlechte Zustand der Anlage gewesen sein, für deren Unterhaltung das Bezirksamt nicht aufkommen wollte. Aufgrund einer Eingabe des angesehenen Gynäkologen Walter Stoeckel, der neben seiner 1946 verstorbenen Frau auf dem Invalidenfriedhof beigesetzt werden wollte, wurde der Beschluss 1952 modifiziert. In Einzelfällen durften Ehepartner in den folgenden Jahren weiterhin in bereits existierenden Familiengräbern bestattet werden. Stoeckels eigene Beisetzung im Februar 1961 ist eine der letzten, die für den Invalidenfriedhof nachgewiesen werden kann. Auch nach dem Mauerbau (August 1961) kam es noch zu einzelnen Beisetzungen. Unter den erhaltenen Gräbern finden sich drei, die nach dem Mauerbau angelegt wurden. Alice Wallis (1895–1968) wurde im Familiengrab im Grabfeld D beigesetzt, wo auch eine Gedenktafel an ihren von den Nationalsozialisten hingerichteten Bruder Fritz von der Lancken (1890–1944) erinnert. Johanna Jenny von Jagow-Laberwisch (1890–1972) wurde im Grabfeld C bestattet. Im Dezember 1989 durfte Gotthard von Wallenberg Pachaly neben seiner bereits 1949 gestorbenen Ehefrau Sigrid im Grabfeld B beigesetzt werden.
Beschädigte Grabstellen oder solche mit abgelaufener Liegefrist (vor 1926 bei Erwachsenen und vor 1936 bei Kindern unter 12 Jahren) wurden ab 1951 abgeräumt und an ihrer Stelle Rasenflächen angelegt. Gleichzeitig gab es interne Debatten zwischen Repräsentanten der Friedhofsverwaltung, dem Instituts für Denkmalpflege, der SED-Parteistellen und des Museums für Deutsche Geschichte, welche Gräber aufgrund der historischen Bedeutung der dort Bestatteten erhalten und gepflegt werden sollten. Weil keine endgültigen Beschlüsse diesbezüglich gefasst wurden (Einigkeit herrschte nur beim Wunsch zur Erhaltung des Grabmals Scharnhorst), erfolgte die Pflege solcher Grabstätten in den folgenden Jahren ungeregelt und auf Eigeninitiative von Friedhofsverwaltung und Privatpersonen.

### Zerstörungen infolge des Mauerbaus

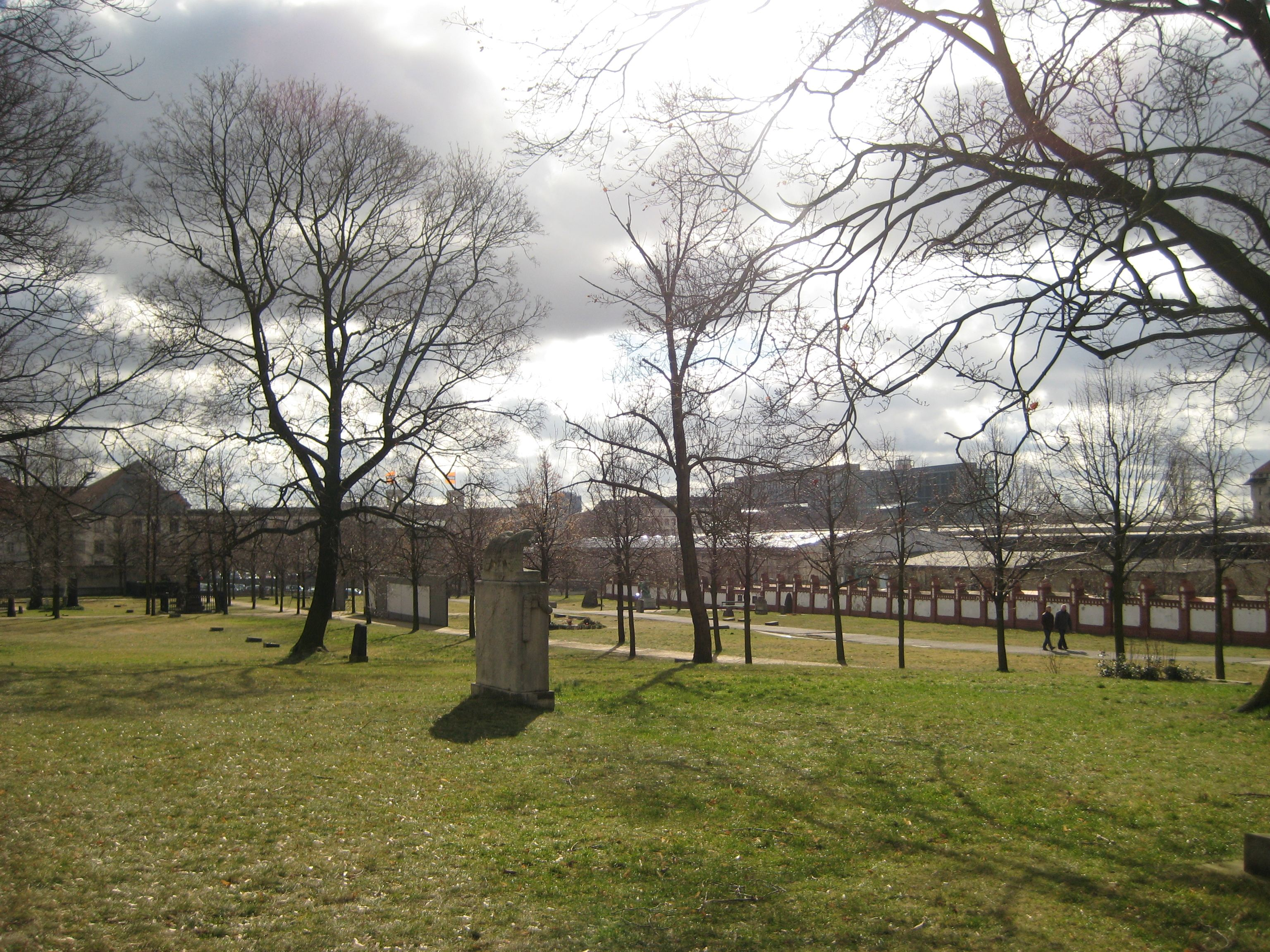
Der weitgehend eingeebnete südwestliche Teil des Friedhofs (Grabfelder B, F und E); im Hintergrund der Berliner Hauptbahnhof

Die eigentliche Zerstörung des Invalidenfriedhofs begann mit dem Bau der Berliner Mauer durch die DDR 1961. Am Westufer des Berlin-Spandauer Schifffahrtskanals verlief die Grenze zwischen Ost- und West-Berlin. Ab November 1961 galten daher Einschränkungen für das Betreten des Friedhofs; Besucher mussten bei der Friedhofsverwaltung Berechtigungsmarken beantragen.
Je weiter die Grenzanlagen ausgebaut wurden, desto mehr nahmen die Zerstörungen auf dem Invalidenfriedhof zu. Als vordere Grenzmauer diente hier die aus Ziegelmauerwerk bestehende alte Friedhofsmauer aus dem Jahr 1902, auf die ein Zaun aufgesetzt wurde. Die Lücke in der Mitte der Mauer wurde beseitigt, die dort stehende „Königslinde“ (benannt nach König Friedrich II., der bei Invalidenhausbesuchen an der betreffenden Stelle gerastet haben soll), wurde gefällt. Im davor gelegenen Bereich bewachten Boote den zu Ost-Berlin gehörenden Schifffahrtskanal. Auf den Grabfeldern E, F und G wurde ein Todesstreifen mit Wachtürmen, Kontrollstreifen, Lichttrasse und einer Laufanlage für Wachhunde sowie einer Betontrasse („Kolonnenweg“) angelegt. Störende Grabsteine auf dem Grenzstreifen wurden abgeräumt und zunächst auf anderen Teilen des Friedhofs abgelegt, später ganz beseitigt. Zu den wenigen sachgemäß versetzten Grabmalen gehörte das von Max Hoffmann (1869–1927), das von Grabfeld E in Grabfeld C verlegt wurde. Der Grenzstreifen wurde vom restlichen Friedhof durch eine erst aus Stacheldrahtzaun, ab 1975 aus Betonplatten bestehende „Hinterlandsicherung“ abgetrennt.

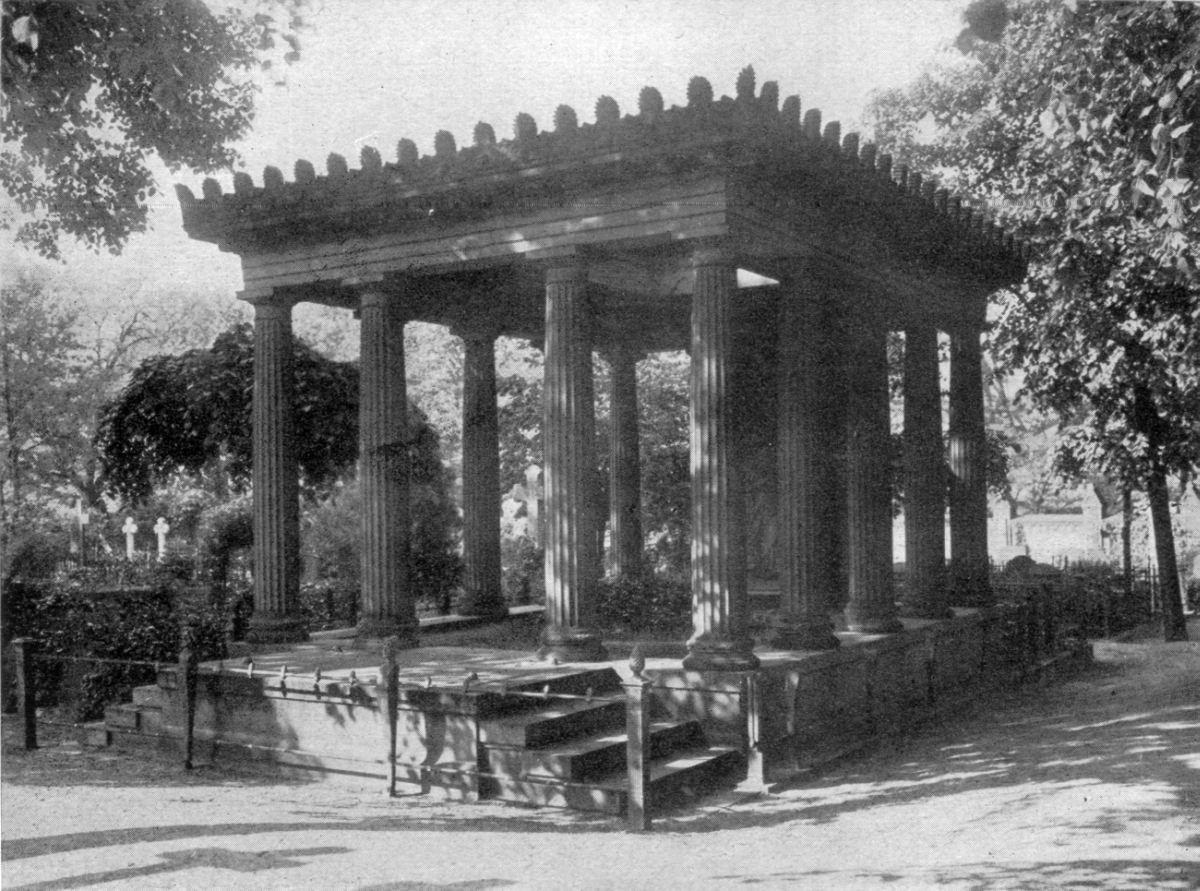
Das in den 1970er Jahren zerstörte Rabitz-Mausoleum, 1925

1967 war etwa ein Drittel des Friedhofs eingeebnet, darunter auch Grabmale, die hinter der eigentlichen Sperrzone lagen. Wertvolle Grabgitter wurden abgebaut und anderorts wieder verwendet. Sporadische Einwände des Denkmalschutzes konnten sich gegen die Forderungen der Grenzsicherungstruppen nach Übersichtlichkeit des Geländes und nach Schussfreiheit nicht durchsetzen. 1971 entstand im nördlich der Grabfelder A und B gelegenen Grabfeld I auf Beschluss des Ministerrats der DDR eine Garage mit 40 Stellplätzen und eine Waschhalle. Das Grabfeld wurde komplett eingeebnet; es gehört heute nicht mehr zum Friedhofsgelände. In den Jahren 1972–1975 wurden weitere Grabstellen niedergelegt oder anonym verlagert. Zerstört wurde so auch das von den Architekten Hermann Ende und Wilhelm Böckmann errichtete spätklassizistische Mausoleum des Baumeisters Carl Rabitz in Feld E. Auch das benachbarte Grab von Manfred von Richthofen wurde beseitigt, dessen sterbliche Überreste auf Antrag seiner Familie nach Wiesbaden umgebettet. Die verbliebene Vegetation im Grenzstreifen wurde entfernt.
Journalisten der Frankfurter Allgemeinen Zeitung, die den Invalidenfriedhof 1978 besuchten, machten folgende Beobachtungen:

„Der Friedhof wirkt vernachlässigt, dürres Gras überwuchert Grabplatten, nur einige Gräber sind noch erhalten, ganz wenige werden gepflegt. Mehr Sorgfalt als den Gräbern hat man den ‚Grenzsicherungsanlagen‘ gewidmet. Quer durch den jetzt noch vorhandenen Teil des Friedhofs zieht sich eine Linie hin, an der Tafeln verkünden: ‚Grenzgebiet / Betreten und Befahren verboten!‘ Hinter dieser Linie – für uns unerreichbar, wenn wir uns nicht Ärger einhandeln wollen – eine Reihe beachtlicher Grabdenkmäler. Dahinter eine Plattenmauer. Vor der Mauer eine sogenannte Hundelaufanlage. […] Einen Steinwurf von uns entfernt, aber unerreichbar im Sperrgebiet gelegen, Scharnhorsts mächtiges Grabmal, umfriedet mit einem Metallzaun. […] Von der Grabanlage des Feldmarschalls Hermann von Boyen (1771–1848) ist nur noch eine Rückmauer erhalten. Das große Eisengußdenkmal, das Schinkel dem Vertrauten Friedrich Wilhelms III., dem Generalleutnant Job von Witzleben (1783–1837), schuf, rostet vor sich hin.“

Nur die Gräber von Repräsentanten der Freiheitskriege wie Scharnhorst, in dessen Nachfolge sich die Nationale Volksarmee der DDR sah, und Friesen verhinderten vermutlich die völlige Zerstörung des Invalidenfriedhofs. So erklärt sich auch der Widerstand des Ost-Berliner Denkmalschutzes gegen den seit den 1960er Jahren mehrfach vorgebrachten Vorschlag, das Scharnhorst-Grabmal vom Invalidenfriedhof auf einen öffentlichen Platz zu verlegen. Nach dem Erlass eines neuen Denkmalpflegegesetzes 1975 und dem Einsturz des Witzleben-Denkmals im Jahr 1984 gab es zwar erneute Bemühungen, verbliebene Grabstätten zu schützen; erstmals wurden so die entstandenen Schäden fotografisch dokumentiert. Dennoch verhinderte der Widerstand der Grenzsicherungstruppen bis 1989, dass umfassende Maßnahmen zum Schutz des Bestands ergriffen wurden.
Von den 3000 Grabstellen, die 1961 noch existierten, waren 1989 noch etwa 230 übrig.

### Tote am Grenzabschnitt Invalidenfriedhof

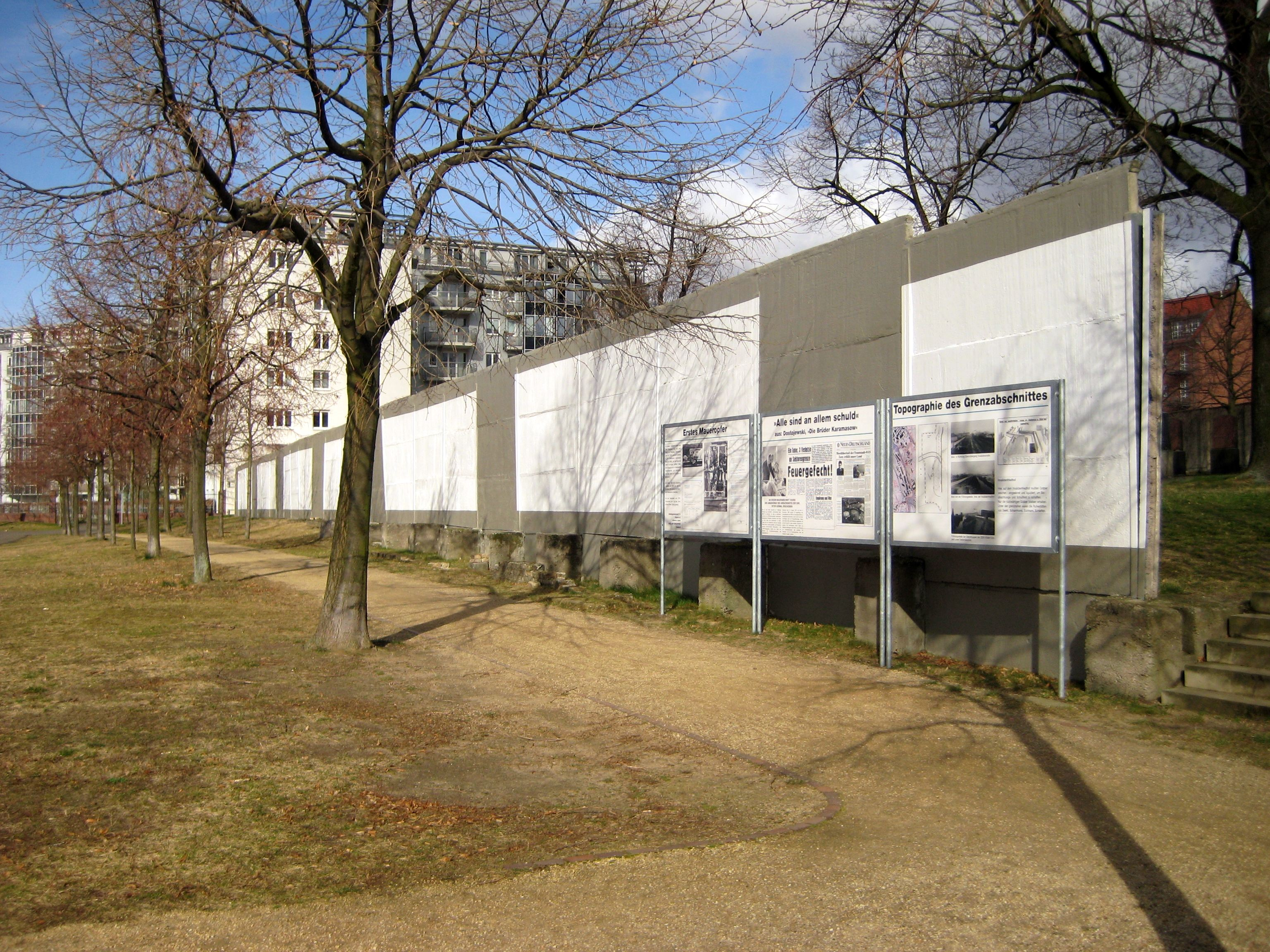
Reste der Berliner Mauer („Hinterlandmauer“) zwischen den Grabfeldern G und H, mit Schautafeln

In den Jahren der Teilung Berlins gab es mehrere schwere Zwischenfälle am Grenzabschnitt Invalidenfriedhof, wo der Berlin-Spandauer Schifffahrtskanal in voller Breite zu Ost-Berlin gehörte. Mindestens fünf Menschen starben – drei West-Berliner, ein DDR-Flüchtling und ein DDR-Grenzposten:
Wolfgang Röhling
Wenige Tage nach dem Aufstand vom 17. Juni 1953 beendete ein unbekannter Volkspolizist einen Streit mit West-Berliner Jugendlichen um das Baden im Kanal, indem er über den Kanal hinweg den fünfzehnjährigen Wolfgang Röhling mit einem gezielten Kopfschuss tötete.
Peter Göring
Zum bis dahin dramatischsten Grenzzwischenfall nach Errichtung der Berliner Mauer kam es am 23. Mai 1962. DDR-Grenzsoldaten schossen auf den im Kanal schwimmenden 14-jährigen Schüler Wilfried Tews, der in den Westen fliehen wollte. Als West-Berliner Polizisten das Feuer erwiderten, traf ein Querschläger tödlich den Gefreiten der Grenztruppen Peter Göring. Tews konnte von West-Berliner Polizisten gerettet werden, trug aber bleibende Schäden davon. Die DDR feierte Göring als Märtyrer; Straßen, Schulen und Kasernen wurden nach ihm benannt.
Walter Heike
Am 22. Juni 1964 erschoss ein Grenzsoldat der DDR auf dem Invalidenfriedhof den 29-jährigen Flüchtling Walter Heike, der sich trotz Warnschüssen eines Mitarbeiters der Staatssicherheit nach Überquerung des Friedhofs an der Mauer zum Kanal hochzog. Heike starb an einem Bauchdurchschuss.
Paul Stretz
Am 29. April 1966 erschossen DDR-Grenzsoldaten den West-Berliner Paul Stretz. Der 31-jährige Mitarbeiter einer Spedition, die auf westlicher Seite am Berlin-Spandauer Schifffahrtskanal lag, feierte nachmittags mit Kollegen den Zahltag. Bei sonnigem Wetter wollte er sich im Kanalwasser erfrischen. Die Warnung eines West-Berliner Zollbeamten, der Kanal gehöre zu Ost-Berlin, kam zu spät. Der im Wasser des Kanals badende Stretz wurde vom Wachturm auf dem Invalidenfriedhof aus tödlich getroffen.
Heinz Schmidt
Am 29. August 1966 erschossen DDR-Grenzsoldaten den im Kanal schwimmenden West-Berliner Heinz Schmidt. Er war vom Nordhafen aus in den Berlin-Spandauer Schifffahrtskanal geschwommen. Nachdem er wegen auf ihn abgegebener Schüsse der DDR-Grenzsoldaten am östlichen Ufer in Deckung gegangen war, stieg er wieder ins Wasser, um zum Nordhafen zurückzuschwimmen. Dabei trafen ihn auf Höhe des Invalidenfriedhofs mehrere Schüsse der Grenzsoldaten, die dabei Zurufe von West-Berliner Seite, Schmidt sei betrunken, ignorierten. Schmidt konnte auf der westlichen Seite geborgen werden, wo kurz darauf sein Tod festgestellt wurde.

## Erhaltung und Rekonstruktion seit 1990

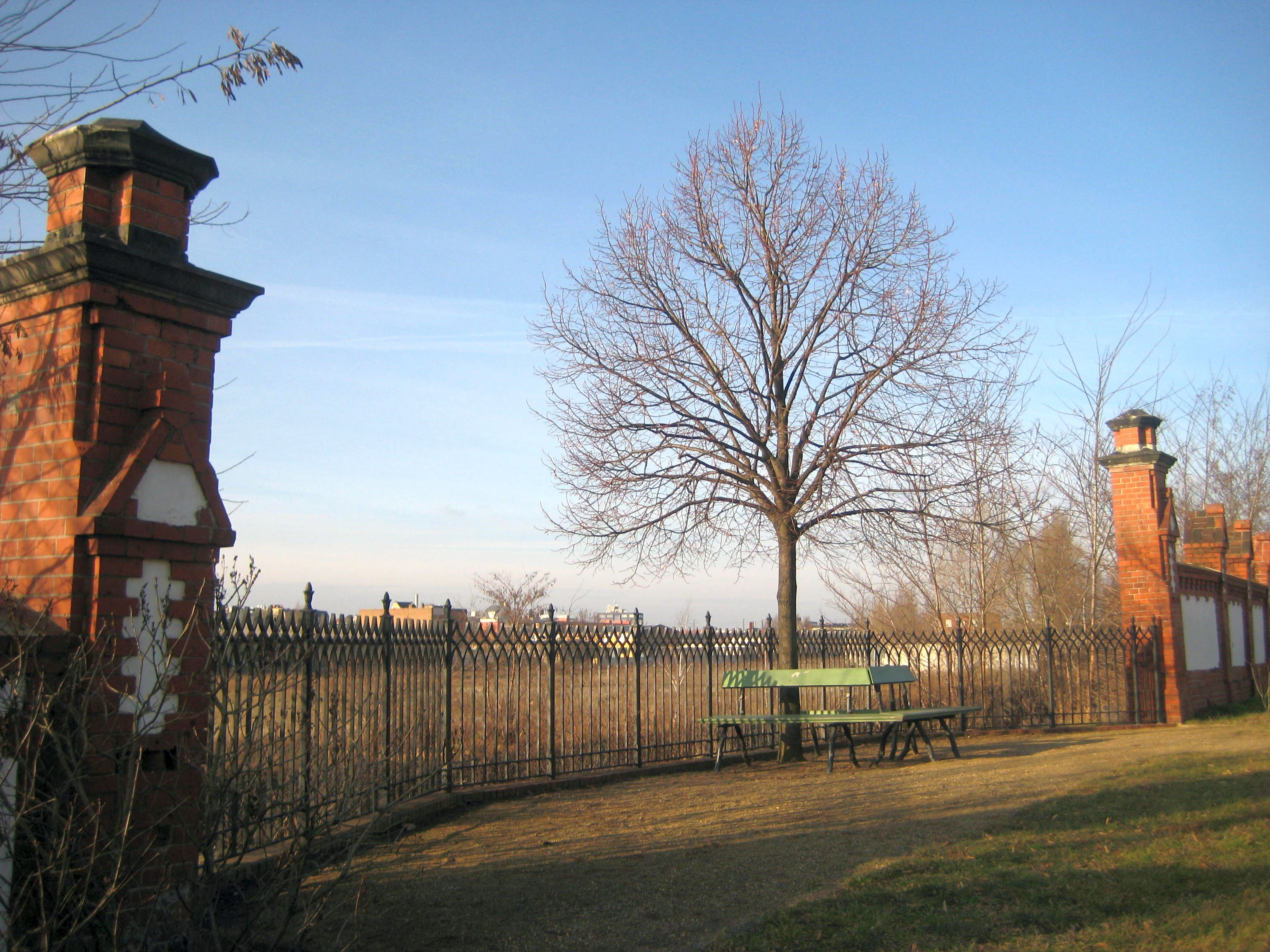
Die rekonstruierte Friedhofsmauer mit neu angepflanzter „Königslinde“

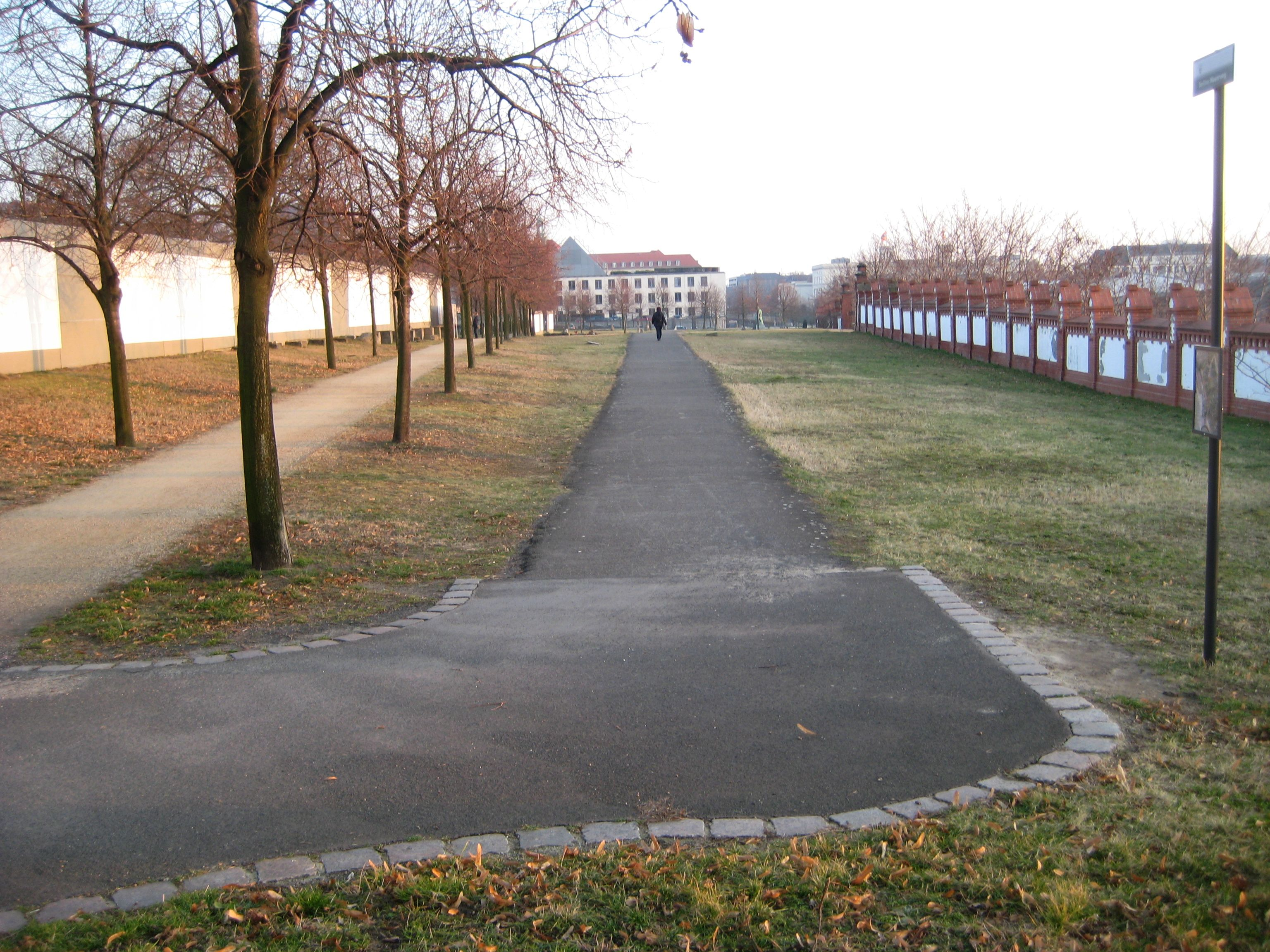
Das leere Grabfeld G mit wiederhergestelltem Friedhofsweg (links) und „Kolonnenweg“ als Teil des „Berliner Mauerwegs“

Noch vor der deutschen Wiedervereinigung wurde der Friedhof mit den erhaltenen Grabmälern und Resten der Berliner Mauer 1990 unter Denkmalschutz gestellt. Seither beteiligen sich verschiedene Institutionen, ehrenamtliche Helfer und private Spender daran, das Vorhandene zu restaurieren und denkmalpflegerisch zu betreuen. Erklärtes Ziel ist es, sich dem ursprünglichen Erscheinungsbild anzunähern, ohne die Zerstörungen des 20. Jahrhunderts zu verleugnen. Bis Mitte 2012 konnten so 124 Grabstätten restauriert bzw. rekonstruiert werden.
Die mit bräunlichem Kies befestigten Hauptwege wurden 1992/1993 bzw. 2000 wiederhergestellt, auch im Bereich des ehemaligen Grenzstreifens, wo heute kaum noch Grabstellen existieren. Zusätzlich wurden auch einige Nebenwege rekonstruiert, vor allem im Grabfeld C. Die Wege werden seitdem wieder von Linden gesäumt. Dabei hat man den an den erhaltenen Stümpfen erkennbaren unregelmäßigen Abstand zwischen den Bäumen eingehalten. Die Friedhofsmauer wurde in der ursprünglichen Form rekonstruiert, im freigelassenen mittleren Bereich wieder eine neue „Königslinde“ angepflanzt.
Die erhaltenen Abschnitte der Hinterlandmauer wurden 2003 sorgsam restauriert. Allerdings übertrug man dabei die typische Bemalung auf der dem Grenzstreifen abgewandten Seite (weiße Rechtecke mit grauer Rahmung) auch auf die Grenzseite, die zu Mauerzeiten auf dem Invalidenfriedhof durchgehend weiß war. Auch der 1975 im Grenzbereich angelegte, erst betonierte, später asphaltierte „Kolonnenweg“ blieb erhalten bzw. wurde ergänzt. Über (nicht historische) Friedhofseingänge im Norden und Süden ist dieser an den Geh- und Radweg entlang des Berlin-Spandauer-Schifffahrtskanals angebunden. Der materielle und farbliche Gegensatz zwischen „altem“ und „neuem“ Wegesystem ist im Grabfeldbereich E, F und G zu beobachten. Die abgeräumten Grabfelder wurden mit neuen Rasenflächen bepflanzt.
Der „Kolonnenweg“ auf dem Invalidenfriedhof ist heute Teil des zwischen 2002 und 2006 unter Verantwortung der Senatsverwaltung angelegten Berliner Mauerwegs, der auf 160 Kilometer den ehemaligen Grenzverlauf zwischen West-Berlin und Ost-Berlin beziehungsweise der DDR markiert. Er darf auch im Friedhofsbereich mit dem Fahrrad befahren werden. Seine Neuasphaltierung im Abschnitt Invalidenfriedhof rief 2008 Kritik hervor, weil dabei „Original-Spuren der Berliner Mauer“ verschwanden. In der Nähe des Invalidenfriedhofs erinnert eine Tafel der Geschichtsmeile Berliner Mauer an einen gescheiterten Fluchtversuch im Jahr 1963 bei der Sandkrugbrücke, eine weitere am Alexanderufer an den erschossenen Günter Litfin.

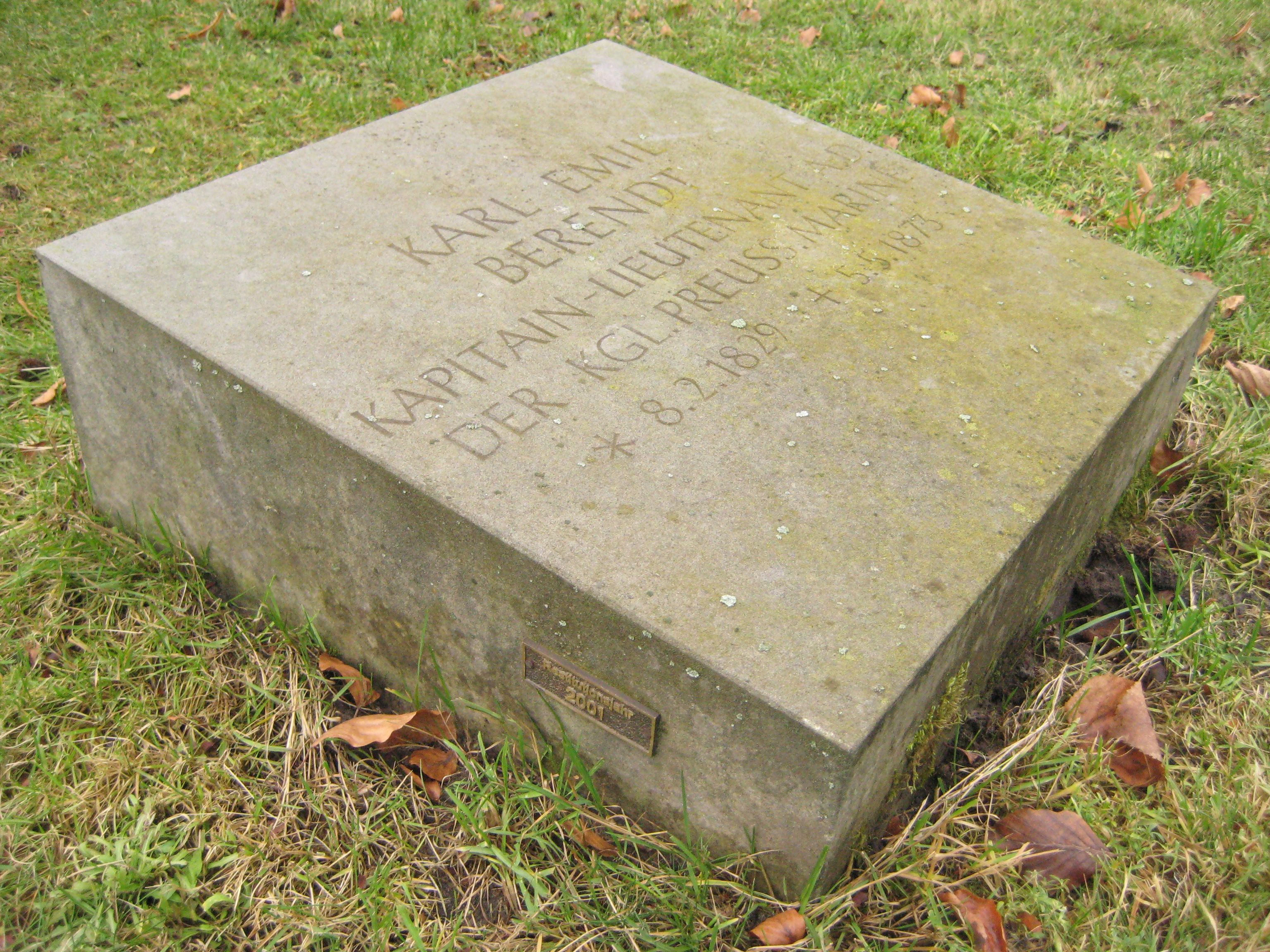
Restitutionsstein für Karl Emil Berendt aus dem Jahr 2001 mit seitlich angebrachter Plakette

Ein Problem bereitete nach 1989 der Wunsch von Familien, die größtenteils gar nicht mehr markierten Gräber ihrer Vorfahren und Verwandten wieder würdig zu gestalten, dabei jedoch auf heutige, nicht auf historische Gestaltungsformen, etwa bei Grabsteinen, zurückzugreifen. Dies gilt beispielsweise für das Grab von Werner Mölders, wo seit 1990 eine schwere Granitplatte das in den 1950er-Jahren entfernte, schlichte Holzkreuz ersetzt, das die Grabstelle ursprünglich markierte.
Aus der Befürchtung heraus, der Invalidenfriedhof könnte zu einem Anziehungspunkt nationalistischer und rechtsextremer Gruppierungen werden, die einzelne Grabstätten hervorheben wollten, beschloss der aus Berliner Senatsvertretern, Fachleuten und Familienangehörigen bestehende „Gesprächskreis Invalidenfriedhof“ 1991, gänzlich verlorene Grabsteine und -denkmale sollten nicht rekonstruiert werden. Stattdessen ist es erlaubt, einheitlich gestaltete Gedenksteine (Kissensteine als sog. „Restitutionssteine“ mit 60 cm × 60 cm Größe) auf identifizierte Grabstellen zu legen. In Fällen, bei denen keine Verwandten zur Finanzierung eines Kissensteins bereitstehen, eine Ausweisung der Grabstelle aber aufgrund der Bedeutung der Toten geboten erscheint, bemüht sich der Förderverein Invalidenfriedhof, Stifter zu gewinnen. Auch das nicht erhaltene Grab von Wolfgang Fürstner in Grabfeld F wird von einem solchen Stein markiert; er wurde 2002 von NOK-Präsident Walther Tröger eingeweiht.
Seitlich an den Kissensteinen angebrachte Plaketten nennen das Restitutionsjahr und teilweise die Stifter. Bis Mitte 2012 wurden 83 Grabstellen in dieser Weise restituiert. Unmittelbar auf dem Boden liegende Steine haben sich dabei als anfällig für Flechten und Moose erwiesen, insbesondere bei nicht geglätteten Oberflächen. Die Beschriftung auf einigen nach 1991 platzierten Kissensteinen ist daher inzwischen schwer zu entziffern. Bei nach 2000 gelegten Restitutionssteinen sind zunehmend glatte Oberflächen zu finden; zudem sind die Steine nun häufig von Platten umgeben, um den Bewuchs einzudämmen.
Da führende Vertreter des NS-Regimes von der Regelung, Kissensteine auf zwischen 1945 und 1990 geschleiften Gräbern ablegen zu dürfen, ausgenommen bleiben sollten, lehnte das Bezirksamt von Berlin-Mitte im Jahr 2002 einen entsprechenden Antrag von Ilsebill Todt bezüglich des Grabs ihres Vaters Fritz Todt ab. Zustimmung erhielt diese Entscheidung vom Landesdenkmalamt und dem Förderverein Invalidenfriedhof. Nach Einreichen einer Klage beim Berliner Verwaltungsgericht durch Todts Anwalt Thor von Waldstein lenkte das Bezirksamt im Jahr 2004 ein. Als Begründung gab man an, Todt sei von den Alliierten posthum entnazifiziert worden. Der daraufhin gelegte Kissenstein ist inzwischen jedoch wieder beseitigt worden.
In einigen Fällen wurde von dem Prinzip, verlorene Gräber nicht zu rekonstruieren, abgewichen. Das gilt namentlich für die Grabstätte der Familie Hülsen-Haeseler, eine ursprünglich zweigeteilte Anlage, die 1998 am historischen Ort wiederangelegt wurde, nun als zusammengehörige Grabstätte. Unmittelbar am Grenzstreifen gelegen, waren die Gräber 1974 abgeräumt worden. Nur das kunstvoll gearbeitete Grabgitter blieb erhalten und wurde eingelagert. Zwischen 1987 und 1995 wurde es als Umzäunung eines Biergartens im Berliner Nikolaiviertel zweckentfremdet, bei der Rekonstruktion des Grabmals jedoch wieder seiner angestammten Funktion zugeführt. Der Grabstein für Georg von Hülsen-Haeseler (1858–1922), ehemaliger Generalintendant der Königlichen Schauspiele Berlin, ist eine Nachbildung auf der Basis einer historischen Fotografie. Auch die Grabstätte der Schwestern des Augusta-Hospitals, ebenfalls grenznah gelegen und in den 1970er Jahren zerstört, ist eine komplette Rekonstruktion. Sie wurde im Jahr 1995 aus Anlass des 250. Jahrestags der Eröffnung des Invalidenfriedhofs durchgeführt.
Seit 2008 hat das Grabfeld F im ehemaligen Todesstreifen größere Aufmerksamkeit bei den Restaurierungsarbeiten erfahren. So wurde zunächst das in Mauerzeiten ins Grabfeld A umgesetzte Grab von Wolff von Stutterheim an die ursprüngliche Stelle neben den Gräbern von Werner Mölders und Ernst Udet zurückversetzt. Von 2008 bis 2009 vollzog sich eine aufwändige Rekonstruktion des Grabmals von Generaloberst Hans von Beseler. Die Einweihung eines Gedenksteins am historischen Standort des Grabs von Manfred von Richthofen erfolgte ebenfalls 2009; 2017 wurde der Gedenkstein von 1935 aus Wittmund auf den Invalidenfriedhof zurückversetzt. 2012 wurde zudem das Grabmal des Generals der Infanterie und preußischen Staats- und Kriegsministers Julius von Verdy du Vernois rekonstruiert.
2011 wurde auf dem Weg zwischen den Grabfeldern E und F, nahe der historischen Friedhofsmauer, die einzig erhaltene Glocke der ehemaligen Gnadenkirche aufgestellt, die auf eine bewegte Geschichte zurückblicken kann. Die von Kaiserin Auguste Viktoria gespendete, vom Bochumer Verein gegossene Glocke war nach der Sprengung der Kirchenruine im Jahr 1967 gerettet worden und hatte seit 1990 auf dem Gelände der Kreuzkirche im Bochumer Stadtteil Leithe gestanden. Im Sommer 2013 wurde die Glocke in einem eigens dafür errichteten Glockenturm wieder aufgehängt.

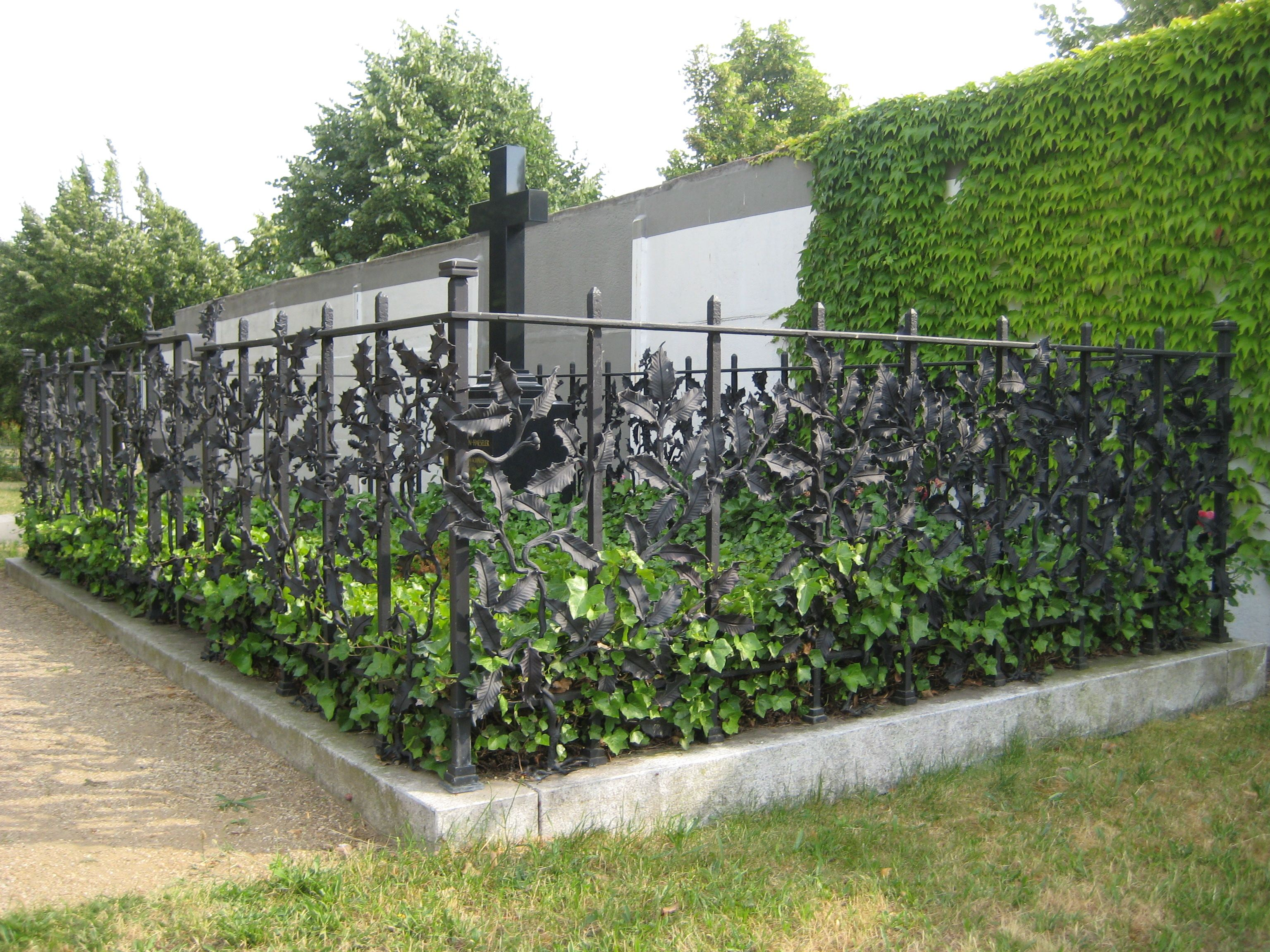
Kunstvolle Schmiedearbeit an der rekonstruierten Grabstätte der Familie Hülsen-Haeseler
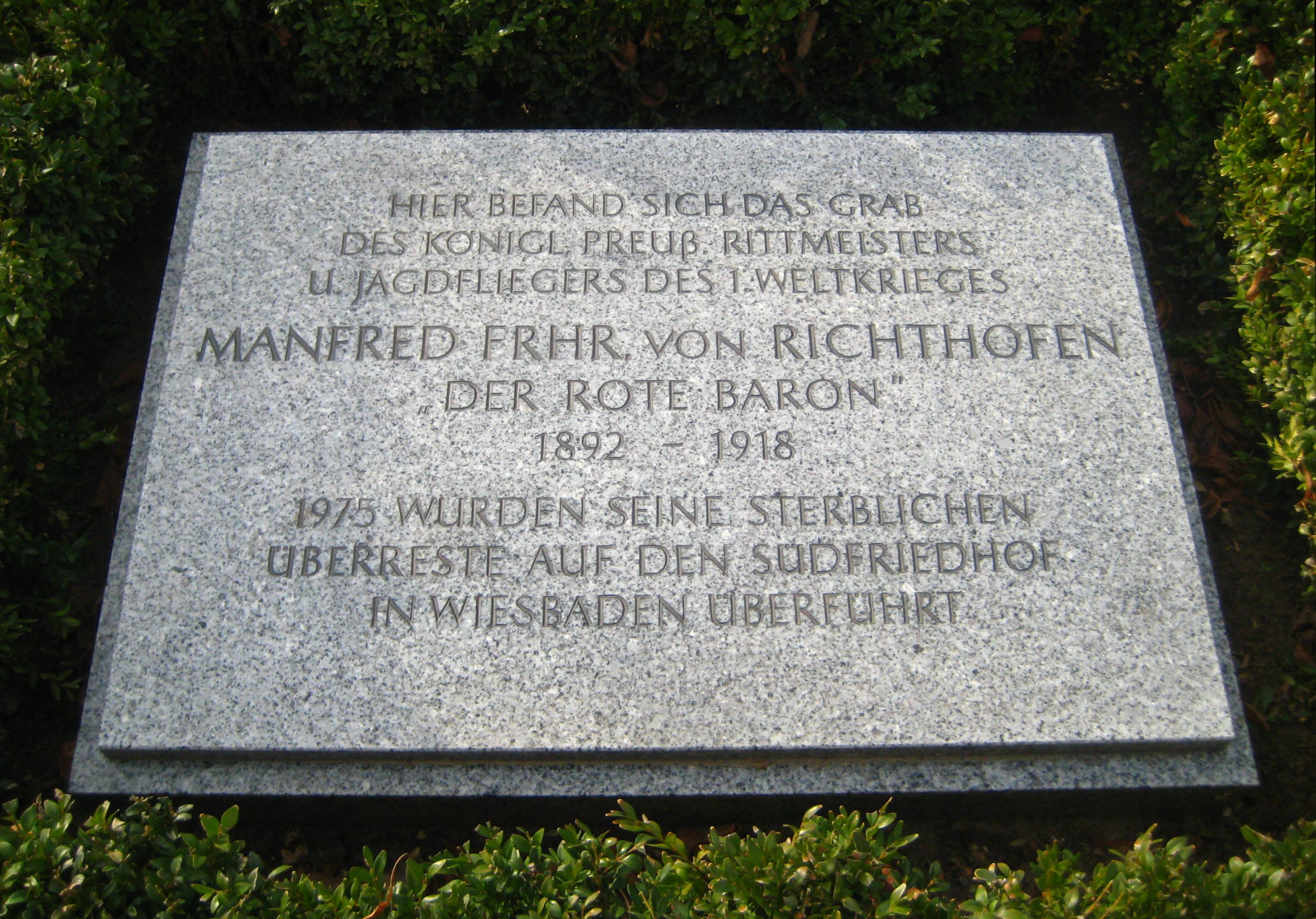
Gedenkstein für Manfred von Richthofen
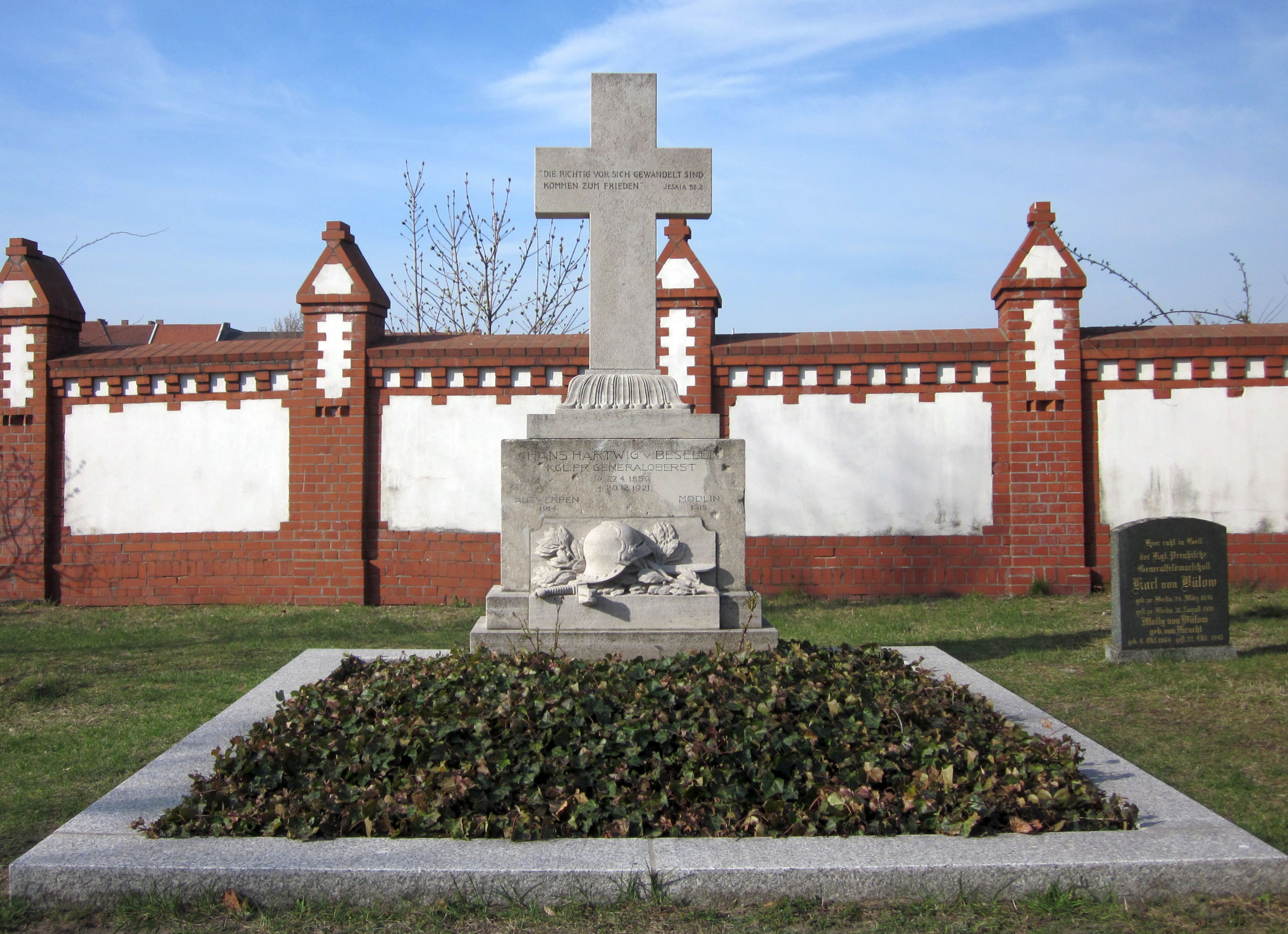
Das rekonstruierte Grabmal von Hans von Beseler
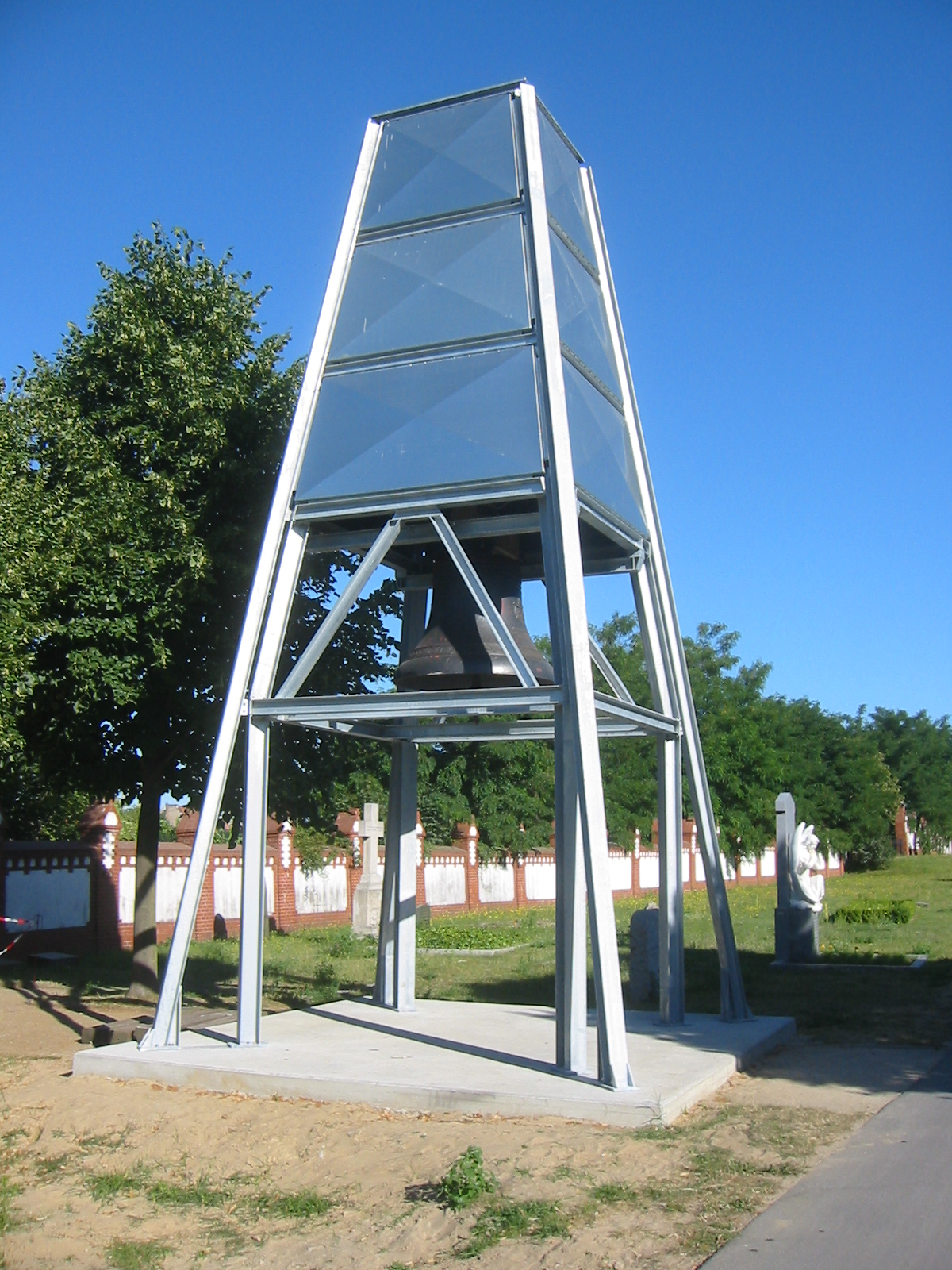
Glockenturm mit der Auguste-Viktoria-Glocke
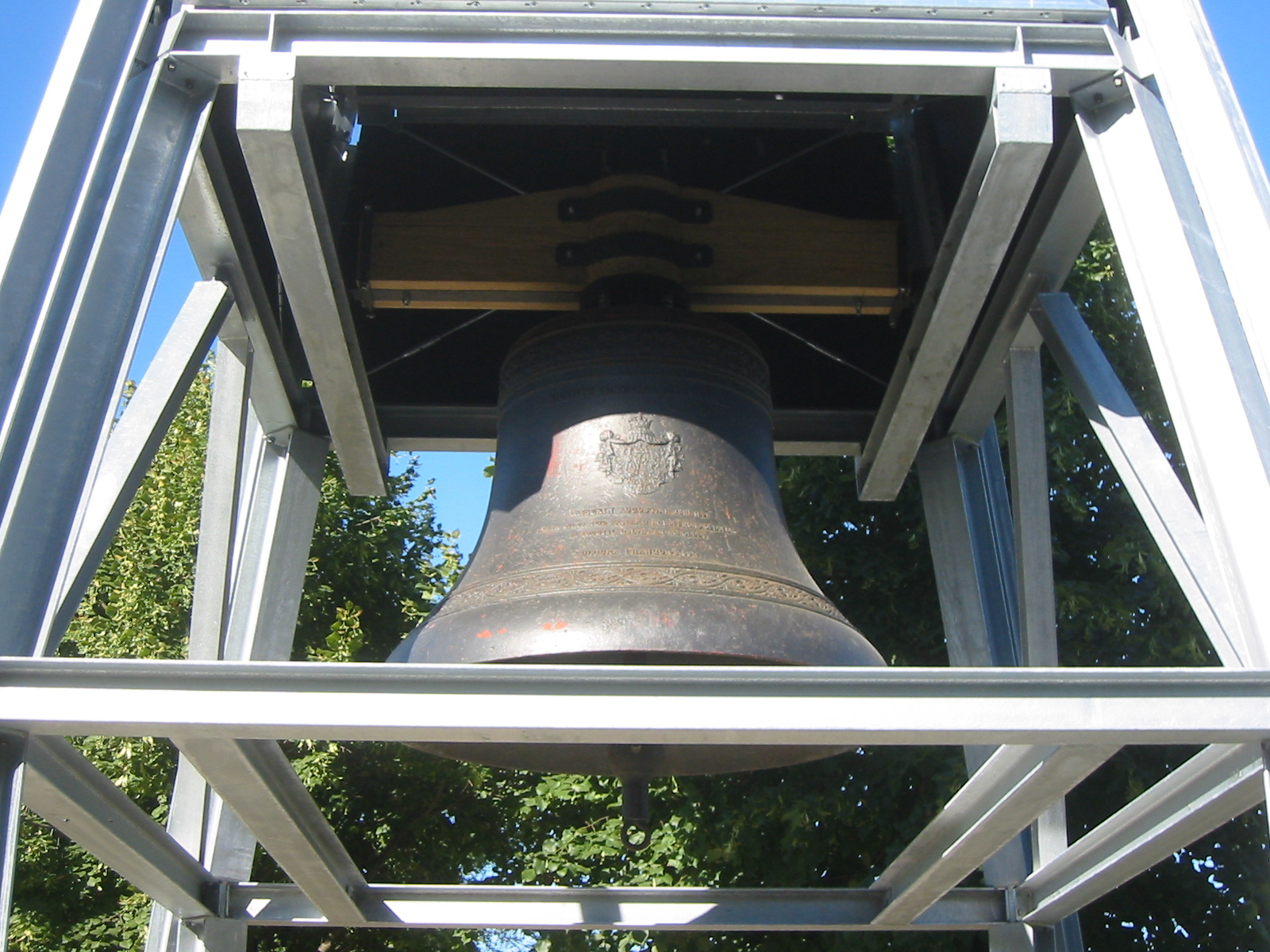
Auguste-Viktoria-Glocke
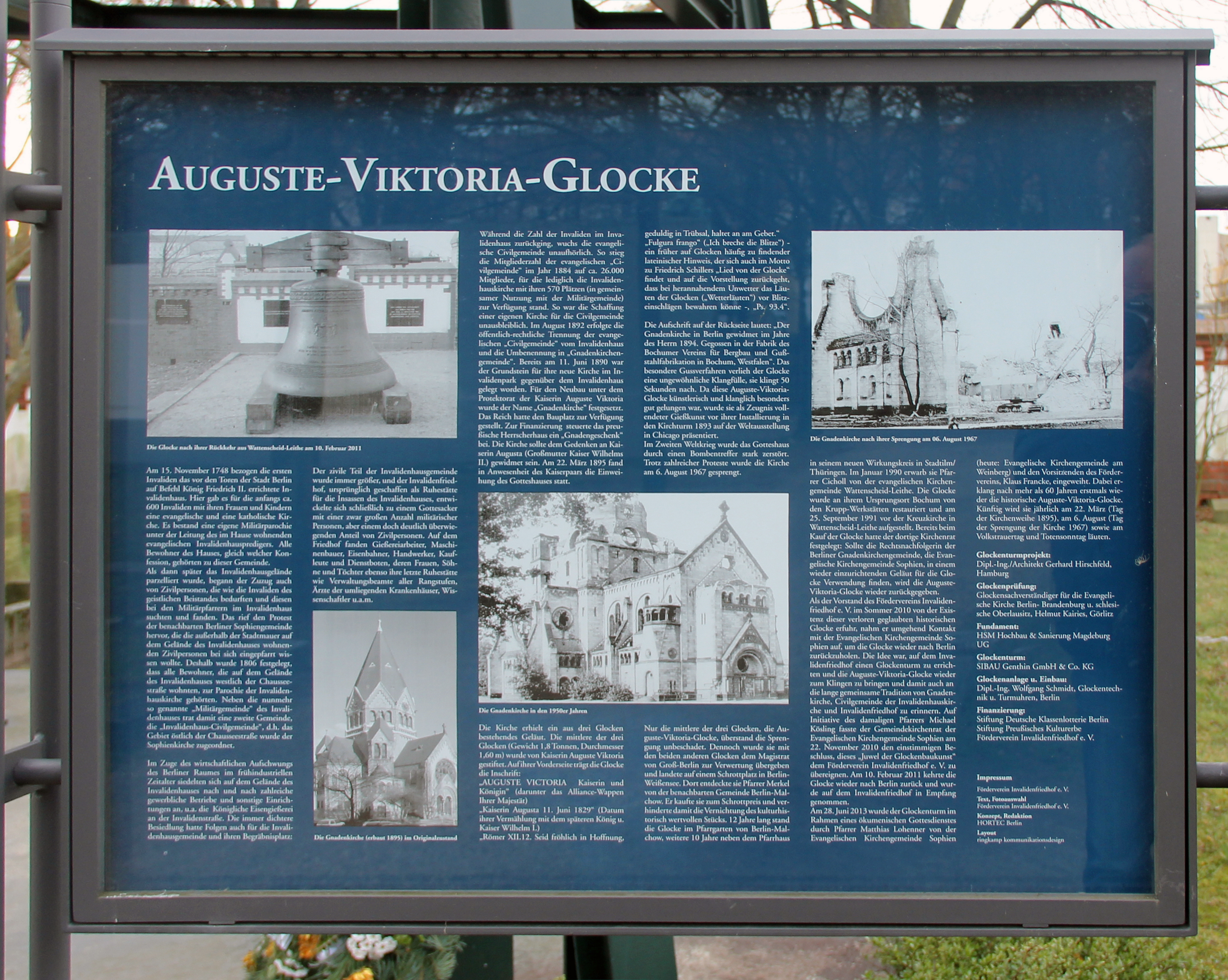
Auguste-Viktoria-Glocke

## Der Invalidenfriedhof in der Literatur
In Rolf Hochhuths Novelle Die Berliner Antigone (1963) entführt die junge Protagonistin die Leiche ihres hingerichteten Bruders, eines Stalingrad-Veteranen, aus der Anatomie, um ihn auf dem Invalidenfriedhof beizusetzen. Der Generalrichter, Vater ihres Verlobten, versucht, sie bei der Gerichtsverhandlung zu schützen, aber auch sie wird letztlich von den Nationalsozialisten hingerichtet.
Im August 2008 erschien der Roman Halbschatten von Uwe Timm, in dem Leben und Tod der auf dem Invalidenfriedhof bestatteten Fliegerin Marga von Etzdorf in fiktionalisierter Form behandelt werden. Als Rahmenhandlung wählte der Autor ein Zwiegespräch zwischen dem Erzähler und einem Stadtführer („der Graue“) beim gemeinsamen Spaziergang über den Invalidenfriedhof. Die beiden vernehmen dabei auch die Stimmen dort Beerdigter, die ihre eigenen Geschichten erzählen oder das Erzählte kurz kommentieren. Dazu gehören neben Marga von Etzdorf selbst auch Ernst Udet, Reinhard Heydrich, Hans Maikowski, Karl Friedrich Friesen, Rudolf Berthold, Max Liebermann von Sonnenberg, Werner Mölders, Alfred von Schlieffen und Helmuth von Moltke d. J. sowie anonyme Tote der letzten Tage des Zweiten Weltkriegs, die in Massengräbern beigesetzt wurden. Der Stadtführer charakterisiert den Schauplatz in einer Passage so:

„Ist es Zufall, dass an diesem Ort, dem Invalidenfriedhof, wo all die Militärs liegen, die letzten Kämpfe stattfanden? Dass er zerstört, später durch die Mauer getrennt wurde? Alles hat sich hier versammelt, die Schlachtenlenker, die Helden der Lüfte, die Widerstandskämpfer, Reaktionäre und Reformer, Demokraten und Nazis. […] Ein Heldenfriedhof, hieß das früher. Viele, die hier liegen, wurden getötet, und wenn Sie mir das etwas naheliegende Sprachspiel nachsehen, einige haben sich selbst getötet. Ein Ort der Gewalt. Und an diesem Ort liegt sie, die Frau, die Fliegerin, ein wenig einsam unter all den Männern, nicht wahr.“

Die Frankfurter Allgemeine Zeitung bezeichnete Timms literarische Verarbeitung des Orts am 25. August 2008 als „meisterhaftes Kaleidoskop preußisch-deutscher Militärgeschichte“.

## Grabstätten bekannter beigesetzter Personen

### Erhaltene und restituierte Grabstätten
| Person | Geburtsjahr | Sterbejahr (Umbettung) | Grabfeld     | Kommentar zur Grabstätte                                                             | Bild der Grabstätte |
| --- | ----------- | ---------------------- | ------------ | ------------------------------------------------------------------------------------ | ------------------- |
| Lothar von Arnauld de la Perière Vizeadmiral, U-Boot-Kommandant                                                             | 1886        | 1941                   | C            |                                                                                      |                     |
| Curt Heinrich Gottlieb von Arnim Oberst, Kommandant des Invalidenhauses                                                     | 1737        | 1809                   | A            |                                                                                      |                     |
| Friedrich von Baudissin Admiral                                                                                             | 1852        | 1921                   | D            | mit Kissenstein restituiert                                                          |                     |
| Wolf Wilhelm von Baudissin Theologe, Rektor der Berliner Universität                                                        | 1847        | 1926                   | D            | wieder angelegt, mit Kissenstein (1997)                                              |                     |
| Olivier von Beaulieu-Marconnay Leutnant, Jagdflieger                                                                        | 1898        | 1918                   | B            |                                                                                      |                     |
| Ernst von Below General der Infanterie, Sohn von Ferdinand von Below                                                        | 1863        | 1955                   | E            | mit Kissenstein restituiert (2001)                                                   |                     |
| Ferdinand von Below Generalmajor                                                                                            | 1812        | 1870                   | E            | mit Kissenstein restituiert (2001)                                                   |                     |
| Fritz von Below General der Infanterie, Sohn von Ferdinand von Below                                                        | 1853        | 1918                   | E            | mit Kissenstein restituiert (2001)                                                   |                     |
| Nikolaus von Below Generalmajor, Sohn von Ferdinand von Below                                                               | 1855        | 1915                   | E            |                                                                                      |                     |
| Rudolf Berthold Jagdflieger, Freikorps-Führer                                                                               | 1891        | 1920                   | C            | mit Kissenstein restituiert (2003)                                                   |                     |
| Hans von Beseler Generaloberst, Politiker                                                                                   | 1850        | 1921                   | F            | wieder angelegt in ursprünglicher Form (2009)                                        |                     |
| Hermann von Boyen Generalfeldmarschall, Kriegsminister, Ehrenbürger von Berlin                                              | 1771        | 1848                   | C            | Ehrengrab des Landes Berlin                                                          |                     |
| Leopold Hermann von Boyen General der Infanterie, Sohn von Hermann von Boyen                                                | 1811        | 1886                   | C            |                                                                                      |                     |
| Eduard von Brauchitsch General der Infanterie                                                                               | 1798        | 1868                   | A            | mit Kissenstein restituiert (2012)                                                   |                     |
| Hans-Joachim Buddecke Oberleutnant, Jagdflieger                                                                             | 1890        | 1918                   | B            |                                                                                      |                     |
| Karl von Bülow Generalfeldmarschall                                                                                         | 1846        | 1921                   | F            |                                                                                      |                     |
| Ernst von der Burg General der Infanterie, Militärattaché                                                                   | 1831        | 1910                   | D            | mit Kissenstein restituiert (2010)                                                   |                     |
| Otto von Claer Generalleutnant                                                                                              | 1827        | 1909                   | B            | mit Kissenstein restituiert (1998)                                                   |                     |
| Jacob Clapier de Colongue General der Infanterie, Direktor der Abteilung für Invalidenversorgung im Oberkriegskollegium     | 1724        | 1806                   | A            | mit Kissenstein restituiert (2003)                                                   |                     |
| Alwin Gustav von Coler Generalstabsarzt, Chef des Sanitätskorps                                                             | 1831        | 1901                   | F            | mit Kissenstein restituiert (2011)                                                   |                     |
| August von Cramon Generalleutnant, Leiter der Heeresfriedenskommission nach dem Ersten Weltkrieg                            | 1861        | 1940                   | B            | mit Kissenstein restituiert (2009)                                                   |                     |
| Georg Christoph von Daembke Oberstleutnant, Kommandant des Invalidenhauses                                                  | 1719        | 1775                   | A            | wiederentdeckt, Sarkophag auf heutiges Bodenniveau angehoben (1999)                  |                     |
| Curt von Dewitz Generalleutnant, Inspektor der Artillerie                                                                   | 1871        | 1929                   | B            | mit Kissenstein restituiert (2002)                                                   |                     |
| Michael Ludwig von Diezelsky Oberst, Kommandant des Invalidenhauses                                                         | 1708        | 1779                   | A            |                                                                                      |                     |
| Friedrich Karl Emil zu Dohna-Schlobitten Generalfeldmarschall                                                               | 1784        | 1859                   | C            | in der Grabanlage Scharnhorst                                                        |                     |
| Magnus von Eberhardt General der Infanterie                                                                                 | 1855        | 1939                   | C            |                                                                                      |                     |
| Hermann von Eichhorn Generalfeldmarschall                                                                                   | 1848        | 1918                   | C            |                                                                                      |                     |
| Therese Elßler, verh. von Barnim Tänzerin, morganatische Ehefrau von Adalbert von Preußen                                   | 1808        | 1878                   | C            | mit Kissenstein restituiert (2012)                                                   |                     |
| Marga von Etzdorf Fliegerin, Enkelin von Ulrich von Etzdorf                                                                 | 1907        | 1933                   | F            | wieder angelegt mit Grabstein in ursprünglicher Form                                 |                     |
| Ulrich von Etzdorf General der Infanterie                                                                                   | 1857        | 1931                   | F            | mit Grabstele restituiert (2015)                                                     |                     |
| Ludwig von Falkenhausen Generaloberst                                                                                       | 1844        | 1936                   | C            |                                                                                      |                     |
| Curt von François Major, Landeshauptmann von Deutsch-Südwestafrika, Gründer von Windhuk                                     | 1852        | 1931                   | B            | mit Kissenstein restituiert (2018)                                                   |                     |
| Werner von Frankenberg und Proschlitz Generalmajor                                                                          | 1868        | 1933                   | B            |                                                                                      |                     |
| Friedrich Friesen Pädagoge, Mitbegründer der deutschen Turnbewegung                                                         | 1784        | 1814 (1843)            | C            | Ehrengrab des Landes Berlin (seit 1994)                                              |                     |
| Werner von Fritsch Generaloberst, Oberbefehlshaber des Heeres                                                               | 1880        | 1939                   | C            |                                                                                      |                     |
| Wolfgang Fürstner Hauptmann, Sportfunktionär, stellv. Kommandant des Olympischen Dorfes 1936                                | 1896        | 1936                   | F            | mit Kissenstein restituiert (2002)                                                   |                     |
| Carl August von Gablenz Generalmajor der Luftwaffe, Luftfahrtpionier                                                        | 1893        | 1942                   | A            |                                                                                      |                     |
| Herbert Geitner Generalleutnant und Divisionskommandeur                                                                     | 1888        | 1942                   | A            |                                                                                      |                     |
| Guido von Gillhaußen Major, Militärschriftsteller, Komponist                                                                | 1870        | 1918                   | B            |                                                                                      |                     |
| Karl von und zu Gilsa Generalmajor                                                                                          | 1853        | 1913                   | D            | mit Kissenstein restituiert (2008)                                                   |                     |
| August Hiller von Gaertringen General                                                                                       | 1772        | 1856                   | C            |                                                                                      |                     |
| Arthur von der Groeben General der Infanterie                                                                               | 1850        | 1930                   | D            | mit Kissenstein restituiert (2004)                                                   |                     |
| Julius von Groß genannt von Schwarzhoff Generalmajor                                                                        | 1850        | 1901                   | D            |                                                                                      |                     |
| Gotthilf Hagen Ingenieur, Wasserbautechniker                                                                                | 1797        | 1884                   | C            |                                                                                      |                     |
| Karl von Hänisch General der Kavallerie                                                                                     | 1829        | 1908                   | B            | mit Kissenstein restituiert (1992)                                                   |                     |
| Otto Hasse General der Infanterie, Chef des Truppenamtes                                                                    | 1871        | 1942                   | E            |                                                                                      |                     |
| Hans-Joachim Haupt Generalmajor                                                                                             | 1876        | 1942                   |              | mit Kissenstein restituiert (2012)                                                   |                     |
| Gustav Eduard von Hindersin General, General-Inspekteur der Artillerie                                                      | 1804        | 1872                   | D            | mit Kissenstein restituiert                                                          |                     |
| Otto Hoetzsch Historiker, Politiker                                                                                         | 1876        | 1946                   | B            |                                                                                      |                     |
| Max Hoffmann Generalmajor, Generalstabschef Ober Ost                                                                        | 1869        | 1927                   | E            | wieder angelegt mit dem ursprünglichen Grabmonument (2002)                           |                     |
| Friedrich August von Holstein Diplomat, „Graue Eminenz“ im Auswärtigen Amt                                                  | 1837        | 1909                   | E            | mit Kissenstein restituiert (2009)                                                   |                     |
| August Wilhelm von Horn General der Infanterie                                                                              | 1800        | 1886                   | C            | mit Kissenstein restituiert (2010)                                                   |                     |
| Hans-Valentin Hube Generaloberst                                                                                            | 1890        | 1944                   | E            | mit Kissenstein restituiert (2000)                                                   |                     |
| Dietrich von Hülsen-Haeseler General                                                                                        | 1852        | 1908                   | B            | wieder angelegt in etwas veränderter Form, aber mit ursprünglichem Grabgitter (1998) |                     |
| Georg von Hülsen-Haeseler preußischer Hofbeamter, Theaterintendant, Bruder von Dietrich von Hülsen-Haeseler                 | 1858        | 1922                   | B            | wieder angelegt in etwas veränderter Form, aber mit ursprünglichem Grabgitter (1998) |                     |
| Ernst Kabisch Generalleutnant, Militärschriftsteller                                                                        | 1866        | 1951                   | B            |                                                                                      |                     |
| Gustav von Kessel Generalleutnant                                                                                           | 1760        | 1827                   | im Wegekreuz |                                                                                      |                     |
| Richard von Klitzing General der Infanterie                                                                                 | 1842        | 1907                   | G            | mit Kissenstein restituiert (2003)                                                   |                     |
| Robert von Klüber Oberstleutnant                                                                                            | 1873        | 1919                   | C            |                                                                                      |                     |
| Wolfgang Heinrich Ernst von Klüx Generalleutnant, Assessor für Invalidenversorgung im Oberkriegskollegium                   | 1728        | 1805                   | A            | mit Kissenstein restituiert (2001)                                                   |                     |
| Hugo von Knobloch Generalmajor                                                                                              | 1823        | 1896                   | B            | mit Kissenstein restituiert                                                          |                     |
| Adolf von Kries Generalleutnant                                                                                             | 1850        | 1924                   | F            | mit Kissenstein restituiert (2007)                                                   |                     |
| Heinrich von Kummer Generalleutnant, Brigadekommandeur in Köln und Aachen                                                   | 1841        | 1924                   | B            | mit Kissenstein restituiert (2005)                                                   |                     |
| Ernst Küster Chirurg, Generalarzt                                                                                           | 1839        | 1930                   | C            | mit Kissenstein restituiert (2010)                                                   |                     |
| Ernst Küster Chirurg, Generalarzt                                                                                           | 1839        | 1930                   | C            | mit Kissenstein restituiert (2010)                                                   |                     |
| Heinrich von Ledebur Generalleutnant, Bildhauer, Heraldiker, schuf das Grabmonument für Hans Karl von Winterfeldt in Feld C | 1832        | 1912                   | A            | mit Kissenstein restituiert (2005)                                                   |                     |
| Paul Karl von Lettow-Vorbeck General der Infanterie, Kommandant von Thorn                                                   | 1832        | 1919                   | C            | mit Kissenstein restituiert (2003)                                                   |                     |
| Hermann von der Lieth-Thomsen General der Luftwaffe                                                                         | 1867        | 1942                   | F            | mit Kissenstein restituiert (2000)                                                   |                     |
| Theodor Michelis Generalmajor, Chef der Heeresfriedenskommission                                                            | 1872        | 1936                   | B            |                                                                                      |                     |
| Werner Mölders Oberst der Luftwaffe, Jagdflieger                                                                            | 1913        | 1941                   | F            | wieder angelegt mit moderner Grabplatte (1990)                                       |                     |
| Helmuth Johannes Ludwig von Moltke, gen. Moltke der Jüngere Generaloberst, Generalstabschef                                 | 1848        | 1916                   | B            | mit Kissenstein restituiert (2007)                                                   |                     |
| Leopold Müller Mediziner, Chirurg, Militärarzt, Hochschullehrer (Tokio)                                                     | 1824        | 1893                   |              | mit Kissenstein restituiert (2022)                                                   |                     |
| Friedrich Neuhaus Eisenbahn-Unternehmer                                                                                     | 1797        | 1876                   | B            | mit Kissenstein restituiert (1994)                                                   |                     |
| Adolf von Oven General der Infanterie                                                                                       | 1855        | 1937                   | C            |                                                                                      |                     |
| Georg von Oven Generalmajor, Ritter des Pour le Mérite                                                                      | 1868        | 1938                   | C            |                                                                                      |                     |
| Gottlieb Julius von Pelchrzim Generalmajor, Kommandant des Invalidenhauses                                                  | 1717        | 1788                   |              | mit Kissenstein restituiert (2017)                                                   |                     |
| Georg Dubislav Ludwig von Pirch Generalleutnant, Bruder von Otto von Pirch                                                  | 1763        | 1838                   | A            |                                                                                      |                     |
| Otto von Pirch General | 1765        | 1824                   | A            |                                                                                      |                     |
| Axel von Platen Generalmajor                                                                                                | 1876        | 1928                   | C            | mit Kissenstein restituiert (2012)                                                   |                     |
| Curt von Prittwitz und Gaffron Admiral                                                                                      | 1849        | 1922                   | C            |                                                                                      |                     |
| Hans von Puttkamer Offizier                                                                                                 | 1878        | 1922                   | B            |                                                                                      |                     |
| Alfred von Rauch General der Kavallerie, Generaladjutant des Kaisers, Sohn von Friedrich Wilhelm von Rauch                  | 1824        | 1900                   | C            |                                                                                      |                     |
| Friedrich von Rauch General der Kavallerie, Sohn von Alfred von Rauch                                                       | 1855        | 1935                   | B            |                                                                                      |                     |
| Friedrich Wilhelm von Rauch Generalleutnant, Generaladjutant von Friedrich Wilhelm IV., Bruder von Gustav von Rauch         | 1790        | 1850                   | C            |                                                                                      |                     |
| Gustav von Rauch General der Infanterie, Kriegsminister, Ehrenbürger von Berlin                                             | 1774        | 1841                   | C            | Ehrengrab des Landes Berlin                                                          |                     |
| Karl von Reyher General der Kavallerie, Kriegsminister                                                                      | 1786        | 1857                   | C            |                                                                                      |                     |
| Friedrich Wilhelm von Rohdich General, Kriegsminister                                                                       | 1719        | 1796                   | A            |                                                                                      |                     |
| Gerhard von Scharnhorst Generalleutnant, Heeresreformer, Kriegsminister                                                     | 1755        | 1813 (1826)            | C            | Ehrengrab des Landes Berlin (seit 1994)                                              |                     |
| Wilhelm von Scharnhorst General der Infanterie, Sohn von Gerhard von Scharnhorst                                            | 1786        | 1854                   | C            | in der Grabanlage Scharnhorst                                                        |                     |
| Friedrich von Schele General, Gouverneur von Deutsch-Ostafrika, Gouverneur des Invalidenhauses                              | 1847        | 1904                   | E            | mit Kissenstein restituiert (2002)                                                   |                     |
| Erich Schlegel Evangelischer Feldbischof                                                                                    | 1866        | 1938                   | B            |                                                                                      |                     |
| Alfred von Schlieffen Generalfeldmarschall, Generalstabschef, Verfasser des „Schlieffen-Plans“                              | 1833        | 1913                   | C            |                                                                                      |                     |
| Rudolf Schmundt General, Chefadjutant von Adolf Hitler                                                                      | 1896        | 1944                   | B            | mit Kissenstein restituiert                                                          |                     |
| Ludwig von Schröder Admiral                                                                                                 | 1854        | 1933                   | B            |                                                                                      |                     |
| Hans von Seeckt Generaloberst, Chef der Heeresleitung der Reichswehr                                                        | 1866        | 1936                   | C            |                                                                                      |                     |
| Wilhelm Heinrich Solf Diplomat, Politiker                                                                                   | 1862        | 1936                   | B            | mit Kissenstein restituiert (2001)                                                   |                     |
| Wilhelm Staehle Oberst der Luftwaffe, Mitglied des Widerstandes                                                             | 1877        | 1945                   | A            |                                                                                      |                     |
| Walter Stoeckel Gynäkologe, Direktor der Universitäts-Frauenklinik                                                          | 1871        | 1961                   | A            |                                                                                      |                     |
| Karl Theodor von Strantz Generalleutnant                                                                                    | 1820        | 1895                   | B            | mit Kissenstein restituiert                                                          |                     |
| Wolff von Stutterheim Generalmajor der Luftwaffe                                                                            | 1893        | 1940                   | F            | wieder angelegt mit der ursprünglichen Grabplatte                                    |                     |
| Bogislav Friedrich Emanuel von Tauentzien General                                                                           | 1760        | 1824                   | A            |                                                                                      |                     |
| Ernst Troeltsch Theologe, Professor für Philosophie und Religionsgeschichte, Politiker                                      | 1865        | 1923                   | B            | mit Kissenstein restituiert (1991)                                                   |                     |
| Friedrich Wilhelm Alexander von Tschammer und Osten Generalmajor, Kommandant des Invalidenhauses                            | 1735        | 1800                   | A            | mit Kissenstein restituiert (2021)                                                   |                     |
| Ernst Udet Generaloberst, Jagdflieger, Generalluftzeugmeister                                                               | 1896        | 1941                   | F            | wieder angelegt in ursprünglicher Form (1993)                                        |                     |
| Wilhelm von Uslar General der Infanterie                                                                                    | 1847        | 1919                   | A            |                                                                                      |                     |
| Julius von Verdy du Vernois General, Kriegsminister, Schriftsteller                                                         | 1832        | 1910                   | F            | wieder angelegt in ursprünglicher Form (2012)                                        |                     |
| Bernhard von Werder General der Infanterie, Botschafter in Russland                                                         | 1823        | 1907                   | F            | mit Kissenstein restituiert (2003)                                                   |                     |
| Ferdinand von Werder Generalleutnant                                                                                        | 1785        | 1861                   | F            | mit Kissenstein restituiert (2003)                                                   |                     |
| Johann Wilhelm von Wiebel Generalstabsarzt, Chef des Militär-Medizinalwesens                                                | 1767        | 1847                   | C            | mit Kissenstein restituiert (2014)                                                   |                     |
| Hans von Winterfeld General der Infanterie                                                                                  | 1857        | 1914                   | B            | mit Kissenstein restituiert (1998)                                                   |                     |
| Detlof von Winterfeldt Offizier, Diplomat                                                                                   | 1867        | 1940                   | C            |                                                                                      |                     |
| Hans Karl von Winterfeldt Generalleutnant                                                                                   | 1707        | 1757 (1857)            | C            |                                                                                      |                     |
| Rudolph von Winterfeldt General der Infanterie, Adjutant von Alexander von Preußen, Schatzmeister des Johanniterordens      | 1829        | 1894                   | B            | mit Grabplatte restituiert (2009)                                                    |                     |
| Ferdinand von Witzleben Generalleutnant                                                                                     | 1800        | 1859                   | C            |                                                                                      |                     |
| Wilhelm von Zastrow Generalleutnant                                                                                         | 1833        | 1906                   | C            |                                                                                      |                     |
| Franz von Zychlinski General der Infanterie                                                                                 | 1816        | 1900                   | F            | mit Kissenstein restituiert (2002)                                                   |                     |

### Ehemalige Grabstätten

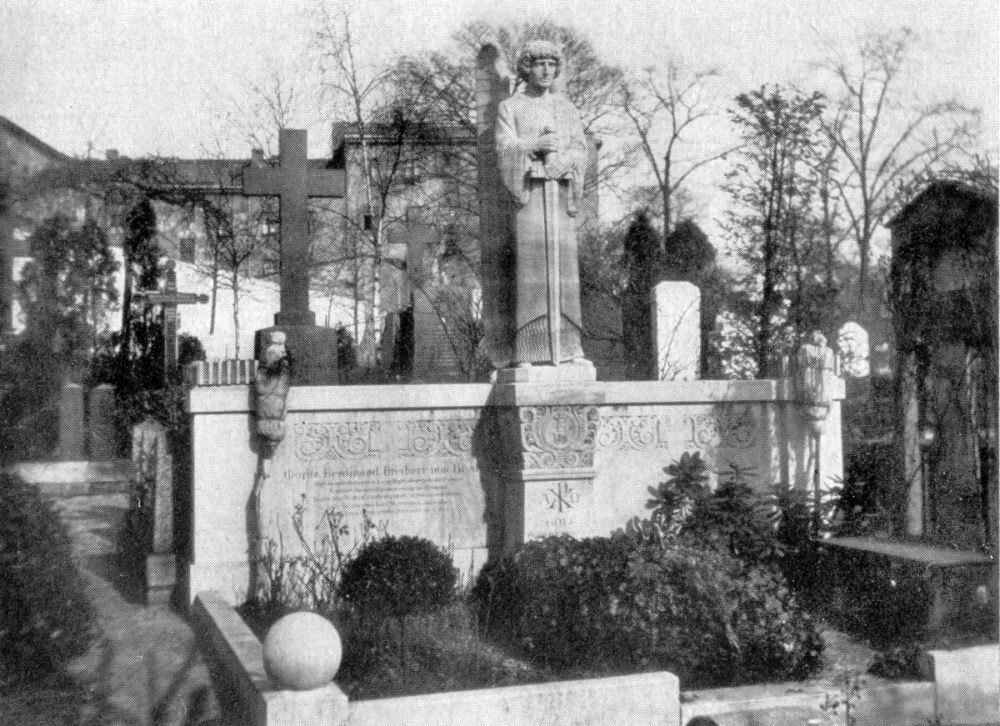
Die nicht erhaltene Grabstätte von Moritz von Bissing (1925)

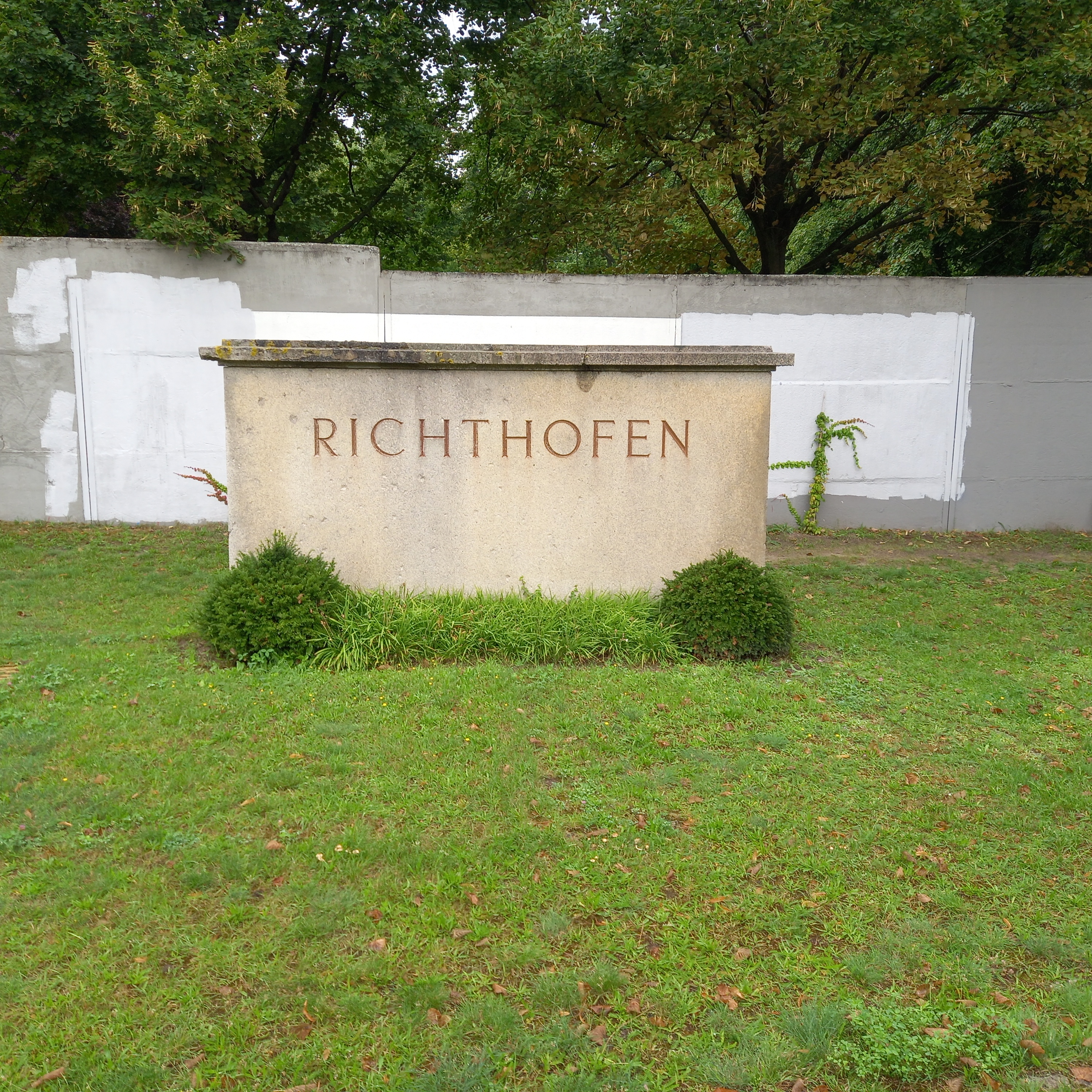
Gedenkstätte am ehemaligen Grab von Manfred von Richthofen, mit dem 1935 errichteten großen Grabstein

- Max von Basse (1854–1940), Vizeadmiral
- Karl Becker (1879–1940), Wehrwissenschaftler
- Rudolf von Bercken (1824–1898), General der Infanterie
- Karl Gustav von Berneck (1803–1871), Major, Schriftsteller
- Moritz von Bissing (1844–1917), Generaloberst (Feld B)
- Rudolf von Bitter der Jüngere (1846–1914), Verwaltungsjurist, Oberpräsident der Provinz Posen, Präsident der Reichsschuldenverwaltung, Politiker (Freikonservative Partei), Mitglied des Preußischen Abgeordnetenhauses und des Herrenhauses, Präsident des Preußischen Oberverwaltungsgerichts
- Rudolf Bleidorn (1864–1937), General der Artillerie
- Hermann von Blomberg (1836–1924), General der Infanterie
- Adolf von Blumröder (1819–1894), Generalleutnant, Kommandant des Invalidenhauses
- Julius von Boehn (1820–1893), Generalleutnant
- Max von Boehn (1850–1921), Generaloberst (Feld D)
- Oktavio von Boehn (1824–1899), General der Infanterie (Feld A)
- Adolf von Bonin (1803–1872), General der Infanterie
- Adolf Borbstaedt (1803–1873), Oberst, Schriftleiter des Militär-Wochenblattes
- Friedrich von Borcke (1791–1862), Generalleutnant, Kommandant von Berlin
- Kurt von dem Borne (1857–1933), General der Infanterie
- Karl von Brandenstein (1831–1886), Generalleutnant (Feld C)
- Heinrich von Brandt (1789–1868), General, Militärschriftsteller
- Rudolph Otto von Budritzki (1812–18z76), General (Feld F)
- Emil von Conrady (1827–1905), General der Infanterie, Gouverneur von Metz, Militärautor
- Hans von Cranach (1855–1929), Oberburghauptmann der Wartburg
- Ludwig von Cranach (1818–1894), General der Infanterie
- Carl Siegmund Franz Credé (1819–1892), Gynäkologe, Senior der Medizinischen Fakultät Leipzig
- Gottfried von Dalwigk zu Lichtenfels (1868–1936), Vizeadmiral
- Ferdinand von Dannenberg (1818–1893), General der Infanterie
- Friedrich von Dedenroth (1786–1850), Generalleutnant, Kommandant der Festung Graudenz
- Friedrich von Derenthall (1797–1874), Generalleutnant, Kommandant von Breslau
- Gustav Dörr (1887–1928), Militär- und Zivilpilot, zählte zu den ersten Flugkapitänen der Lufthansa
- August Encke (1794–1860), Generalleutnant, förderte als Präses der Artillerieprüfungskommission die Einführung moderner Geschütze bei der preußischen Armee
- George von Engelbrechten (1855–1935), General der Infanterie, Gouverneur von Riga und Dünamünde
- Ernst Engelhardt (1862–1912), Unternehmer, Mitgründer und späterer Eigentümer der Breslauer Weizenbier Brauerei Ernst Engehardt
- Joseph von Fallois (1849–1912), General der Infanterie
- Adolf von Fetter (1846–1919), General der Infanterie, Feldzeugmeister
- Friedrich von Flatow (1820–1892), General der Infanterie, Direktor der Kriegsakademie
- Karl Frenzel (1827–1914), Schriftsteller, Theaterkritiker (Feld B)
- Julius von Groß (1812–1881), General (Feld A)
- Curt Haase (1881–1943), Generaloberst
- Josias von Heeringen (1850–1926), Generaloberst, Kriegsminister
- Hans von Held (1742–1842), Zollrat, Publizist, Dichter
- Reinhard Heydrich (1904–1942), SS-Obergruppenführer, Leiter des Reichssicherheitshauptamtes
- Franz von Holleben (1863–1938), Vizeadmiral
- Rudolf von Horn (1866–1934), General der Artillerie, Präsident des Kyffhäuserbundes
- Botho von Hülsen (1815–1886), Generalintendant des Berliner Hoftheaters (Feld B)
- Helene von Hülsen (1829–1892), Schriftstellerin (Feld B)
- Hans von Kaltenborn-Stachau (1836–1898), General, Kriegsminister (Feld F)
- Gottfried von Katte (1789–1866), Generalleutnant
- Alfred von Kleist (1857–1921), Generalleutnant
- Karl Leopold von Köckritz (1744–1821), Generalleutnant (Feld A)
- Robert Kosch (1856–1942), General der Infanterie
- Max Liebermann von Sonnenberg (1848–1911), Politiker, antisemitischer Publizist (Feld I)
- Hans Maikowski (1908–1933), SA-Mitglied, NS-„Blutzeuge“ (Feld F)
- Ernst Meusel (1881–1933), Konteradmiral
- Julius von Michel (1843–1911), Ophthalmologe, Hochschullehrer (Erlangen, Würzburg, Friedrich-Wilhelms-Universität)
- Hermann Moedebeck (1857–1910), Oberstleutnant, Ballon- und Luftschiffpionier, Luftfahrtpublizist
- Ulrich Neckel (1898–1928), Jagdflieger
- Walter Oesau (1913–1944), Jagdflieger
- Karl Rudolf von Ollech (1811–1884), General, Militärhistoriker (Feld E)
- Alexander von Pape (1813–1895), Generaloberst (Feld B)
- Maximilian von Prittwitz und Gaffron (1848–1917), Generaloberst (Feld B)
- Jacob Bogislaw von Puttkamer (1753–1846), Generalleutnant, Kommandant des Invalidenhauses
- Carl Rabitz (1823–1891), Erfinder, Bautechniker (Feld F)
- Eduard von Raven (1807–1864), General (Feld C)
- Walter von Reichenau (1884–1942), Generalfeldmarschall, Oberbefehlshaber Heeresgruppe Süd (Feld F; Grabstein wurde in Mauerzeiten ins Feld A versetzt, steht dort aber nicht mehr)
- Manfred von Richthofen (1892–1918), Jagdflieger (Richthofen wurde 1975 nach Wiesbaden umgebettet; Grabstelle seit 2009 mit Gedenkstein und seit 2017 mit dem großen Grabstein von 1937 markiert)
- Walter von Saint Paul-Illaire (1860–1940), Kolonialbeamter
- Johann Friedrich Schenck zu Schweinsberg (1744–1821), Generalmajor, Kommandant des Invalidenhauses (sein Name ist seit 2021 auf einem großen Sammelstein für Kommandanten des Invalidenhauses aufgeführt, deren Gräber nicht restituiert werden können)
- Heinrich Schmückert (1790–1862), Generalpostdirektor (Feld C)
- Bogislav von Selchow (1877–1943), Schriftsteller, Freikorps-Führer
- Heinrich von Stein (1857–1887), Philosoph, Pädagoge, Publizist
- Franz von Stephani (1876–1939), Freikorpsführer, Bundeshauptmann des „Stahlhelm“
- August von Stockhausen (1793–1861), Generalleutnant, Kriegsminister (Feld C)
- Fritz Todt (1891–1942), Reichsminister für Bewaffnung und Munition, Generalinspektor für das Straßenwesen (Feld C)
- Oskar von Watter (1861–1939), Generalleutnant (Feld F)
- Wilhelm von Wickede (1830–1895), Vizeadmiral (Feld B)
- Friedrich Wilhelm von Willisen (1876–1933), Oberstleutnant, Präsident des Deutschen Schutzbundes, Leiter der Fliegerschulen
- Karl von Willisen (1819–1886), General, Gouverneur von Berlin (Feld C)
- August von Witzleben (1808–1880), Generalleutnant, Militärschriftsteller (Feld C)
- Johann Friedrich Ludwig Wöhlert (1797–1877), Maschinenbau- und Eisenindustrie-Unternehmer (Feld D)
- Max Wölfing (1847–1928), Feldpropst
- Ludwig von Wolzogen (1773–1845), General, Diplomat (Feld C)

### Darstellungen
historisch:
- Günter Hintze: Der Invalidenfriedhof in Berlin. Ein Ehrenhain preußisch-deutscher Geschichte. Bernard & Graefe, Berlin 1936. / 4., erweiterte Auflage, Bernard & Graefe, Berlin 1942.
- Karl Treuwerth: Der Invalidenfriedhof in Berlin. Eine Stätte preußisch-deutschen Ruhms. Brunnen-Verlag K. Winckler, Berlin 1925.

modern:
- Laurenz Demps: Zwischen Mars und Minerva. Wegweiser über den Invalidenfriedhof. Ein Verzeichnis der auf dem Invalidenfriedhof zu Berlin noch vorhandenen Grabdenkmale. Verlag für Bauwesen, Berlin 1998, ISBN 3-345-00659-6.
- Laurenz Demps: Der Invalidenfriedhof. Ein Denkmal preußisch-deutscher Geschichte in Berlin. Brandenburgisches Verlags-Haus, Berlin 1996, ISBN 3-89488-093-7.
- Laurenz Demps, Christian Scheer, Hans-Jürgen Mende: Invalidenfriedhof. Ein Friedhofsführer. 2., erweiterte und überarbeitete Auflage. Simon, Berlin 2007, ISBN 978-3-936242-08-9.
- Wolfgang Gottschalk: Der Garnisonfriedhof und der Invalidenfriedhof zu Berlin. Nishen, Berlin 1991, ISBN 3-88940-062-0.
- Azemina Bruch, Jörg Kuhn, Detlev Pietzsch (Bearb.): Der Invalidenfriedhof. Rettung eines Nationaldenkmals. Hrsg.: Klaus von Krosigk. L-und-H-Verlag, Hamburg 2003, ISBN 3-928119-83-4.
- Klaus Hammer: Historische Friedhöfe & Grabmäler in Berlin. Stattbuch Verlag, Berlin 1994, ISBN 3-922778-32-1, S. 35–45.
- Guido Hinterkeuser: Der Invalidenfriedhof in Berlin und seine Wiederherstellung. Festschrift zum 30-jährigen Bestehen des Fördervereins Invalidenfriedhof e. V. Schnell und Steiner, Regensburg 2023, ISBN 978-3-7954-3832-6.
- Klaus von Krosigk, Jörg Kuhn: Scharnhorststraße, Invalidenfriedhof. In: Jörg Haspel, Klaus von Krosigk (Hrsg.): Gartendenkmale in Berlin. Friedhöfe (= Beiträge zur Denkmalpflege in Berlin). Nr. 27. Imhof, Petersberg 2008, ISBN 978-3-86568-293-2, S. 154–161.
- Hans-Jürgen Mende: Invalidenfriedhof. In: Hans-Jürgen Mende (Hrsg.): Lexikon der Berliner Grabstätten. Haude & Spener, Berlin 2005, ISBN 3-7759-0476-X, S. 34–40.
- Robert Thoms: Invalidenfriedhof Berlin. Seine Geschichte in den Biographien dort Beerdigter. Selbstverlag, Berlin 1999, ISBN 3-89811-048-6.

### Belletristik
- Uwe Timm: Halbschatten (Roman). Kiepenheuer & Witsch, o. O. 2008, ISBN 978-3-462-04043-2.